# Magdeburger Dom

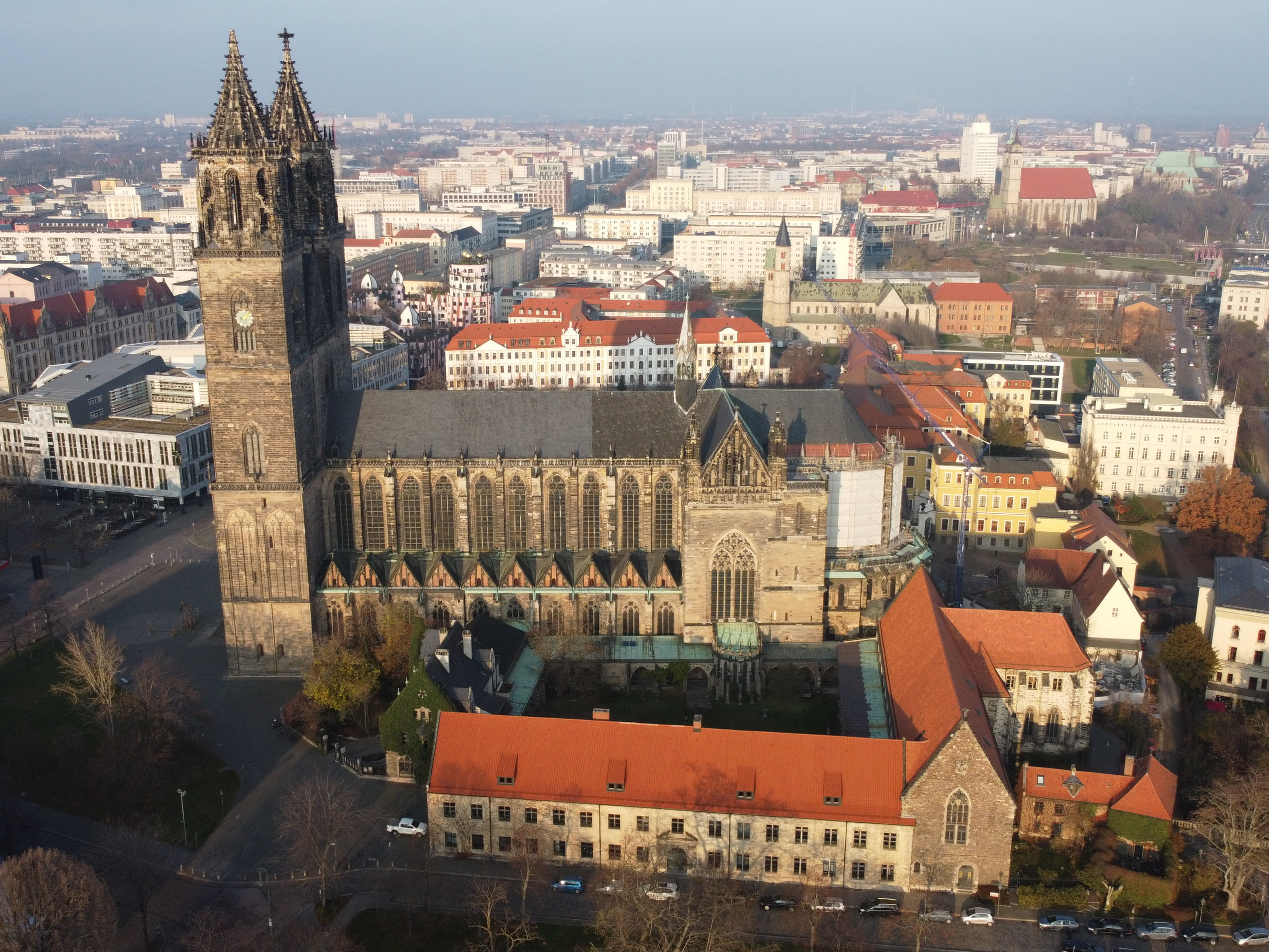
Der Magdeburger Dom im Luftbild von Süden

Der Dom St. Mauritius und Katharina zu Magdeburg, kurz Magdeburger Dom, ist Predigtkirche des Landesbischofs der Evangelischen Kirche in Mitteldeutschland, evangelische Pfarrkirche und zugleich das Wahrzeichen der Stadt Magdeburg. Der Dom ist die erste von Anfang an gotisch konzipierte und die am frühesten fertiggestellte Kathedrale der Gotik auf deutschem Boden sowie der größte Sakralbau Mitteldeutschlands. Er wurde ab 1209 als Kathedrale des Erzbistums Magdeburg gebaut, im Jahr 1363 geweiht und 1520 fertiggestellt (Vollendung der Westtürme). Eine erste Kathedrale wurde 1207 bei einem Stadtbrand stark zerstört. Deren Ursprünge gehen auf eine Klostergründung im Jahr 937 zurück, die Klosterkirche wurde ab 955 erweitert und 968 zur Kathedrale erhoben. Der Dom ist Grabkirche Ottos des Großen und seiner ersten Gemahlin Editha. Nach schweren Beschädigungen durch alliierte Luftangriffe auf Magdeburg 1944/1945 und Restaurierung nach dem Krieg wurde der Dom 1955 wieder eröffnet. Er befindet sich im Eigentum der 1994 vom Land Sachsen-Anhalt gegründeten Kulturstiftung Sachsen-Anhalt.

## Gebäudestruktur

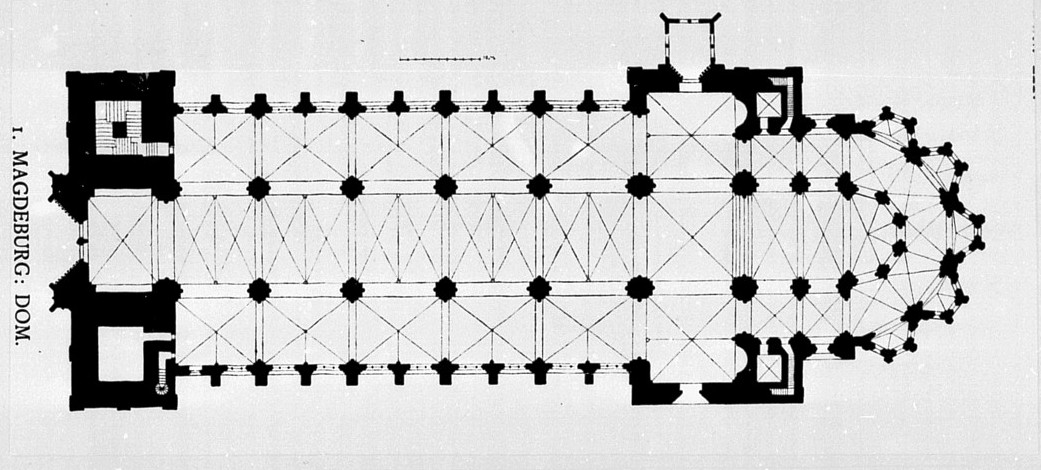
Grundriss

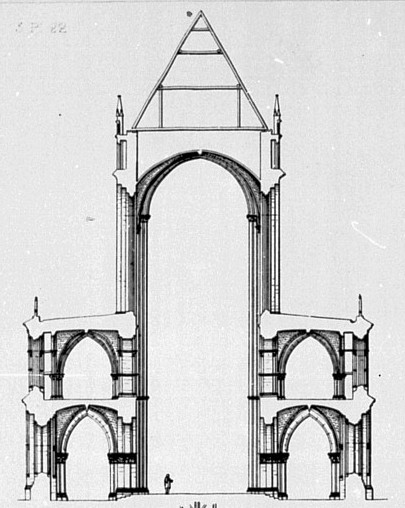
Querschnitt des Chors mit Umgang und Empore

### Architektur
Der Magdeburger Dom ist eine dreischiffige Kreuzbasilika mit Umgangschor. Er besteht aus Sandstein. Gegenüber den meisten derartigen Bauwerken weist er einige Besonderheiten auf:
- Er hat Strebepfeiler, aber keine Strebebögen, auch keine doppelwandigen Obergaden.
- Seitenschiffe und Chorumgang haben bzw. hatten keine Schleppdächer, sondern frei quer zum Obergaden stehende Dächer. Diese sind zum Mittelschiff hin abgewalmt und die Regenwasserabfuhr erfolgt durch eine Rinne an der Basis der Hochschiffswände. Dadurch reichen die Obergaden des Langhauses herunter bis knapp oberhalb der Arkaden. Eine ähnliche Regenrinne haben Basiliken des französischen Gothique Rayonnant (im Unterschied zu den angelehnten Seitenschiffsdächern der beiden älteren Stilphasen. Dort ist die Ausdehnung der Verglasung allerdings zumeist als befenstertes Triforium gestaltet).
- Der Chor hat den Querschnitt einer Emporenbasilika, nach Vorbildern aus der französischen Frühgotik, insbesondere der Kathedrale von Noyon, aber über den Seitenschiffen des Langhauses gibt es keine Emporen.
- Obwohl sämtliche Schildbögen des Hochchors spitz sind, haben zwei seiner Gurtbögen keine Spitze.
- Der Längsschnitt des Langhauses weist eine Umkehrung des Gebundenen Systems auf: Das Gewölbe des Mittelschiffs hat pro tragendem Arkadenbogen zwei Joche. Jeder zweite Pfeiler der Mittelschiffsgewölbe steht also über dem Scheitel eines Arkadenbogens.

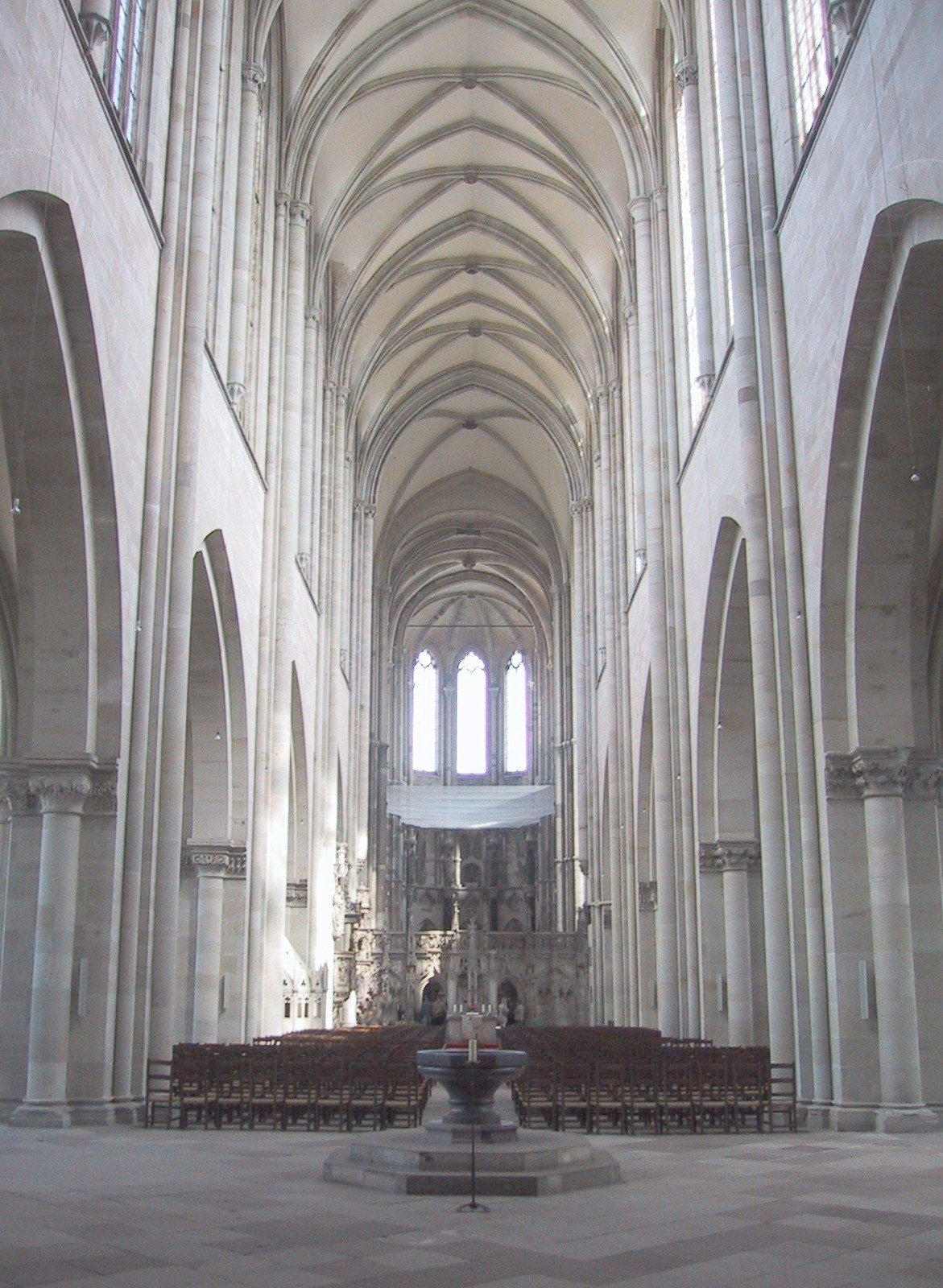
Langhaus nach Osten

Die Errichtung des gotischen Neubaus der Kathedrale dauerte über 300 Jahre vom Baubeginn 1207/09 bis zur Vollendung der Türme im Jahre 1520. Der Dom hat eine Gesamtinnenlänge von 118 m und eine Innenbreite über alle drei Schiffe von 33 m. Die Innenhöhe des Mittelschiffs bis zum Gewölbescheitel beträgt 32 m. Der Querschnitt der Dachkonstruktion auf Mittelschiff und Querhaus entspricht einem gleichseitigen Dreieck. Der Nordturm ist 100,98 m, der Südturm 99,25 m hoch. Die Aussichtsplattform in 81,5 m Höhe auf dem Oktogon des Nordturms kann im Rahmen von Führungen über 433 Stufen bestiegen werden. In den beiden untersten Wendelungen der dort großzügig gebauten Treppenanlage des Nordturms sind die Stufen über 2 m breit. Zuletzt windet die sehr schmale Treppe sich durch die nördliche der beiden westlichen Säulen des Oktogons, zu sehen an einigen Lichtschlitzen in dieser Säule und dem Aufbau auf der Plattform, der den Ausstieg beherbergt. Die Stufen sind in der Oktogonsäule nur noch 52 cm breit. Über der Ausstiegstür zur Plattform ist die Zahl „1520“, das Jahr der Fertigstellung des Doms, in den Sturz eingearbeitet.

### Änderungen der Baupläne während der Bauphase
Bauwerk und archäologische Befunde geben Hinweise auf mehrere schon in den ersten Jahren und Jahrzehnten der Bauzeit vollzogene Planänderungen:
- Der Chorumgang sollte zunächst enger sein. Die tatsächlich polygonal ausgeführten Kapellen sollten mit halbrunden Apsiden schließen, wie noch in den ersten gotischen Kathedralen Frankreichs, erhalten in Noyon und Senlis und nicht zuletzt in der Abteikirche Saint-Denis.
- Fünf Joche des ausgeführten Chorumgangs haben Kreuzgratgewölbe, obwohl die tragenden Pfeiler Vorlagen für Gewölberippen vorweisen. Diese Joche haben zapfenförmige Schlusssteine, was bei Kreuzgratgewölben selten ist.
- Die Empore über dem Chorumgang (der sogenannte Bischofsgang) war anfangs nicht vorgesehen. Damit hätte der Wandaufriss der Kathedrale von Sens (ab 1135) entsprochen, oder – zwar in bescheideneren Höhen – der Kathedrale von Chartres (ab 1194).
- Die Empore sollte zunächst ein Pultdach bekommen, aber nachdem auf den Emporen von Notre-Dame de Paris die Pultdächer entfernt worden waren, gab man diesen Plan auf.
- Aus einer Diskrepanz zu den Geschosshöhen der Osttürme wird geschlossen, dass der Hochchor zunächst niedriger geplant war. Seine Pfeiler wurden während der Bauzeit verstärkt.

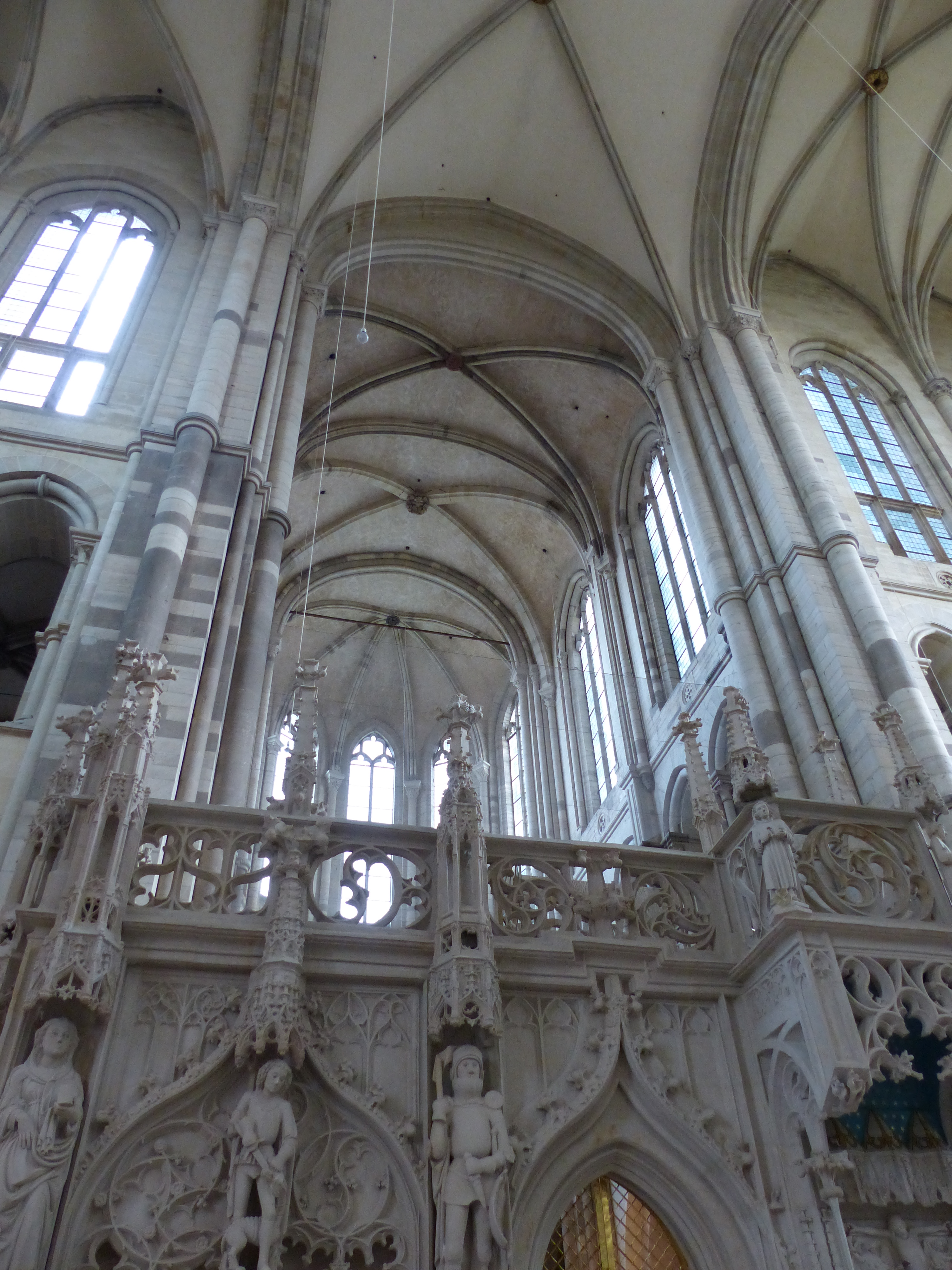
Im Hochchor noch zwei runde Gurtbögen, aber alle Schildbögen spitzbogig; Verzahnung der Bogenelemente des Maßwerks mit den Laibungen
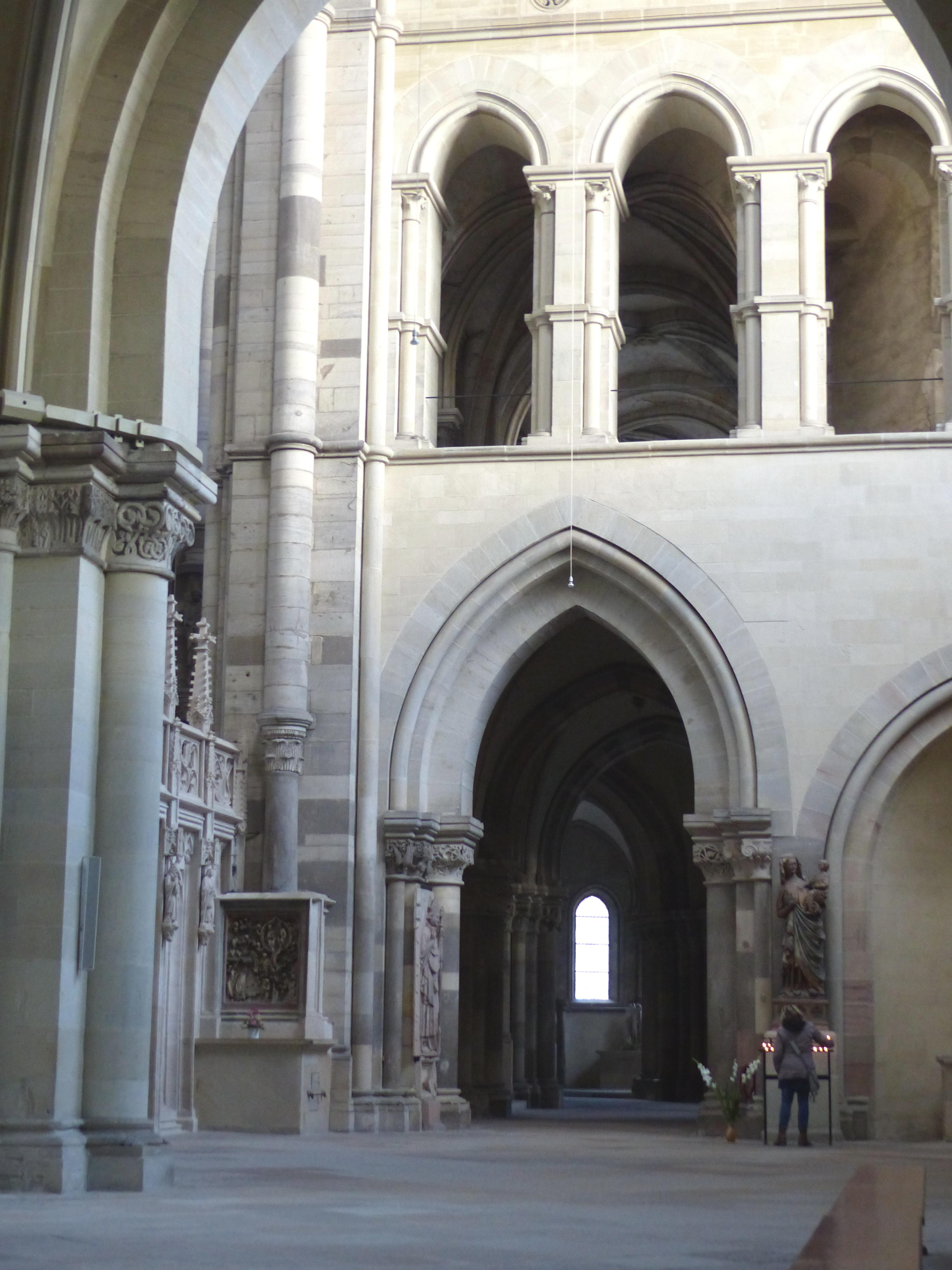
Blick aus dem südlichen Seitenschiff in Chorumgang und Chorempore
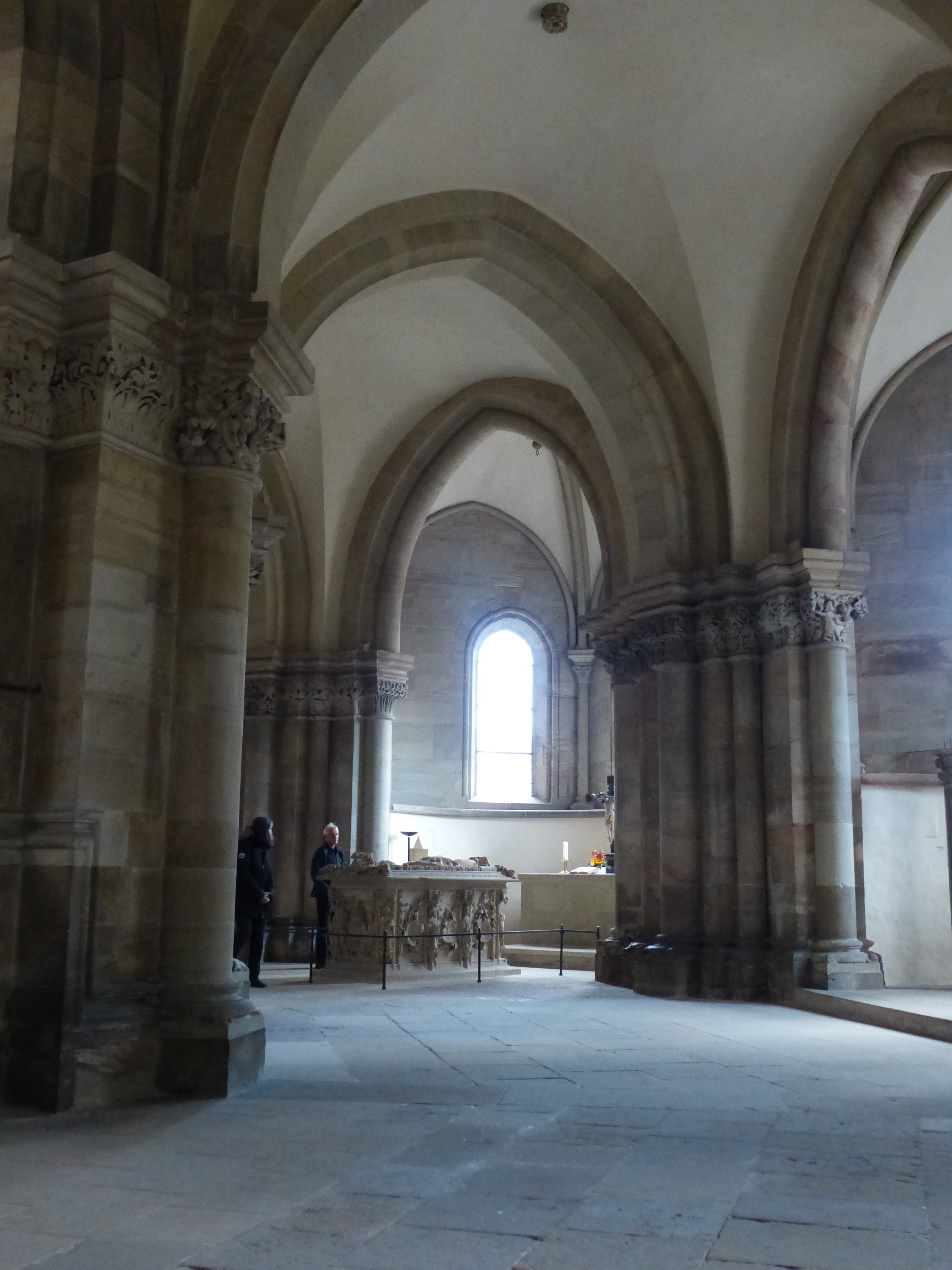
Gekrümmter Teil des Chorumgangs mit Kreuzgratgewölbe, vorher errichtete Kapellen mit Kreuzrippengewölben
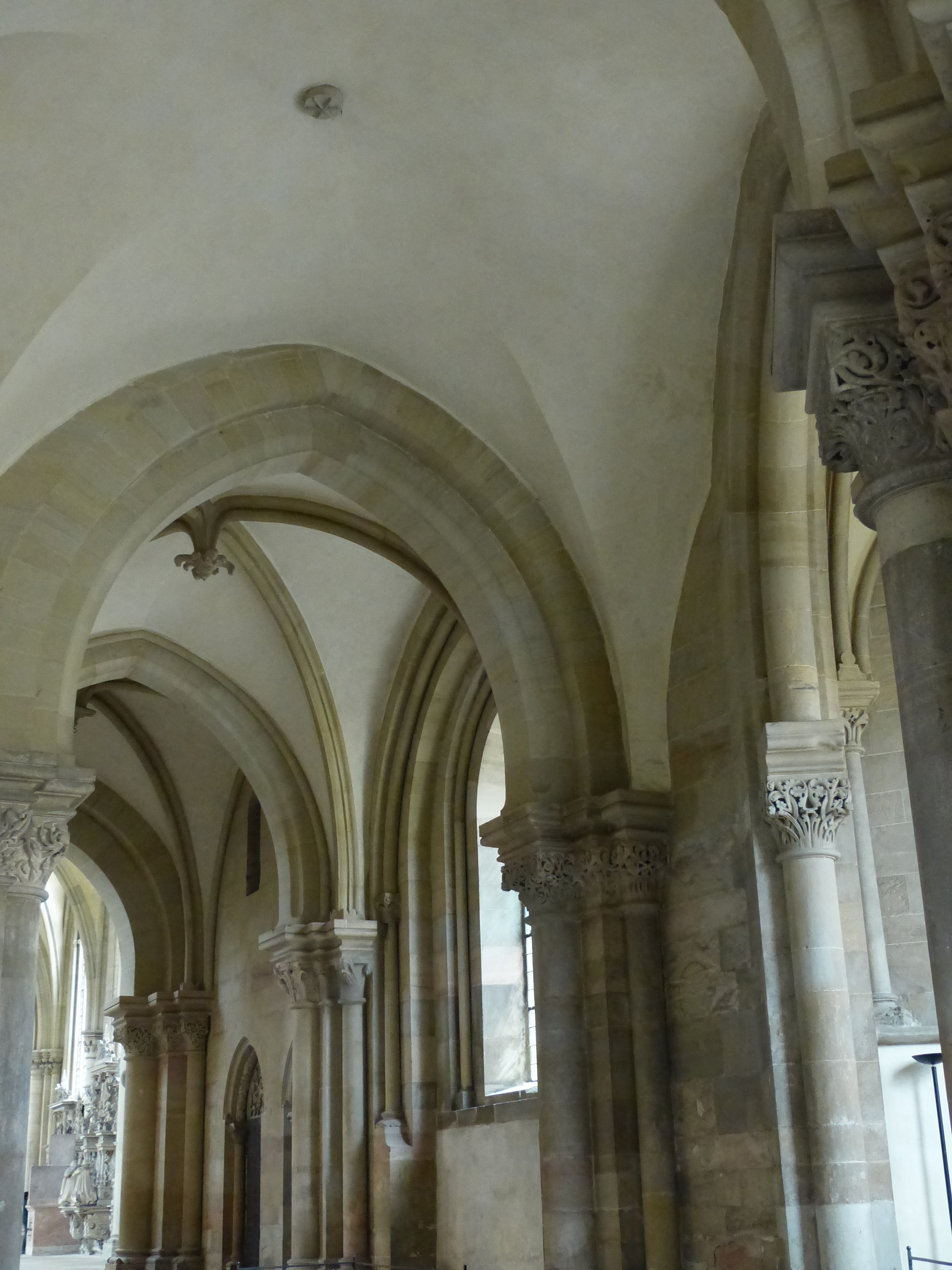
Chorumgang: Östliche Joche mit Kreuzgratgewölben trotz Diensten für Rippen, westliche mit Kreuzrippengewölben
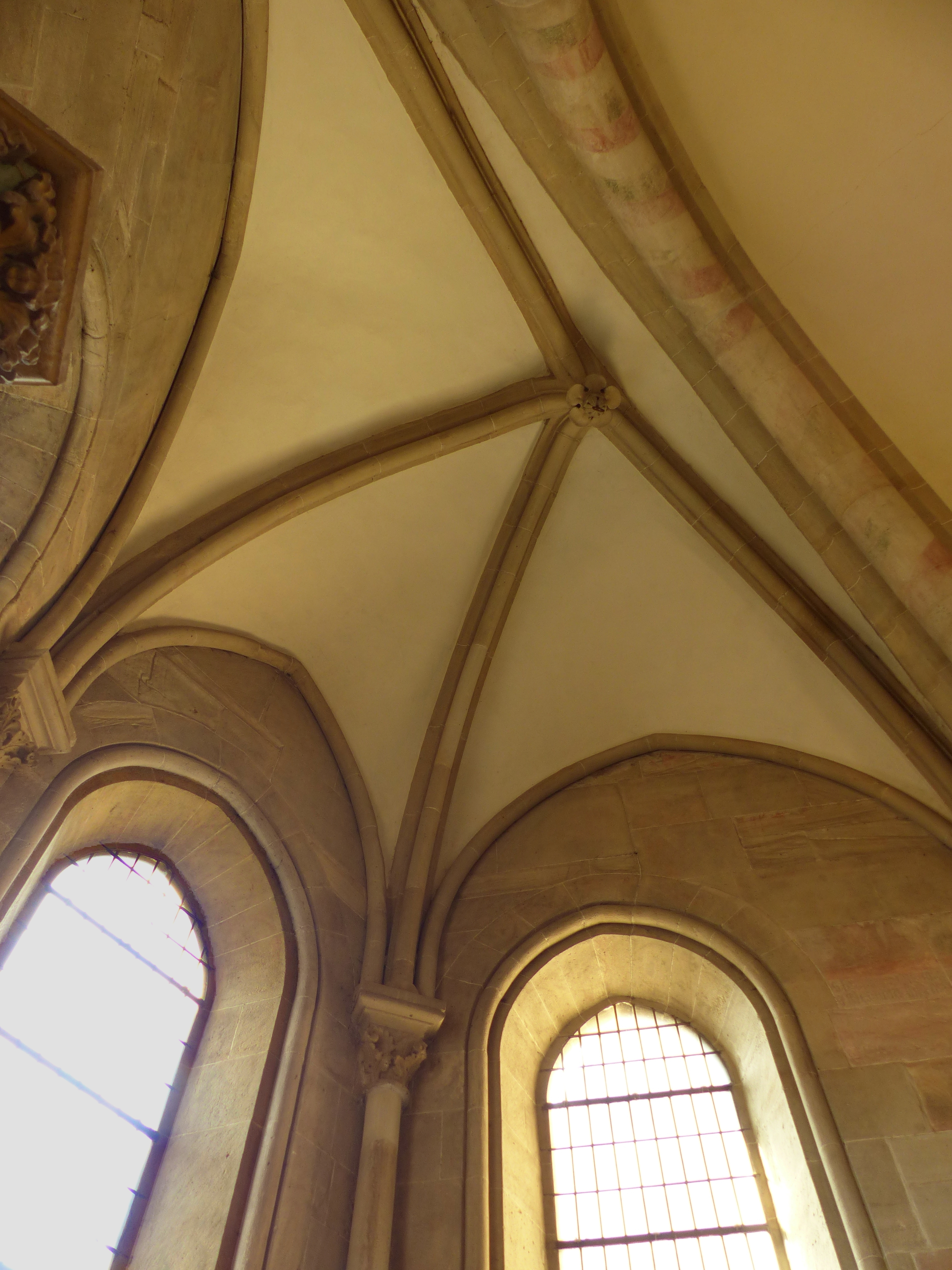
Eine der Kapellen am Chorumgang

- Ursprünglich sollte der Dom mit zwei Haupttürmen im Westen und zwei korrespondierenden, etwas niedrigeren und schlankeren Türmen im Osten viertürmig sein, doch konzentrierte man sich in den letzten Bauphasen auf die mächtigen Westtürme und ließ die an den Ostseiten beider Querhausarme begonnenen Osttürme, auch Flankentürme genannt, in Höhe der Dachtraufen von Querhaus und Hochchor unvollendet.[9] Eine entsprechende Veränderung der Gewichtung, hin zur schließlich verwirklichten Betonung der Westtürme, ist auch bei mehreren französischen Kathedralen festzustellen, etwa Laon, Chartres und Reims.
- Das reich verzierte Westportal ist eine Zutat aus der Zeit von etwa 1330 und war ursprünglich nicht vorgesehen. Der Unterbau der Westfassade entstand um 1230; somit ist das Tor erst etwa 100 Jahre später geschaffen worden.[6]
- In der Entstehungszeit des Doms soll es Tradition gewesen sein, eine Kirche so hoch, wie sie lang ist, zu bauen. Demnach hätten die Türme mit jeweils einem weiteren Geschoss sowie mit höheren und schlankeren Helmen etwa 120 m hoch werden sollen, was möglicherweise am eiligen Bestreben, den Dom fertigzustellen, scheiterte.[6]

Der Mittelteil des Westbaus, dessen in der Kirchenachse stehender Dachfirst das Mittelschiff weit überragt, simuliert in der Fernsicht ein wesentlich höheres Kirchenschiff. Die Baugeschichte verweist nicht auf die romanischen Querriegel des näheren und weiteren Umlandes: Zunächst wurden die Erdgeschosse beider Türme angelegt und der Nordturm bis ins zweite Obergeschoss aufgeführt. Später errichtete man den Mittelbau bis in Traufenhöhe des Mittelschiffs. Über hundert Jahre später brachte man den Südturm auf die Höhe des Nordturms und vollendete schließlich die gesamte Turmfront. Schon etwa zweihundert Jahre früher, 1383–88, waren die Westtürme des Straßburger Münsters durch Dazwischensetzen eines Glockengeschosses zu einem nahezu kubischen Westbau verbunden worden – auf den dann ab 1399 Obergeschosse und Spitze des Nordturms gesetzt wurden.
Südlich des Doms befinden sich im Kreuzgang die Reste des 937 gegründeten Mauritiusklosters, das 968 zum erzbischöflichen Domkapitel Magdeburg erhoben wurde.

### Außengestaltung

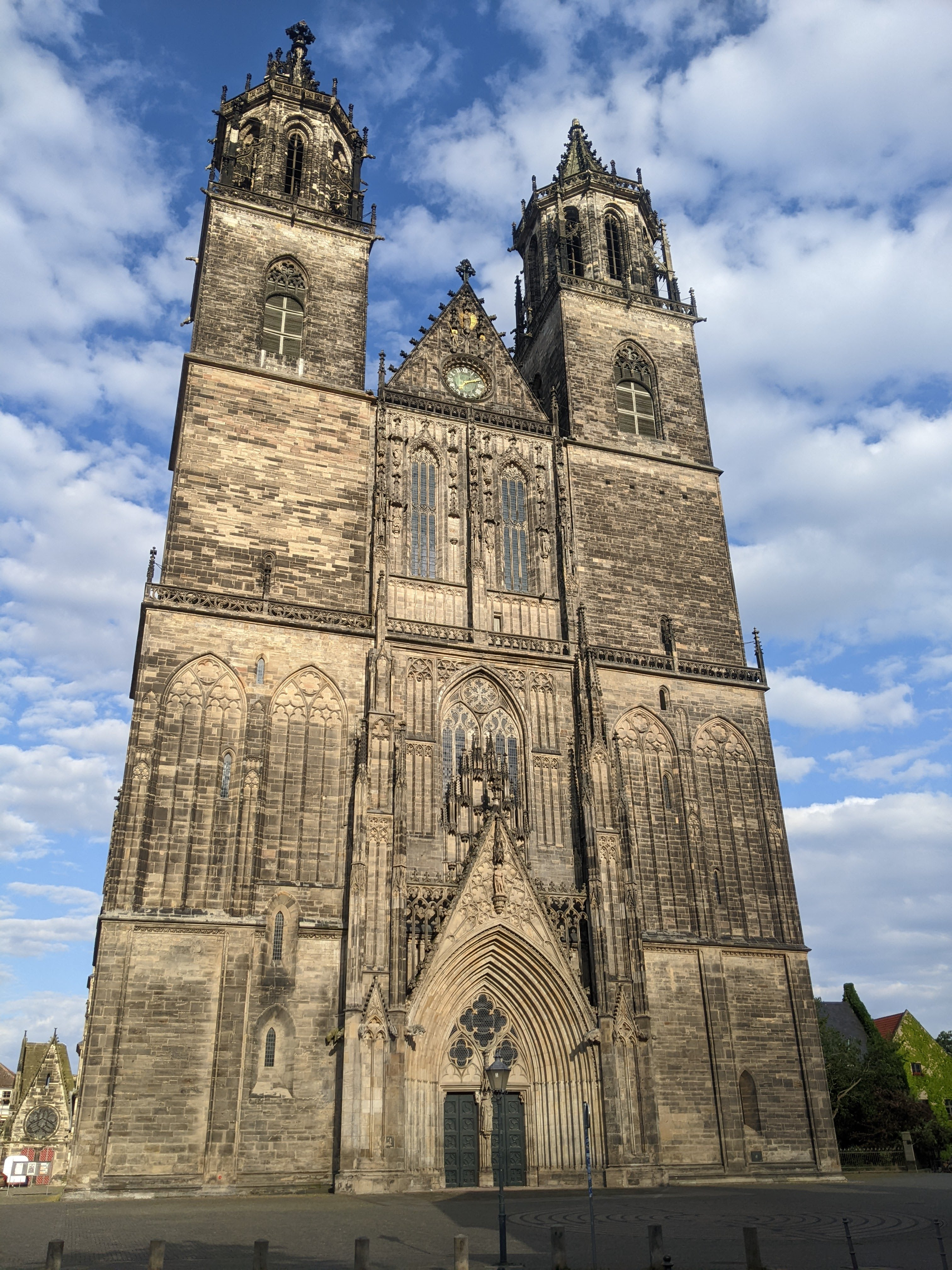
Westfassade
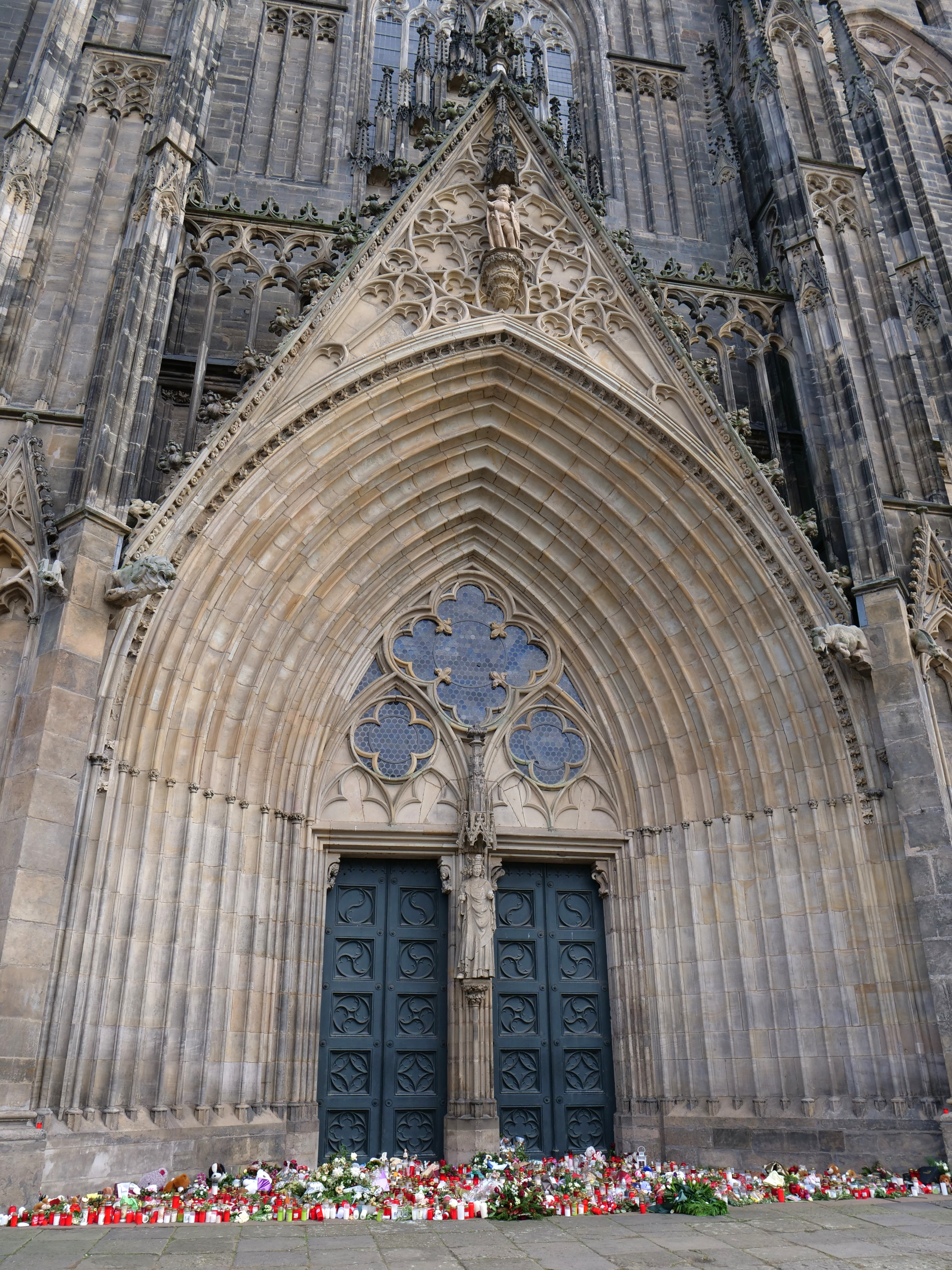
Westportal im Januar 2025
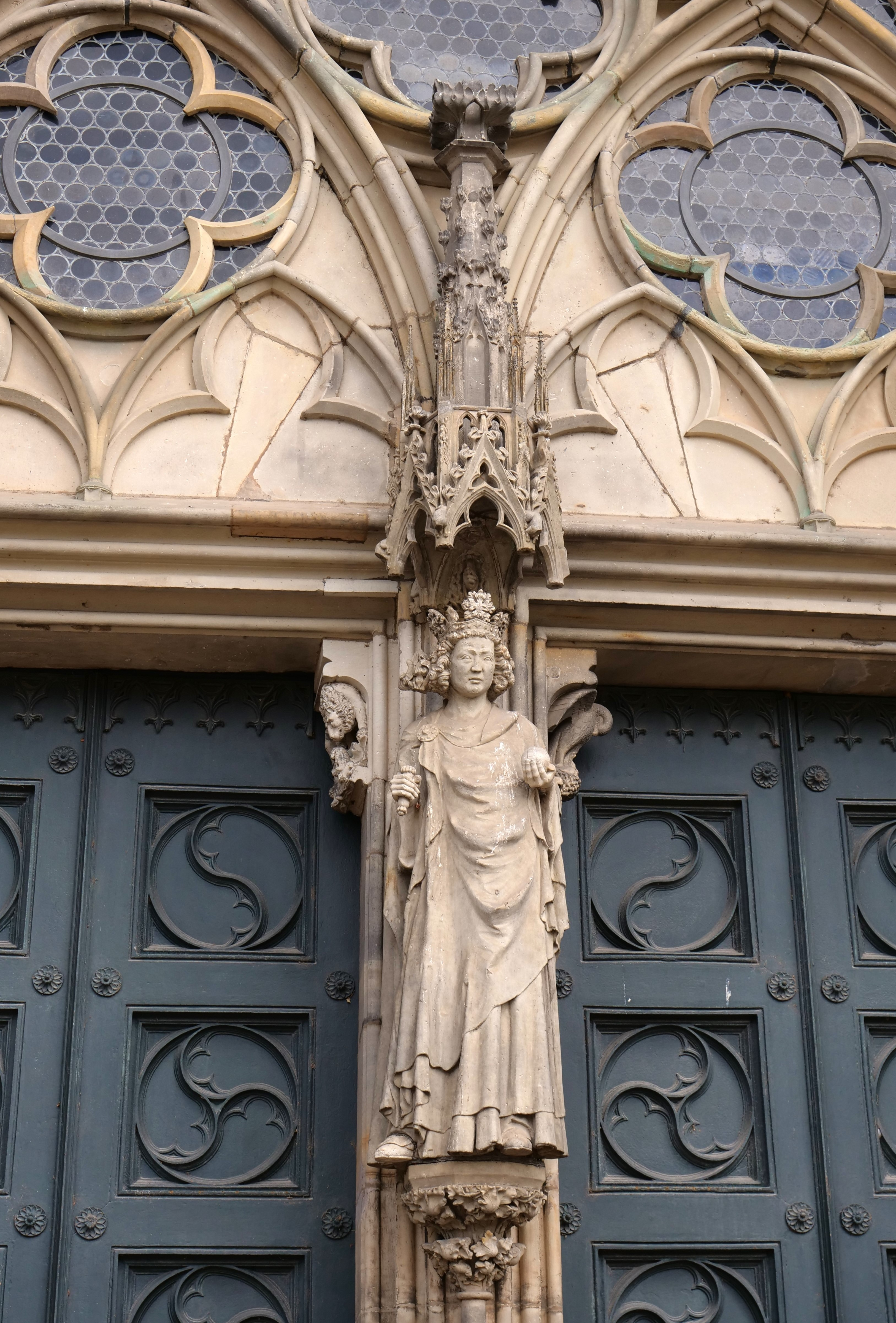
Otto I. am Westportal
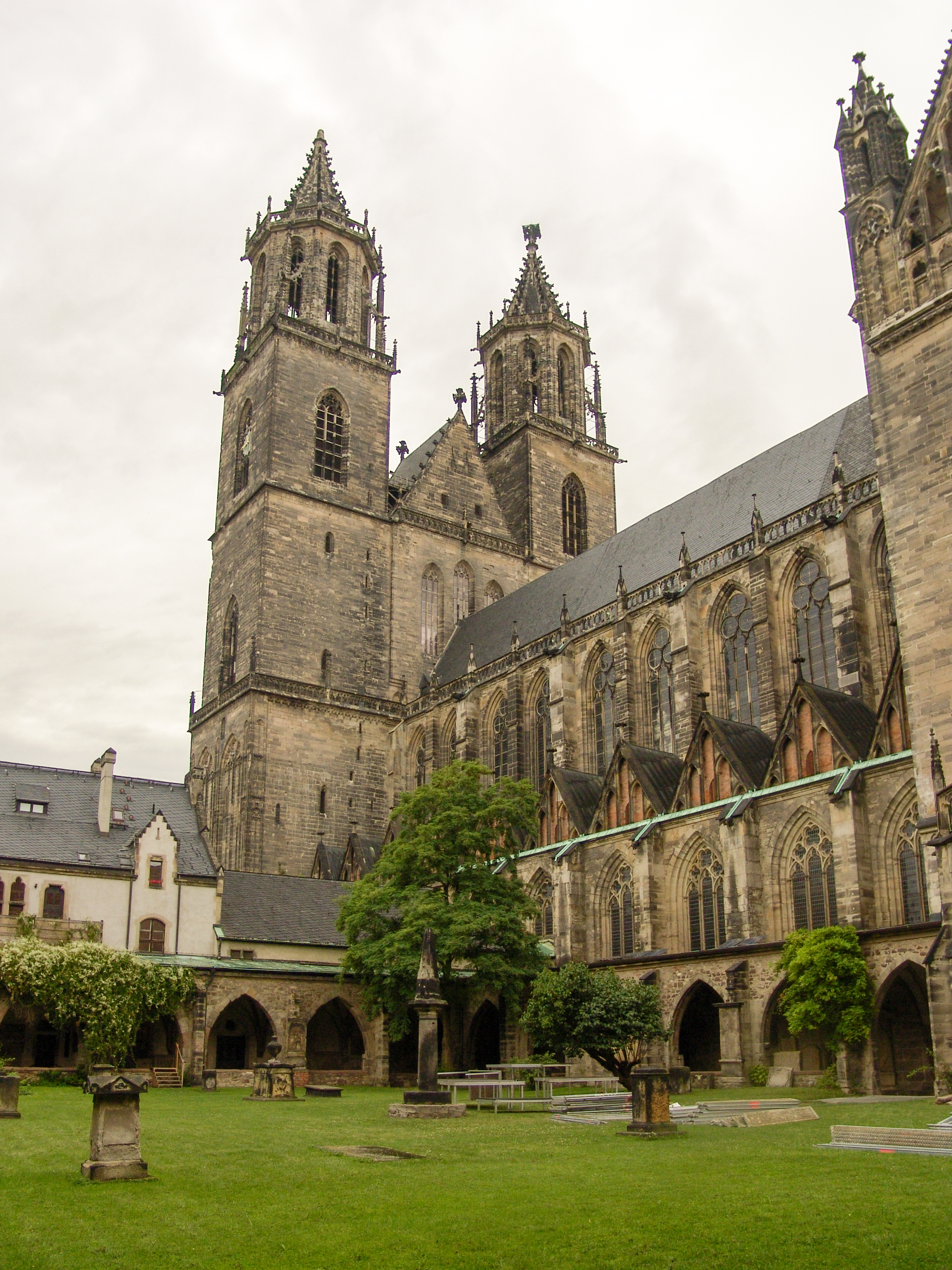
Pfarrhaus (links), Westtürme und Langhaus aus Südosten
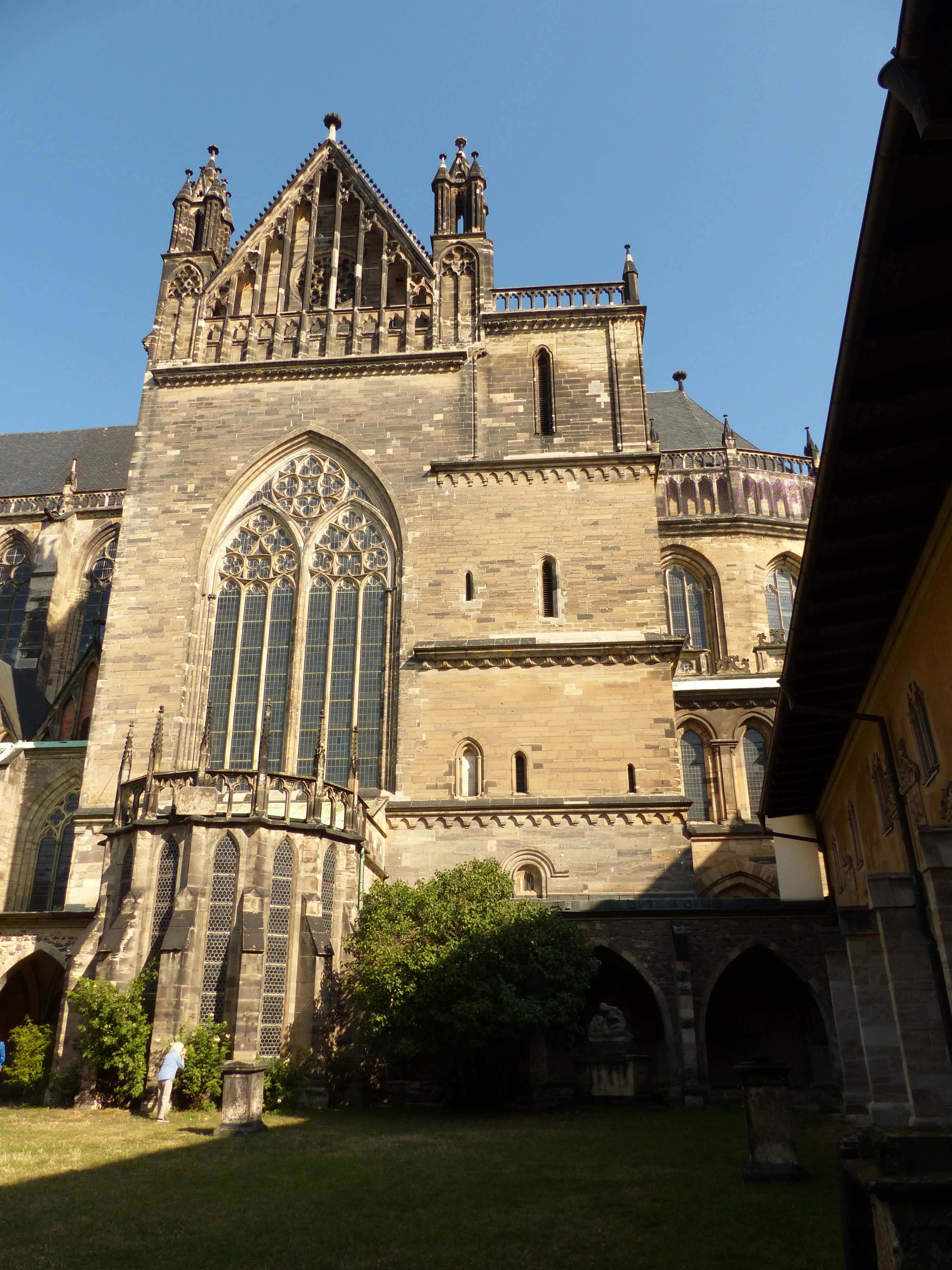
Querhaus, ein Flankenturm und Chor von Süden, vor dem Querhaus steht die Tonsurkapelle.

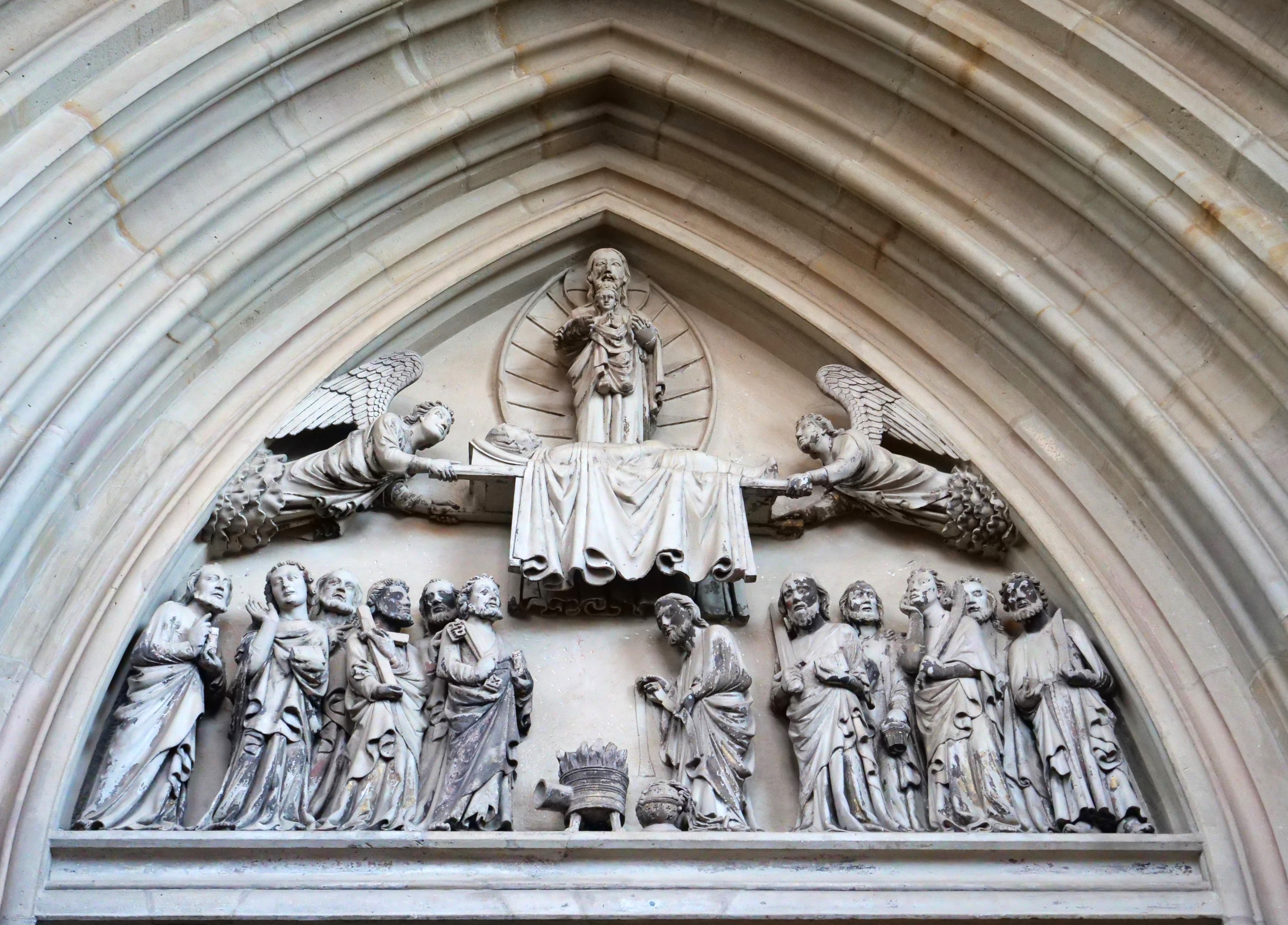
Tympanon über dem Portal des Nordquerhauses: Himmelfahrt Mariens
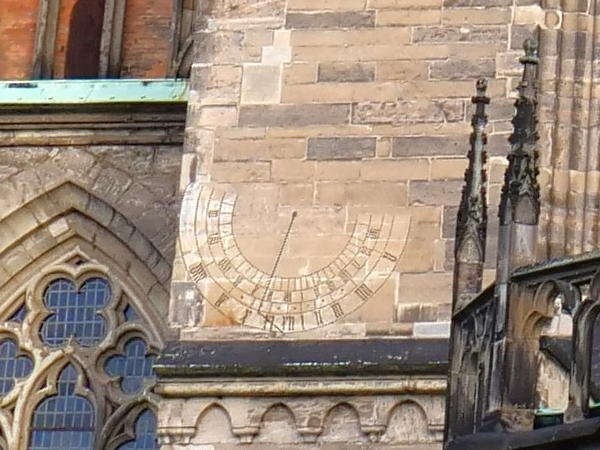
Sonnenuhr am südlichen Querhausgiebel
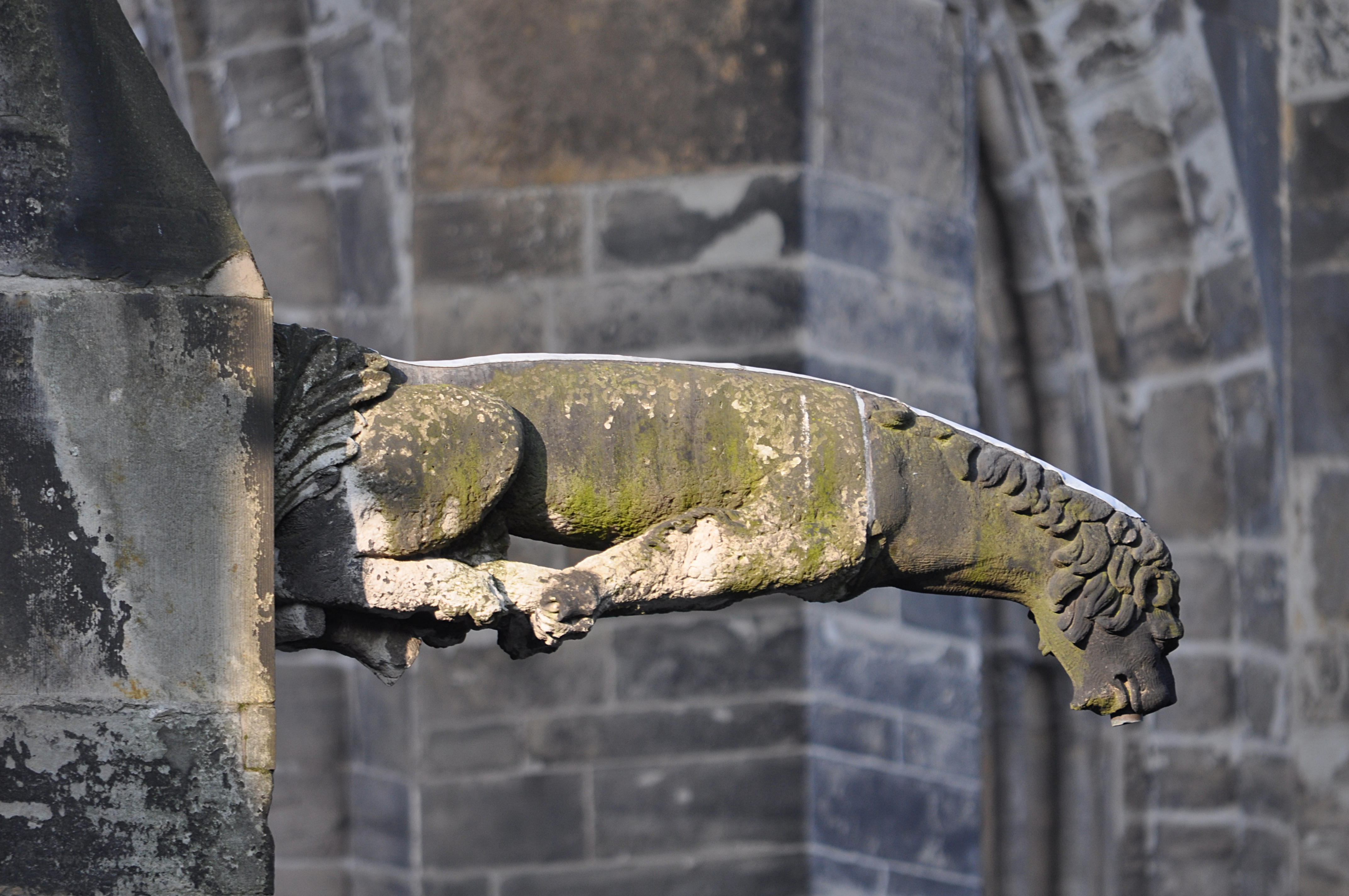
Wasserspeier

## Geschichte

### Vorgängerbauten

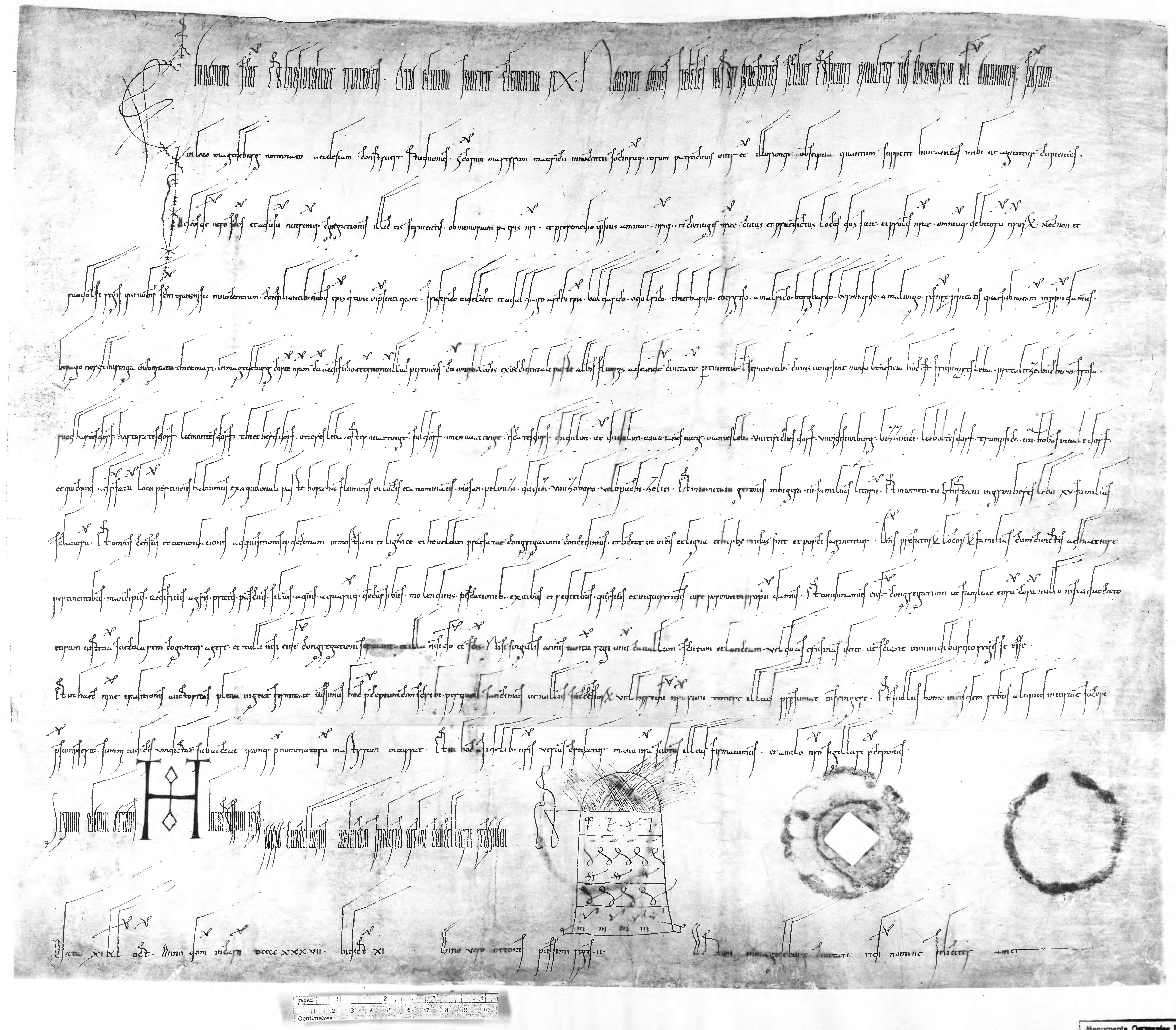
Urkunde Ottos I. vom 21. September 937 zur Gründung und Dotierung des Mauritiusklosters

#### Mauritiuskloster und Ottonischer Dom

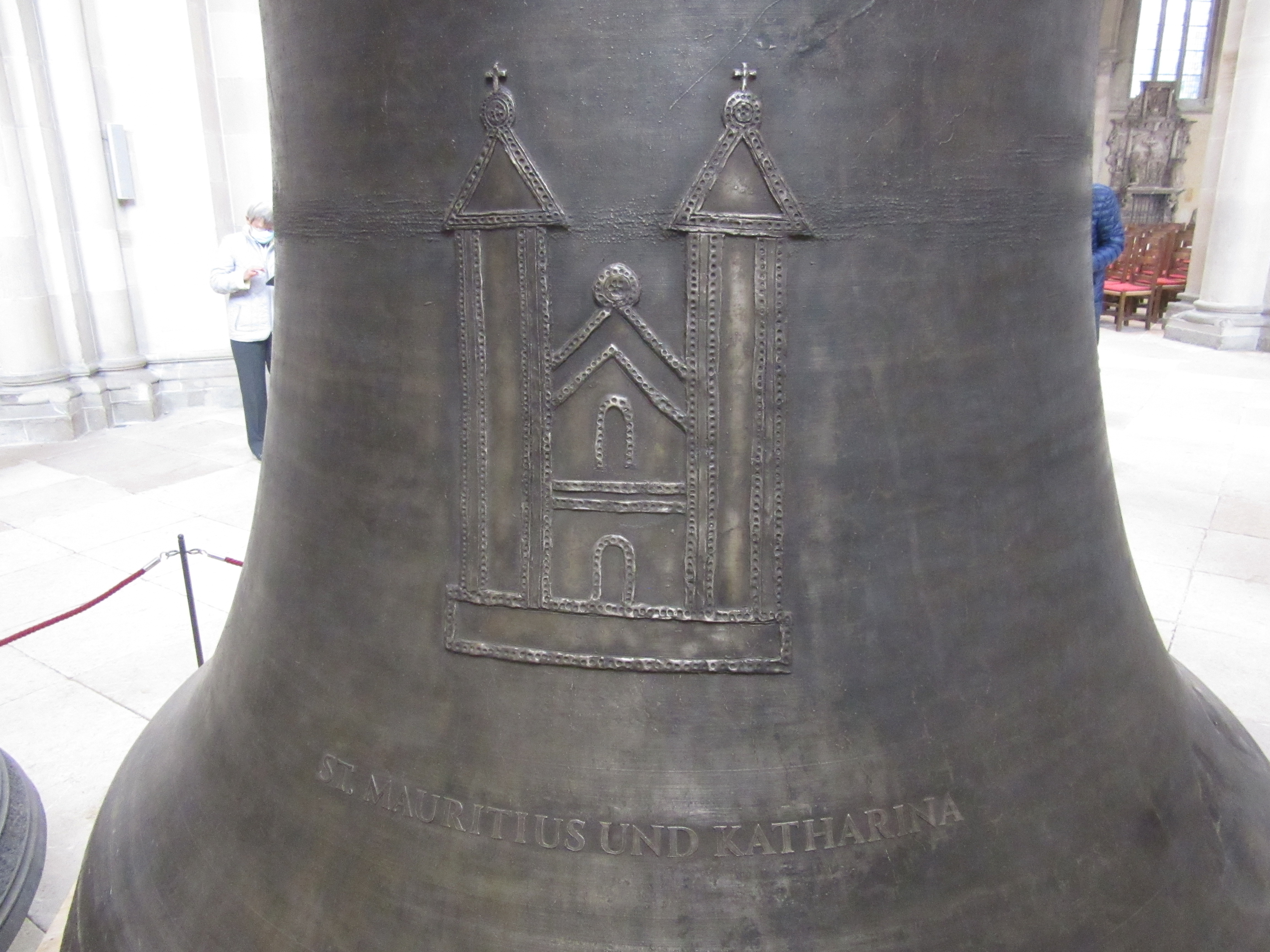
Abbildung des ottonischen Doms auf der Domglocke „Amemus“

Otto I. der Große gründete 937 das Mauritiuskloster, im Jahre 946 wurde dort seine erste Gemahlin Edith bestattet. Offenbar hatte Otto schon damals Magdeburg auch als seinen eigenen Begräbnisort bestimmt. Im Zusammenhang damit betrieb er bereits in den 950er Jahren die Einrichtung eines Erzbistums in Magdeburg. Vor der Schlacht auf dem Lechfeld 955 gelobte Otto, noch vor seiner Krönung zum Kaiser am 2. Februar 962 für den Fall seines Sieges in Merseburg ein Bistum zu errichten – offenbar sollte dieses Bistum zu dem noch zu gründenden Magdeburger Erzbistum gehören. In den 950er Jahren begann er nachweislich einen großartigen Neubau. Um seinen imperialen Anspruch in der Nachfolge der römischen Kaiser zu unterstreichen, ließ er zahlreiche Kostbarkeiten nach Magdeburg bringen, so auch den Codex Wittekindeus, ein Evangelistar, das im Kloster Fulda entstanden war, und Spolien wie antike Säulen, die später im Chor des spätromanisch-gotischen Domneubaus aufgestellt wurden. Dieser erste, sogenannte „Ottonische Dom“ war vermutlich eine dreischiffige, kreuzförmige Basilika mit Ostquerhaus, Ostkrypta und großem Atrium im Westen. Er war 80 m lang, 41 m breit und 60 m hoch. Im Jahr 968 wurde Magdeburg anlässlich des Reichstags in Ravenna zur Erzdiözese erhoben, und Adalbert von Trier wurde der erste Erzbischof. Die Mauritiuskirche wurde zur Kathedrale erhoben. Die erste Erwähnung eines Organisten ist auf 1179 datiert.

#### Nordkirche
Bei Grabungen in den 1960er Jahren auf dem Domplatz entdeckte man die Reste eines mittelalterlichen Steingebäudes und hielt diese zunächst für die Kaiserpfalz Ottos des Großen. Nachdem jedoch bei weiteren Erkundungen zwischen 2001 und 2004 ein Grab gefunden wurde, stand fest, dass während Ottos Regentschaft eine zweite Kirche mit stattlichen Ausmaßen nördlich des ottonischen Doms existierte. Die Lage der Fundamente dieser „Nordkirche“ in der Südostecke des Domplatzes ist nun mit Sandsteinblöcken nachgebildet.

#### Großbrand 1207

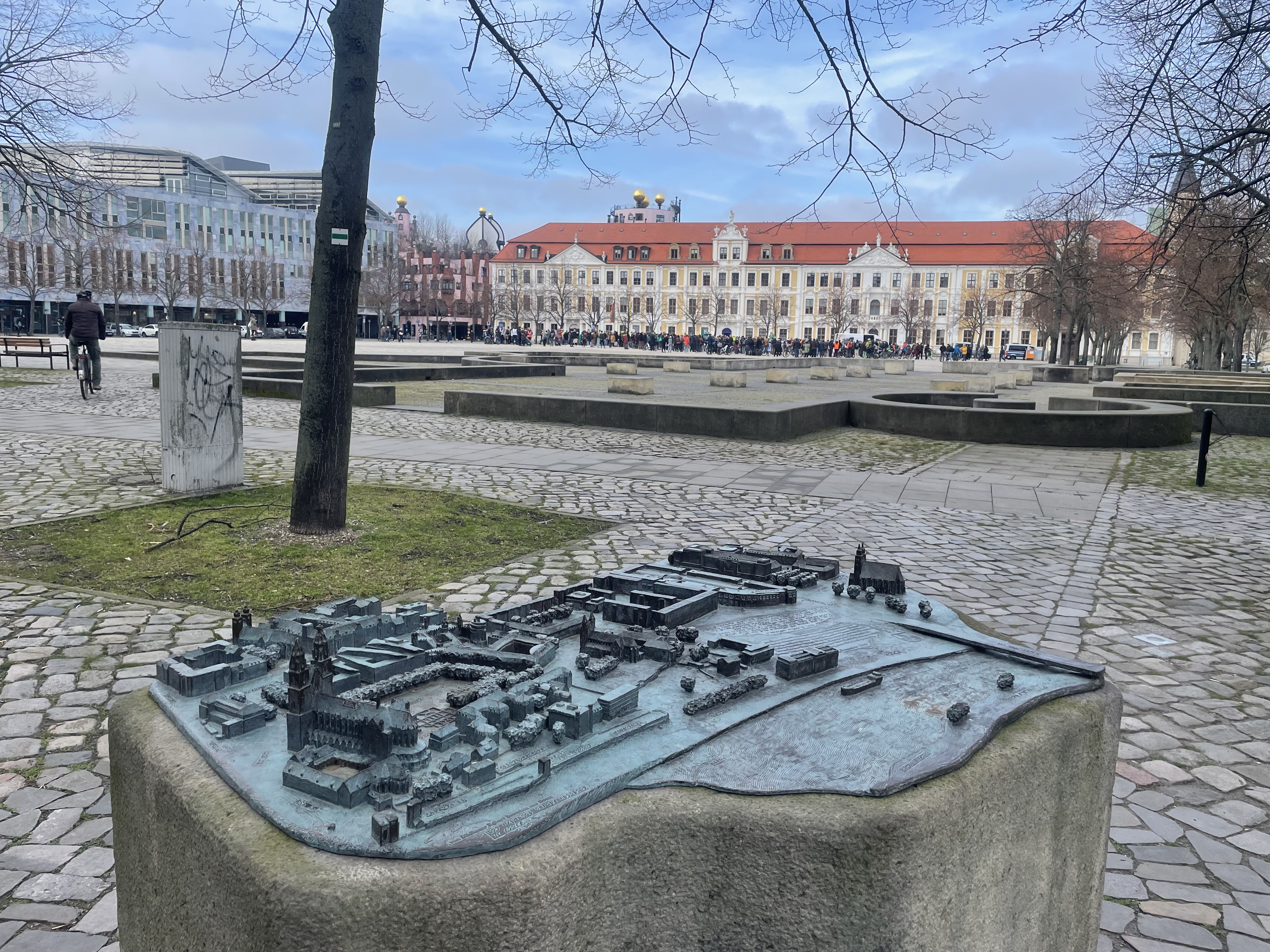
Mauern und Steinblöcke im Hintergrund zeigen die Lage der Nordkirche.

Nur fünf Tage nachdem Albrecht I. von Käfernburg Erzbischof von Magdeburg wurde, zerstörte ein Feuer am Karfreitag, dem 20. April 1207, den Großteil Magdeburgs, darunter den Dom, die Nordkirche und die Kaiserpfalz. Mit einer Ausnahme sollen damals auch alle Glocken des ottonischen Doms zerstört worden sein. Von Käfernburg ließ die stehengebliebenen Außenmauern der Kathedrale – trotz großer Proteste der Bevölkerung – abreißen und legte im September 1207 den Grundstein für den heutigen Dom, für den Steine und Säulen des alten spätromanischen Doms wiederverwendet wurden. Die erhalten gebliebene, etwa 7 m × 8 m große Krypta des ottonischen Doms wurde 1926 bei Grabungen zwischen Chor und Remter entdeckt.

### Bau des gegenwärtigen Doms

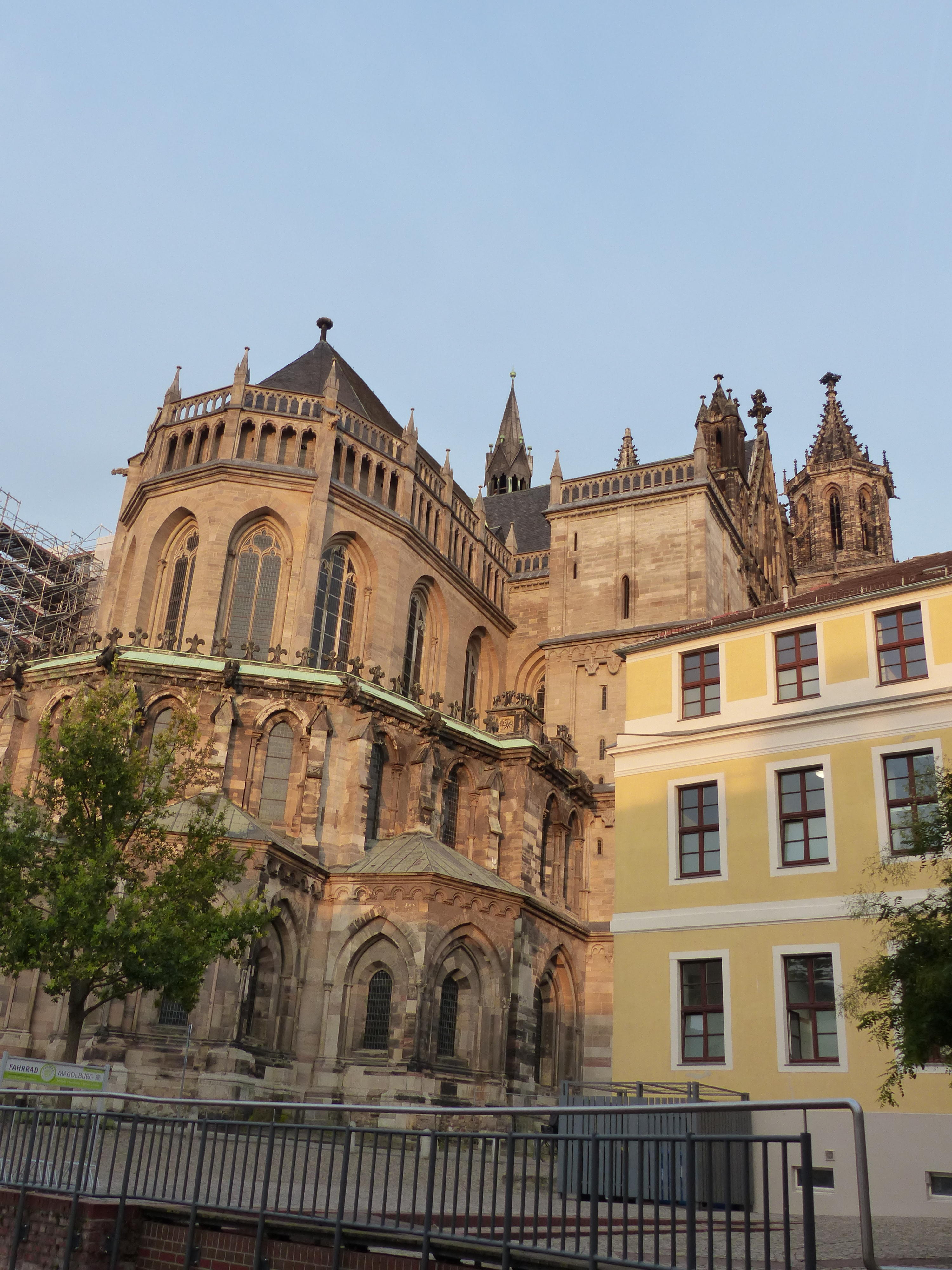
Kapellen am Chorumgang und Chorempore mit frühgotischen Fenstern; unvollendete Flankentürme an den Querhausarmen

Erzbischof Albrecht hatte in Frankreich studiert. Der Magdeburger Schöppenchronik zufolge hätten die Bürger der Stadt eine Reparatur des Vorgängerbaus bevorzugt, aber der Erzbischof nutzte die Chance zu einem modernen Neubau nach französischen Vorbildern. Der Bau des Chors begann 1209, zwei Jahre, nachdem der alte Dom niedergebrannt war. Die Entwürfe waren von Anfang an gotisch. Die Kapellen am Umgang haben eine interessante Gemeinsamkeit mit denen der fast gleichzeitig – 1211 – begonnenen Kathedrale von Reims: Bis zu den Sohlbänken der Fenster sind die Grundrisse innen rund wie die Chorschlüsse und Kapellen der ersten gotischen Kirchen, außen und ab dieser Höhe auch innen aber polygonal, seit den 1180er Jahren ein Erkennungsmerkmal der Gotik.
Da sich abzeichnete, dass der Neubau viele Jahrzehnte dauern würde, wurde die wenig nördlich stehende Stiftskirche Unser Lieben Frauen modernisiert, um sie provisorisch als Ersatzkathedrale zu nutzen, diese romanische Basilika erhielt 1221/1222 (d) gotische Gewölbe. Vom Dom selbst wurden zu Albrechts Lebzeiten nur der Chorumgang samt Kapellen und die Erdgeschosse der Flankentürme fertiggestellt. Auch standen wohl die Stirnwände des Querhauses bis in Höhe des ersten Abschlussgesimses. Entscheidende Schritte in der Entwicklung des Dombaues fanden unter Albrechts Übernachfolger und Halbbruder Wilbrand, der von 1235 bis 1253 amtierte, statt.
Bei der Ausführung der Gewölbe im Chorumgang des Doms gab es anscheinend Probleme: Während die Kapellen am Chorumgang mit gotischen Rippengewölben gedeckt sind, wurden die Joche im Erdgeschoss des Chorumgangs mit trapezförmigem Grundriss mit eigentlich der Romanik angehörenden Kreuzgratgewölben versehen, obwohl die Pfeiler mit Vorlagen für eine Decke aus Kreuzrippengewölben ausgestattet waren (und sind). In den Umgangsjochen mit rechteckigem Grundriss sind Gewölberippen ausgeführt. Im Emporengeschoss sind die trapezförmigen Joche mit technisch anspruchsvollen fünffeldrigen Rippengewölben gedeckt. Einem Arkadenbogen auf der Innenseite stehen jeweils zwei Schildbögen an der Außenwand gegenüber, wobei darunter am Chorumgang jeweils in ganzer Breite eine Kapelle anschließt. Diese Platzierung der Außenpfeiler erinnert ebenso wie die Außengestaltung von Umgang und Emporengeschoss an die mehr als fünfzig Jahre ältere Kathedrale von Noyon als mögliches Vorbild.
Die rechteckigen Joche des Emporengeschosses sind mit sechsfeldrigen Doppeljochen gedeckt, wie man sie nicht selten in frühgotischen Mittelschiffen findet. Als Besonderheit der Magdeburger Chorempore hat ihre Arkade über jedem der seitlichen Erdgeschossbögen zwei getrennte Bögen, also kein Biforium. Der auf dem Scheitel eines Erdgeschossbogens stehende Pfeiler trägt jeweils die Querrippe eines Doppeljochs. Im Mittelschiff des Langhauses wurde dieses Prinzip übernommen (s. o.). In der Fassade des Emporengeschosses finden sich je zwei statisch sinnvolle Strebepfeiler neben den Ecken des Polygons. Die Strebepfeiler über dem Scheitel der Kapellenanschlüsse entsprechen wohl eher der Vorliebe der Gotik für vertikale Akzente, als der Stabilität zu dienen.

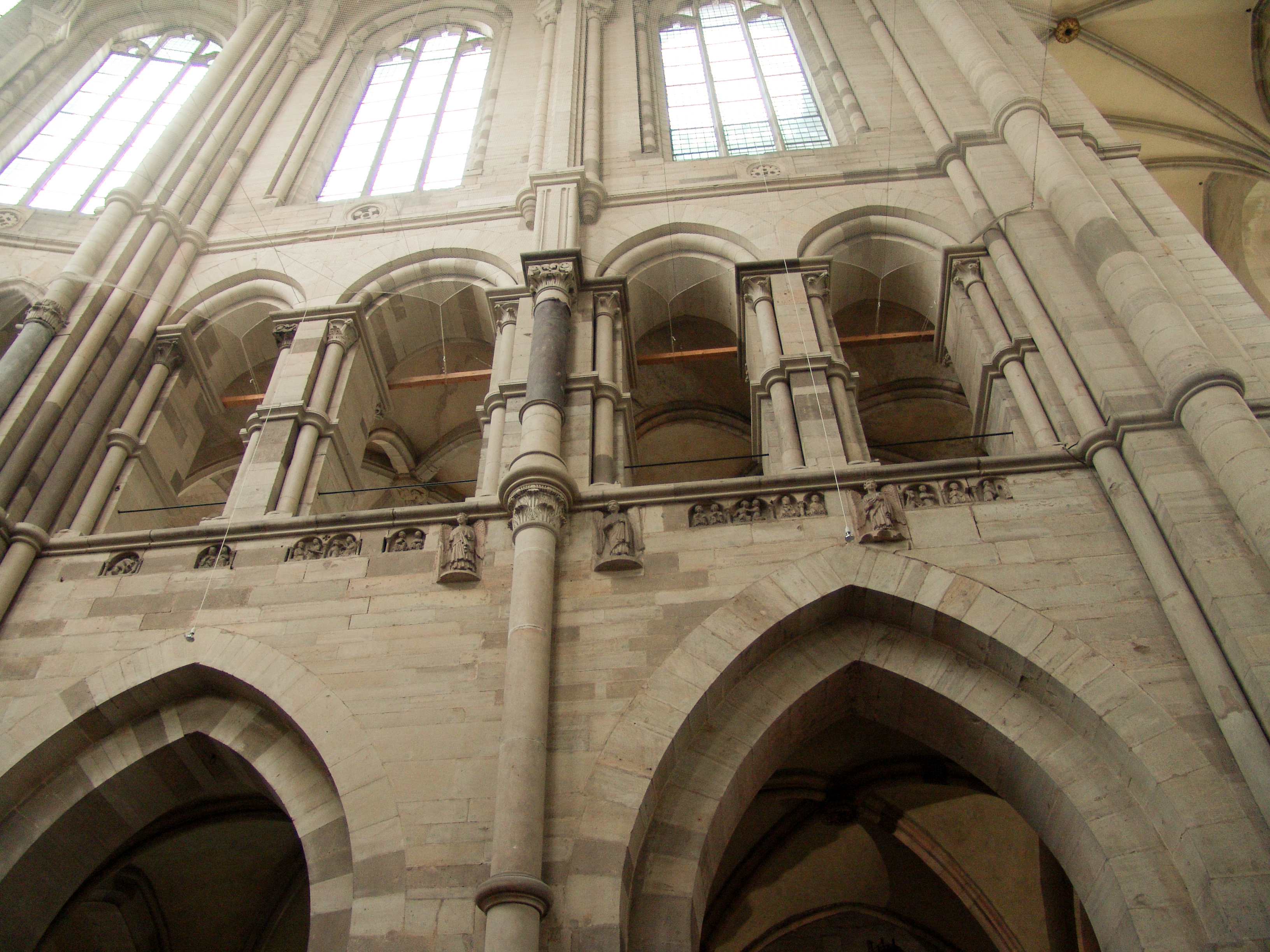
Südseite des Chors, über rechteckigen Grundrissen vierteilige Rippengewölbe im Umgang, sechsteilige über der Empore

Hochgotisch ist der Obergaden des Chors, der wiederum höher als ursprünglich geplant aufgeführt wurde. Das äußere Strebewerk ist hier in die Wand integriert, erkennbar an außergewöhnlich tiefen Fensterlaibungen – gleichsam ein Vorgriff auf spätgotische Lösungen wie z. B. jene an der Kirche des Jakobinerkonvents von Toulouse. Das Gewölbe über dem Hochchor ist von der Vierung durch einen Rundbogen getrennt. Der Gurt zwischen den beiden Rechteckjochen ist ebenfalls rund ausgeführt, der zwischen östlichem Rechteck und Polygon spitzbogig. Die Kreuzrippengewölbe weisen ein kompliziertes Höhenrelief auf. Im Scheitelbereich entspricht es Längstonnen, im östlichen Rechteckjoch verläuft es leicht gespitzt, im westlichen Rechteckjoch hingegen rundbogig. Die Verbindung zu den Schildbögen über den Fenstern wird nicht durch klassische Stichkappen hergestellt; das Gewölbe verläuft zu den Seitenwänden hin kuppelähnlich, mit geringer Neigung zu den Schildbogenscheiteln hin sowie mit nach unten zunehmender Steilheit an den Gewölbeecken. Dadurch weisen die Diagonalrippen etwa in Höhe der Schildbogenscheitel kleinere Krümmungsradien auf als unter- und oberhalb. Die Querschnitte der Rippen unterscheiden sich von Joch zu Joch: Im westlichen Joch verlaufen zwei durch einen Sockel von der Gewölbeschale abgehobene Rundstäbe, dazwischen ein Dreiecksprofil. Das östliche Rechteckjoch ist mit Bandrippen mit ausgekehlten Kanten ausgeführt. Die Rippen der Schirmkuppel über dem Polygon bestehen aus einem kräftigeren zwischen zwei zarten Rundstäben, die durch einen Sockel von der Gewölbeschale abgehoben sind. Die Choremporen hatten zunächst Pultdächer erhalten sollen, wie an einer Anschlagskante am Querhaus zu erkennen, erhielten dann in den 1240er Jahren aber Flachdächer, wie seit etwa 1230 auf Seitenschiffen französischer Kathedralen üblich. Im 15. Jahrhundert wurden Zeltdächer aufgesetzt, aber im 19. Jahrhundert wieder entfernt. Vom Maßwerk der Chorobergaden sind zwar die Wandpfosten hochkant vor die Laibungen gemauert (wie im Maßwerk der Kathedrale von Reims die Säulchen vor die Wandpfosten), aber die Bogenelemente über den Maßwerkbahnen sind mit den Laibungen verzahnt.
Die großen Stirnfenster des Querhauses wurden zwischen 1240 und 1245 angelegt und sind Ausdruck einer Planänderung, passend zu dem in Frankreich gerade aufgekommenen Streben nach möglichst großen Glasflächen. Ihr Maßwerk hat nicht mehr die Magdeburger Sonderform von Chorobergaden und östlichen Querhausfenstern, aber ihre Scheitelhöhen folgen noch nicht der während der Errichtung des Querhauses geänderten Gewölbehöhe. Schon zweihundert Jahre später wurden sie erneuert, sodass ihre Feineinteilung spätgotisch ist.
Unter Dach kam das Querhaus aber nicht vor 1266 (d).
Am Langhaus verfügen die Seitenschiffe wie das Mittelschiff über Strebepfeiler, während auf Strebebögen verzichtet wurde. Erkauft wurde diese Möglichkeit durch besonders massive Arkadenpfeiler (andernorts wurden bereits in der Frühgotik grazilere Pfeiler gebaut). Langhaus und Querhaus sind mit Kreuzrippengewölben von geringer Busung gedeckt. Über den Arkadenpfeilern ist das Gewölbe des Langhauses durch kräftige Gurtbögen gegliedert. An den auf Arkadenscheiteln stehenden Jochgrenzen sind die Gurtbögen nicht kräftiger als die Gewölberippen ausgeführt.
Die gegenüber dem romanischen Vorgänger um 7° veränderte Bauachse des gotischen Doms ist sehr wahrscheinlich darauf zurückzuführen, dass der Dom nun auf die Grabstätte Ottos des Großen ausgerichtet wurde. Sie hatte sich an der Nordseite des ottonischen Doms befunden, wahrscheinlich im Nordquerhaus. Im gotischen Neubau liegt sie in der Vierung zwischen den Reihen des Chorgestühls. Editha, die erste Frau Ottos I., war zunächst in der Kirche des Mauritiusklosters bestattet worden, bevor ihr Grab in das Nordquerhaus des ottonischen Doms verlegt wurde. Das im Scheitel des Chorumgangs aufgestellte Grabmal enthält nach neuesten archäologischen Erkenntnissen Reste ihrer Gebeine in einem kleinen Bleikasten.

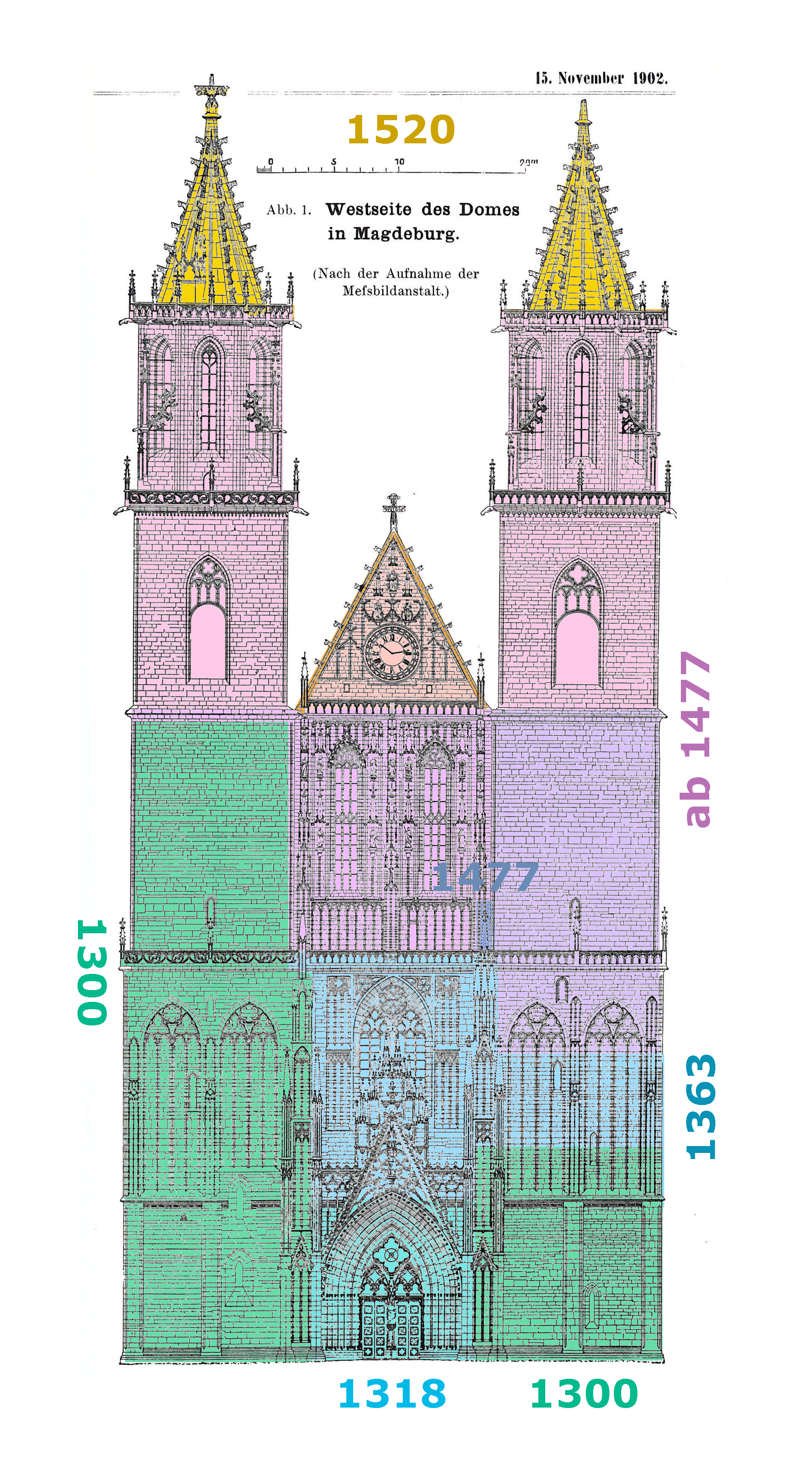
Bauphasen der Westfassade (nach Rogacki-Thiemann)

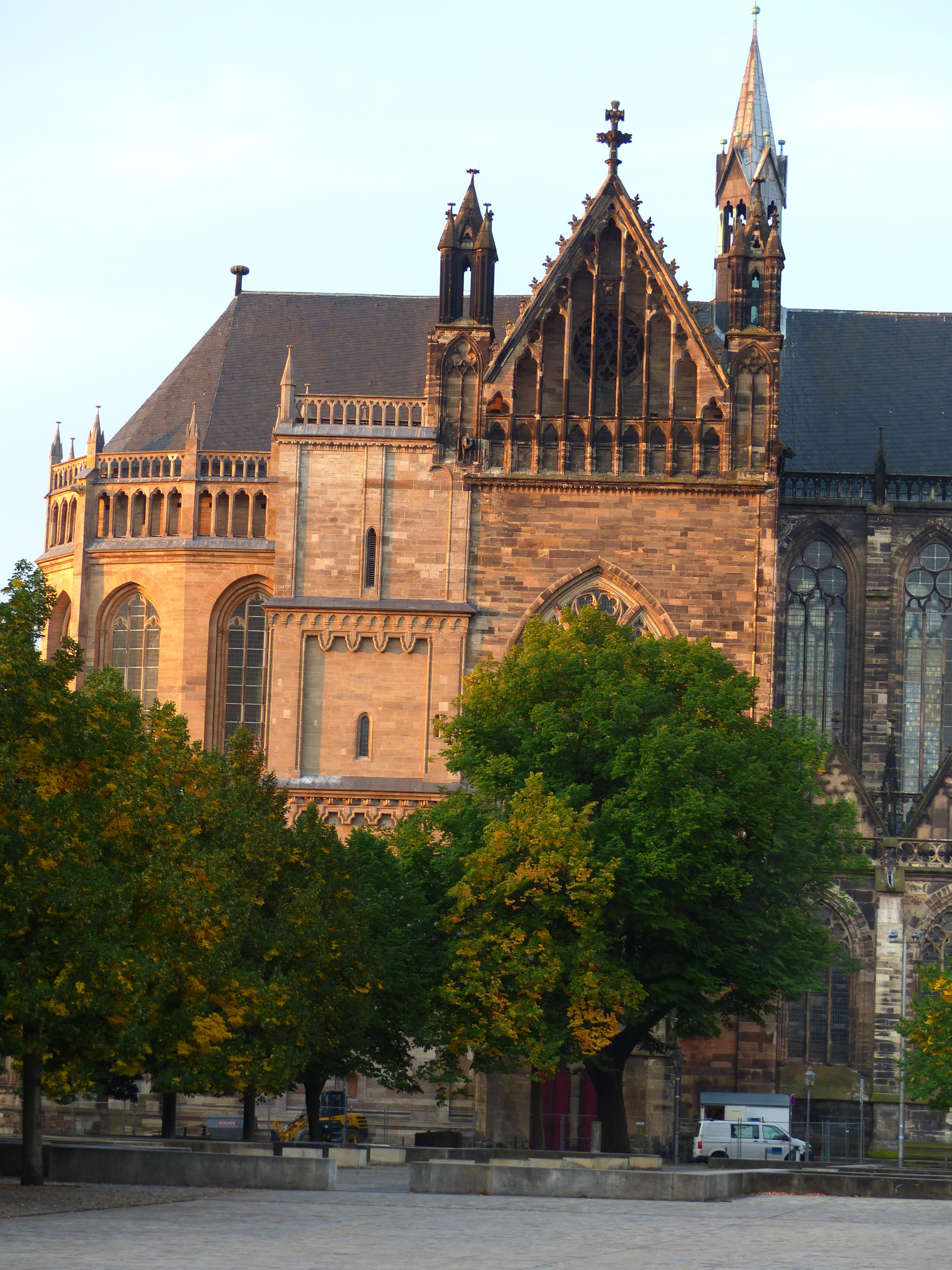
Nach Planänderung Gewölbe von Querhaus und Langhaus höher als im Chor, große Querhausfenster älter und an Höhe des Chors orientiert

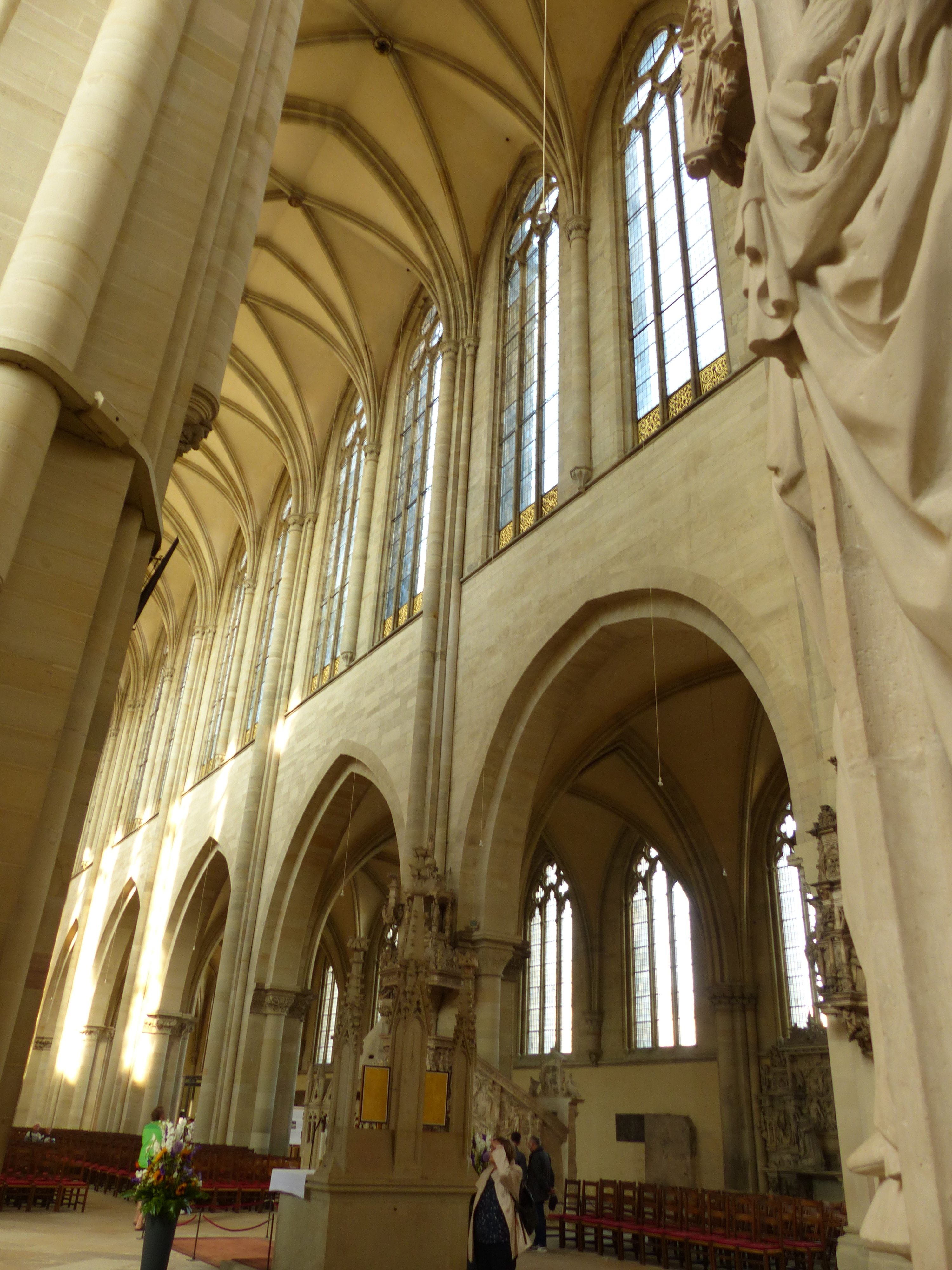
Je Arkadenbogen 2 Mittelschiffsjoche und auch 2 Seitenschiffsfenster

Schon während der Errichtung des Chores entschloss man sich, den Bau höher und weiter aufzuführen. Planänderungen sind auch im Querhaus und in den Ostjochen des Langhauses nachweisbar. In der zweiten Hälfte des 13. Jahrhunderts kam es zu einer mehrjährigen Bauunterbrechung, wie aus einer Urkunde aus dem Jahr 1274 hervorgeht. Auf diese Unterbrechung und die anschließende Wiederaufnahme der Baumaßnahmen geht die Magdeburger Sage vom „Schäfer am Dom zu Magdeburg“ zurück: Ihr zufolge soll ein um 1240 lebender Schäfer namens Thomas Koppehele, der aus dem brandenburgischen Gräfendorf in der Nähe von Jüterbog stammte, beim Hüten der Schafe einen Goldschatz gefunden haben. Diesen habe er dem damaligen Magdeburger Erzbischof gestiftet, der damit den Bau des Magdeburger Doms erheblich vorantreiben konnte. Aus Dankbarkeit habe der Erzbischof das steinerne Bild des Schäfers, seines Knechts und ihrer Hunde über der sogenannten Paradiespforte, dem nördlichen Eingang des Doms, anbringen lassen, wo es noch heute zu sehen ist. Der Neubau wurde dann wieder aufgenommen und schrittweise weiter nach Westen geführt. Die Gewölbe müssen in den 1360er Jahren eingezogen worden sein. Schließlich wurde der Neubau des Langhauses im Jahr 1363 geweiht. 1314 wurde erstmalig urkundlich der Bischofsgang erwähnt, der vom Bischofssitz aus zum oberen Chorumgang führte und bis 1630 bestand.
Der Ausbau der Westfassade und der Türme geschah in mehreren Abschnitten. Bis etwa 1300 (vom Langhaus fehlten noch die westlichsten Joche) entstanden drei Geschosse des Nordturms und das Erdgeschoss des Südturms. Mit der Vollendung des Langhauses 1363 wurde auch der Mittelteil der Westfassade bis zur Traufenhöhe des Mittelschiffs errichtet, der Südturm in etwas geringerer Höhe. Danach kamen die Bauarbeiten für über 100 Jahre zum Erliegen. Von 1474 bis 1520 wurde zunächst der Südturm bis zu einem Abschlussgesims an der Oberkante des dritten Obergeschosses ergänzt, dann der Zwischenbau bis zu dieser Höhe, danach der Giebel des Zwischenbaues errichtet, die obersten quadratischen Geschosse beider Türme und schließlich ihre achteckigen Geschosse samt Turmhelmen.

#### Domfelsen und Baugrund
Der Boden nahe der Elbe ist bis auf einen in den Fluss ragenden Felsen weich. Über dieser Felsformation (Rotliegendes), die dementsprechend Domfelsen heißt und von der Elbe ausgehend nach Westen ansteigend unter dem Breiten Weg hindurch bis unter das Kulturhistorische Museum reicht, wurde der Dom errichtet. Die Grundmauern der Kirche berühren den Felsen jedoch an keiner Stelle direkt. Vielmehr stehen der gesamte Dom und seine Anbauten auf unterschiedlich starken, insgesamt mehrere Meter mächtigen Schichten von Aufschüttungen, natürlich gewachsenem Boden (Lößlehm), teilweise pleistozänen Sanden sowie zuunterst auf tertiärem Grünsand, die auf dem Domfelsen abgelagert wurden. 1926 stieß man bei einer Grabung zwischen Chor und Remter in 4,2 m Tiefe auf Grünsand und bohrte von dort aus weiter. Bei einer Gesamt- und Endtiefe der Sondierung von 10,45 m war der Grünsand immer noch nicht durchdrungen. Daraufhin legte der mit diesen Untersuchungen vertraute Geheime Bergrat Dr. Leopold von Werveke den Magdeburgern in einem Aufsatz in der „Magdeburger Zeitung“ nahe, sich daran zu gewöhnen, dass ihr Dom nicht unmittelbar auf dem Felsen steht.
Auch das 4,7 m unter die Erdoberfläche reichende Fundament des Nordturms erreicht den Fels bei Weitem nicht. Ein nach der Grabung eines Versuchsschachtes an der Westseite des Nordturms 1935 in der „Magdeburger Zeitung“ erschienener Artikel berichtete, der 27000 t schwere Nordturm steht ohne Fundamentverbreiterung lediglich auf gewachsenem Sand- und Lehmboden, der auf der Grünsandschicht aufliegt. Eine im Jahr 2007 etwa 10 m westlich des Turms durchgeführte Rammkernsondierung endete bei 11,8 m unter der Geländeoberfläche im Grünsand und bestätigte die Ergebnisse von 1935. Auch mehrere 1993 neben den Domfundamenten vorgenommene Bohrungen bis 7,5 m Tiefe erreichten den Fels in keinem Fall. Weiteren Sondierungen trafen erst in 9,9 m (im Garten des Dompfarramtes), 12,4 m (im Bereich des Remtergang) und 11,05 m Tiefe (vor der Paradiesvorhalle) auf den Domfelsen.

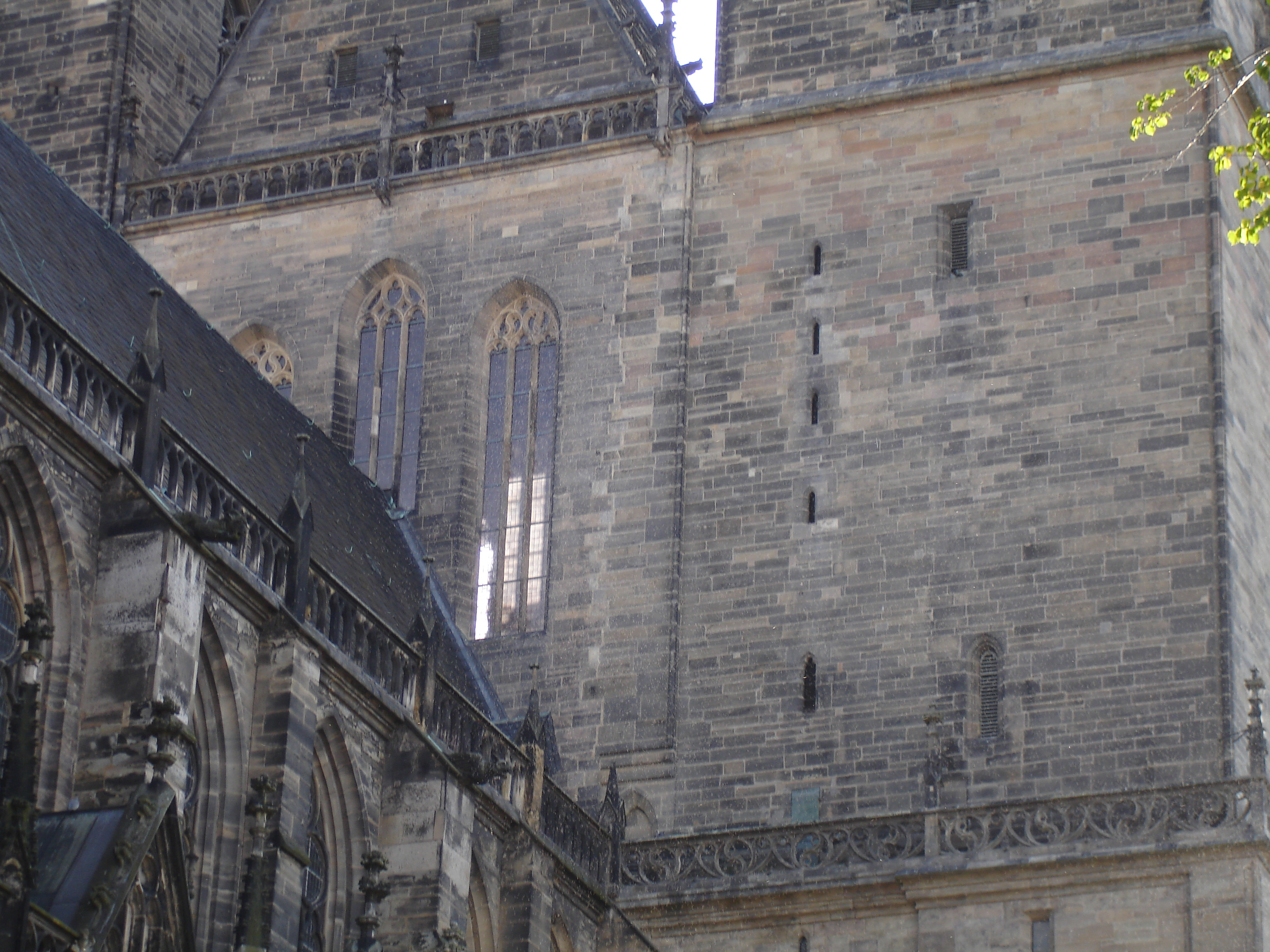
Riss zwischen Nordturm und Turmzwischenbau.

Grünsand neigt bei hohem Druck zum Fließen. Infolge der unterschiedlich festen Baugründe und verschiedener Bodenpressungen gab und gibt es seit Jahrhunderten leichte, vom Zwischenbau fortgerichtete Neigungsbewegungen sowie Drehungen der Türme. Ein großer Riss erstreckt sich an der Ostseite zwischen dem Nordturm und dem Turmzwischenbau über die gesamte Höhe des 3. Stockwerks. Die Baumeister versuchten die unterschiedlichen Bewegungen von Türmen und Zwischenbau durch das Einfügen besonders großer Steinblöcke, sogenannter „Bindersteine“, zu verhindern.
Der Südturm ist leichter gebaut und verfügt lediglich über eine enge Wendeltreppe; auf den Einbau von massiven Gewölbe-Zwischendecken und das Aufsetzen einer Kreuzblume wurde verzichtet. Grund dafür ist jedoch nicht der häufig kolportierte, angeblich zu weiche Baugrund unter dem Südturm – es ist unzutreffend, dass der Felsen für den gesamten Dom zu klein sei und der Südturm deshalb auf Sand stehe. Tatsächlich trug der Südturm sogar die schwerste Glocke des Doms, bis diese in den 1540er Jahren abstürzte. Die etwas weniger massige Bauweise des Südturms ist schlichtweg Sparmaßnahmen geschuldet: Zur Weihe des Langhauses 1363, ab welcher die Bauarbeiten für über ein Jahrhundert ruhten, war der Turmbau unterschiedlich fortgeschritten. Der Nordturm war zu dieser Zeit bereits etwas mehr als 50 Meter hoch, der Südturm nur etwa 25 m. Als man den Turmbau in der zweiten Hälfte des 15. Jahrhunderts fortsetzte, führte man den noch zu errichtenden Teil des Südturms deutlich leichter als den Nordturm aus, um Kosten zu sparen. 1844 entdeckte man im Erdgeschoss des Südturms ein Fundament, das groß genug ist, um eine großzügige Treppenanlage, wie sie im Nordturm vorhanden ist, tragen zu können. Auch dieses deutet darauf hin, dass die Südturm-Baupläne aus Einsparungsgründen nachträglich geändert wurden. Ungefähr in der Mitte der Südturmtreppe wurden sogar alte Grabsteine als Treppenstufen weitergenutzt.
Der Domfelsen ist nur zu sehen, wenn die Elbe wenig Wasser führt. Da wenig Regen in der Regel auch schwache Ernten bedeutet, wurde der Domfelsen im Volksmund auch Hungerfelsen genannt.

### Reformation und Dreißigjähriger Krieg

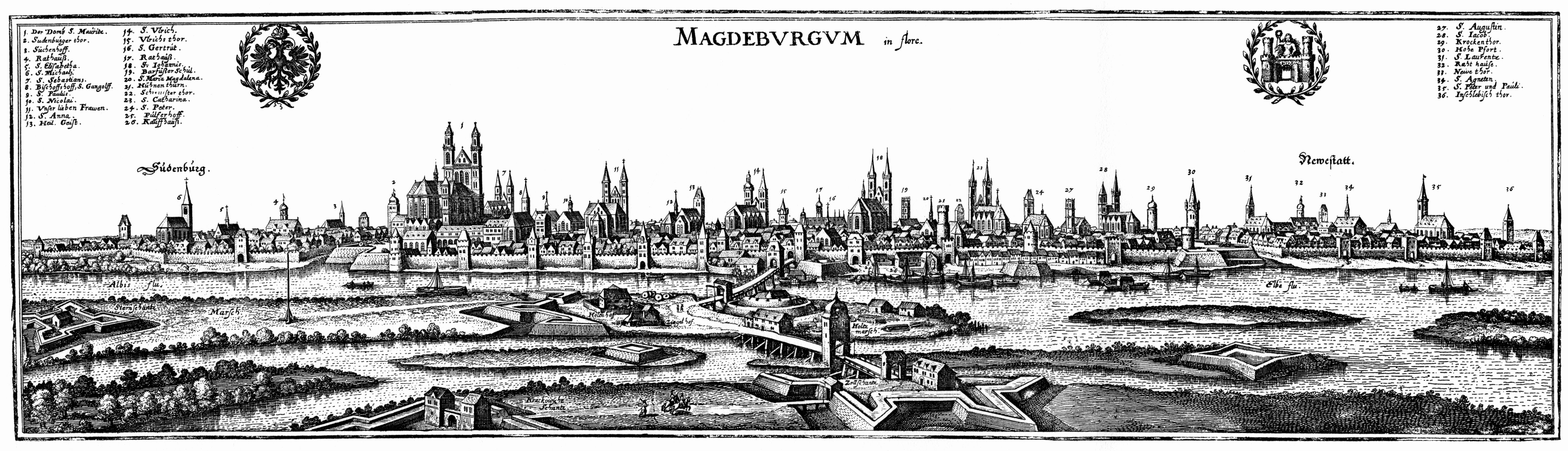
Als M. Merian d. J. diesen Stich 1665 veröffentlichte, stand infolge der „Magdeburger Hochzeit“ von Magdeburg kaum noch mehr als der Dom; darum der Titelzusatz „in flore“ (d. h. „in Trauer“)

Zur Zeit der Reformation war Magdeburg eine Hochburg des Protestantismus, nicht zuletzt weil Erzbischof Albrecht von Brandenburg einen regen Ablasshandel betrieb und dadurch den Unmut der Bürger auf sich zog. 1521 hielt der 2. Domprediger und Dominikanermönch Andreas Kauxdorf die erste lutherische Predigt am Magdeburger Dom. Er wurde daraufhin wegen Ketzerei des Ortes verwiesen. Nach dem Tod des Erzbischofs 1545 wurde der Dom für 20 Jahre geschlossen.
1567 wurde der Dom protestantisch, am Ersten Advent feierte man dort den ersten evangelischen Gottesdienst.
Erster protestantischer Domprediger war Siegfried Saccus, Hilfsprediger Martin Gallus. 1618 waren Heinrich Schütz, Samuel Scheidt und Michael Praetorius am Neuaufbau der Musik im Dom beteiligt.

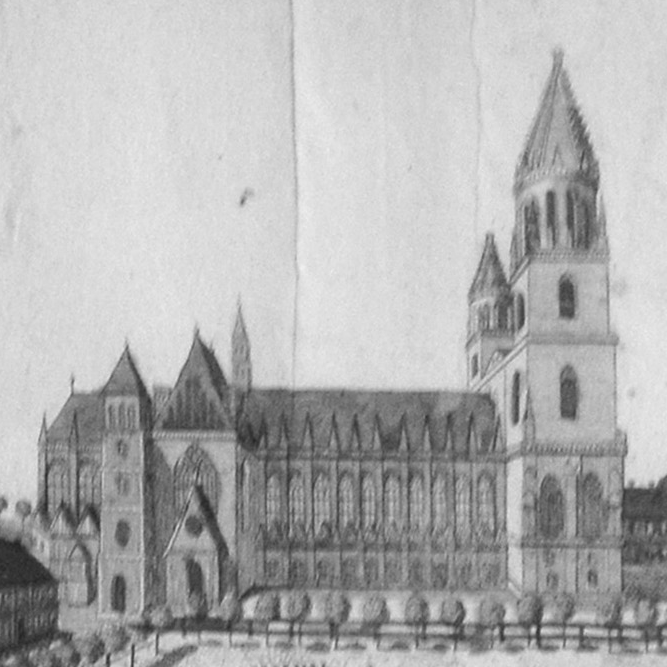
Domplatz um 1770: Chorumgang noch mit Querdächern, Querhaus-Flankenturm noch mit Aufsatz, Giebel zwischen den Türmen deutlich niedriger als in Wirklichkeit dargestellt. Die große Schallöffnung in der Ostseite des Nordturms in Höhe des Mittelschiffdachs existierte nie.

Während des Dreißigjährigen Krieges eroberten am 20. Mai 1631 die Truppen Kaiser Ferdinands II. unter General Tilly und seinem Truppenführer Pappenheim Magdeburg. Über das anschließende Massaker, bei dem mit rund 20.000 Menschen fast zwei Drittel der Bevölkerung umkamen und die Stadt nicht nur ausgeplündert, sondern durch einen Brand fast vollständig zerstört wurde, die sogenannte „Magdeburger Hochzeit“, waren die Zeitgenossen in ganz Europa entsetzt. Zwischen 2000 und 4000 Menschen hatten sich drei Tage lang ohne Essen im Dom, der vom Feuer verschont blieb, verschanzt und sollen ihr Überleben dem Domprediger Reinhard Bake verdankt haben, der mit einem Kniefall vor Tilly um das Leben der Insassen bat, was gewährt wurde. Tilly ließ den Dom reinigen und feierte hier am 25. Mai einen katholischen Gottesdienst zur Feier seines Sieges. Auf ihn selbst soll der Ausspruch zurückgehen, der Kaiser habe mit der Magdeburger Jungfrau (aus dem Stadtwappen) „Hochzeit gehalten“. Das Erzstift Magdeburg kam wieder unter die Regierung eines katholischen Erzbischofs.
Nach den Vereinbarungen des Westfälischen Friedens erfolgte 1680 die Säkularisation des Erzbistums, und der weltliche Besitz wurde als Herzogtum Magdeburg Teil der Markgrafschaft Brandenburg.

### 19. Jahrhundert

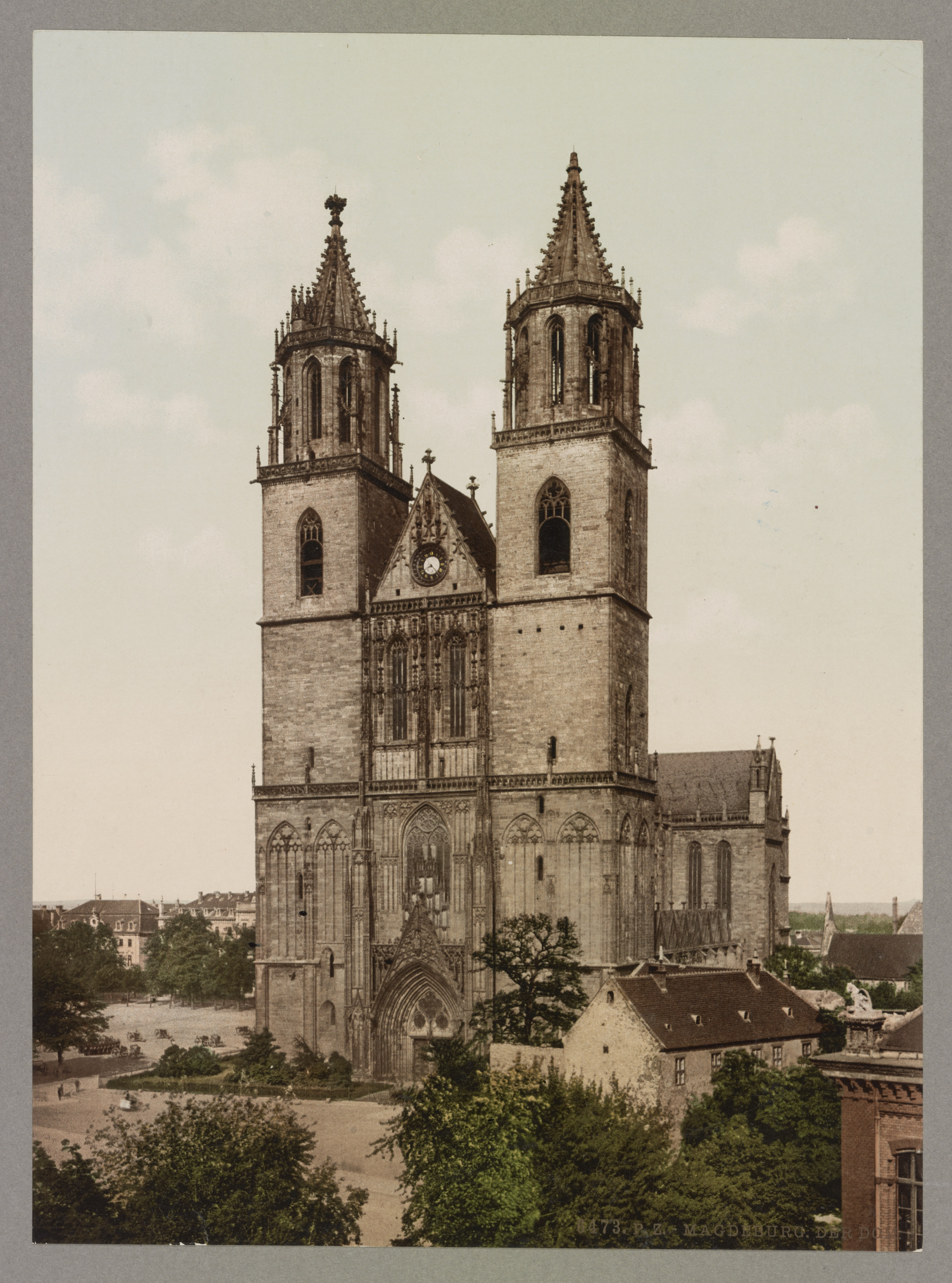
Westfassade um 1890

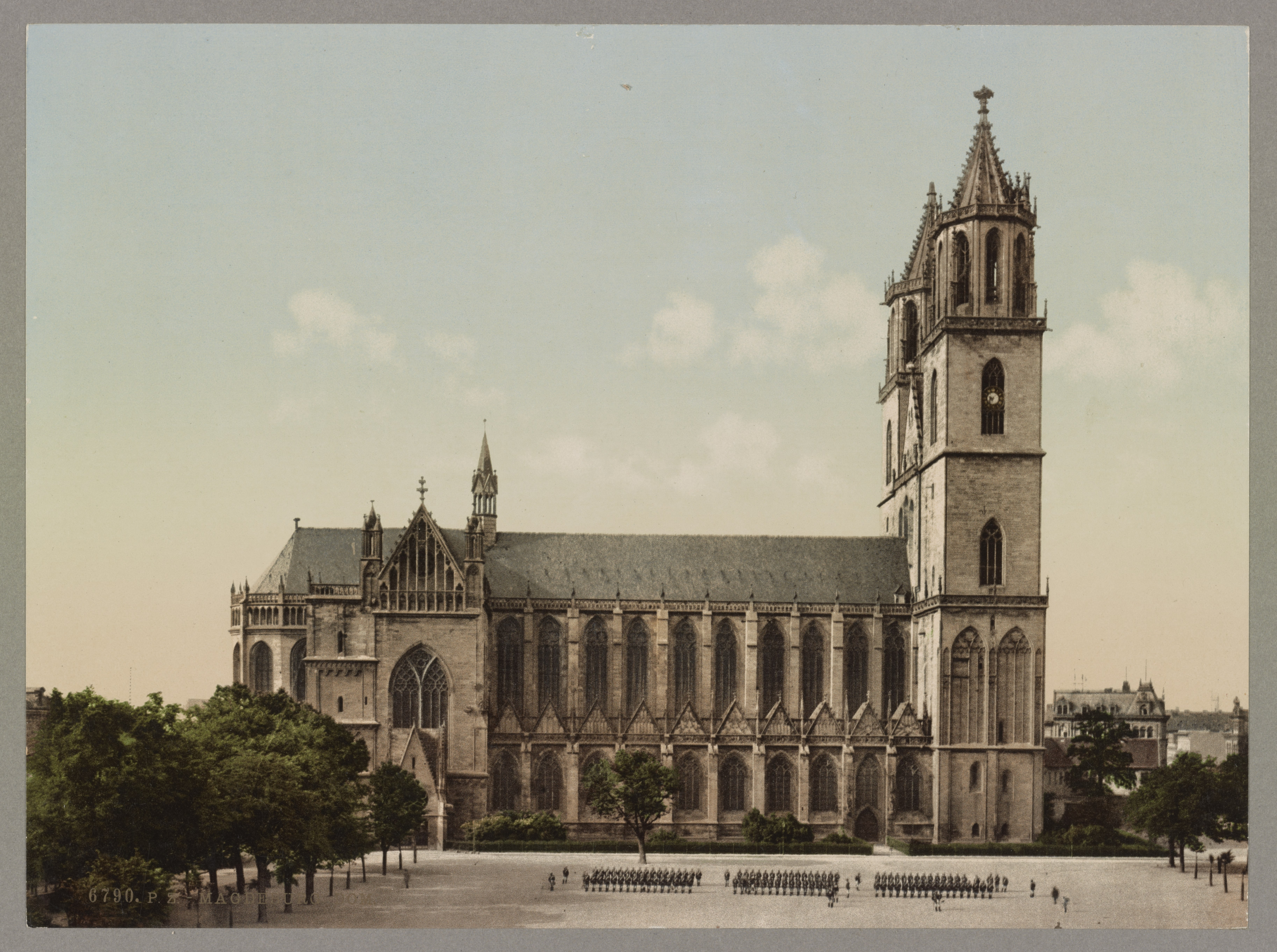
Nordfassade um 1890

Nach 1806, als Magdeburg an Napoleon übergeben wurde, wurde der Dom der Überlieferung zufolge als Lager und auch als Pferdestall genutzt. Angeblich gehen die in die Mauern des Kreuzganges eingefügten Eisenringe auf diese Zeit zurück. Die Besatzung endete 1814. Der Chorraum konnte derweilen weiterhin von der Gemeinde genutzt werden; 1807 entstand dort sogar eine neue Orgel mit 15 Registern.
Im Jahr 1810 kam der Dom im Zuge der Säkularisierung und der Auflösung des Domkapitels durch Napoleon in den staatlichen Besitz des Königreichs Westphalen, ab 1814 war der preußische Staat für die Erhaltung der Kirche zuständig. Zu dieser Zeit war die Kathedrale in einem so schlechten Zustand, dass sie nach Ansicht des um Rat gebetenen Karl Friedrich Schinkel abbruchreif war.
1818 konnte der Domchor, nachdem seine Aktivitäten ab 1810 infolge der Auflösung des Domkapitels darniederlagen, durch die Initiative von Carl Friedrich Zelter neu gegründet werden. Der preußische König Friedrich Wilhelm III. ließ dem Chor aus der Säkularisierung des Domkapitels gewonnene Gelder zukommen und sorgte so für eine gesicherte finanzielle Basis des Ensembles.
Friedrich Wilhelm III. besichtigte den heruntergekommenen Dom 1825 und stieß mit einer Spende eine grundhafte Instandsetzung an, die unter Leitung von Schinkel von 1826 bis 1834 geschah. Dabei setzte man unter anderem das einsturzgefährdete nördliche Querhaus instand und trug den das Querhaus überragenden, hölzernen Aufsatz des nördlichen Flankenturms mitsamt dem zeltförmigen Dach ab. Weiterhin brachte man den ebenfalls labilen Dachreiter in Ordnung, nahm die in ihm befindlichen zwei Glocken ab, baute die Hauptorgel um und entfernte die erst 1807 aufgestellte Chororgel. Schinkel ließ im Innenraum sämtliche aus vergangenen Jahrhunderten stammenden Farbschichten entfernen, was zur heutigen Steinsichtigkeit führte. Das Innere wurde neu verputzt und gekalkt, was bis heute zu sehen ist.
Die erhaltene Farbgebung der Mauritius-Figur lässt erahnen, wie es vor dieser Renovierung im Dom aussah. In der Zeit von 1847 bis 1906/07 wurde der Dom mit künstlerisch bedeutenden Farbglasfenstern von sechs führenden deutschen Glasmalerei-Werkstätten ausgestattet. Sie bildeten ein einmaliges farbiges Ensemble mit Themen aus dem figürlichen, wie ornamentalen Bereich. Alle 89 Fensteröffnungen des Doms, mit einer Fläche von insgesamt 2.300 Quadratmetern, wurden damit geschlossen. Stifter waren die preußischen Könige, Kaiser Wilhelm II., viele andere Persönlichkeiten und die Stadt Magdeburg. Alle Fensterverglasungen gingen durch Detonationen von Bomben bei den Luftangriffen auf Magdeburg verloren; zwei besonders wertvolle und zunächst gerettete erst zur DDR-Zeit.

### 20. Jahrhundert

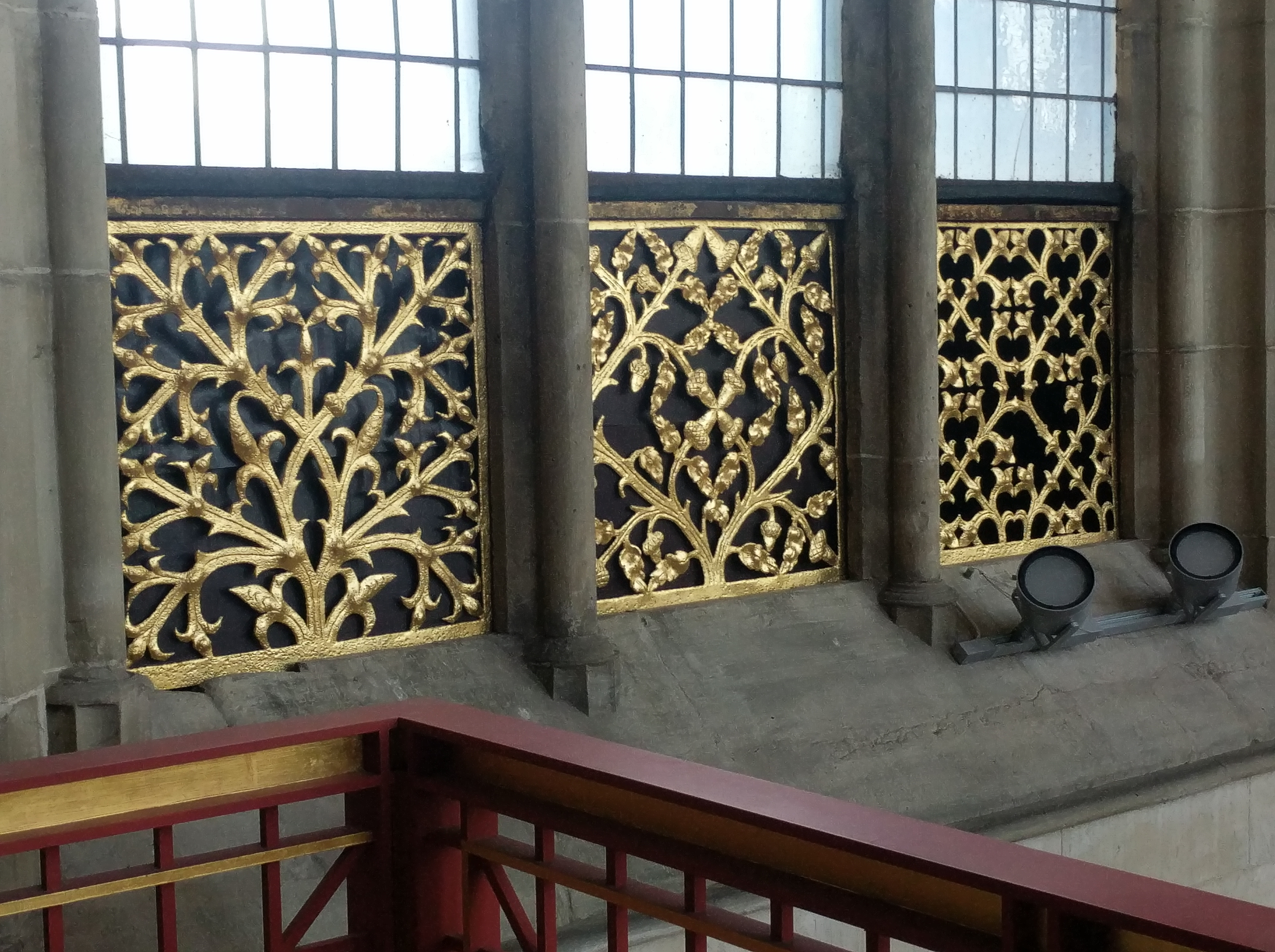
Einige Gitter der ehemaligen Dampfheizung (Nordseite nahe der Orgelempore)

Ab 1901 war eine Dampfheizung mit Austrittsöffnungen im Boden und in den untersten Abschnitten der Mittelschiffsfenster in Betrieb. Dazu wurden die Fenster von unten her verkleinert und 60 in Blechtreibtechnik angefertigte sowie vergoldete Gitter an ihrer Stelle eingesetzt. Jedes Gitter ist individuell gestaltet – keines gleicht dem anderen. Mit einer Vorheizzeit von einer Woche und dem Verfeuern von fast einer Güterwagenladung Kohle gelang es, den Dom mit 75 000 m³ Innenraum im Winter auf 14 °C zu temperieren. Das Heizhaus wurde im Zweiten Weltkrieg zerstört.
In der Zeit der Weimarer Republik und des Nationalsozialismus war Ernst Martin Domprediger. Er stand politisch national-konservativen Kreisen und insbesondere dem Stahlhelm nahe und trat in die DNVP ein. Im Herbst 1932 hielt er im Dom für die SA einen Gottesdienst, bei dem auch SA-Fahnen gegrüßt wurden. Hingegen boykottierte die Domgemeinde den 1933 gegen den Willen der Kirchenleitung als Bischof eingesetzten Friedrich Peter, einen überzeugten Nazi und Antisemiten, dermaßen, dass er sein Amt 1936 aufgab.

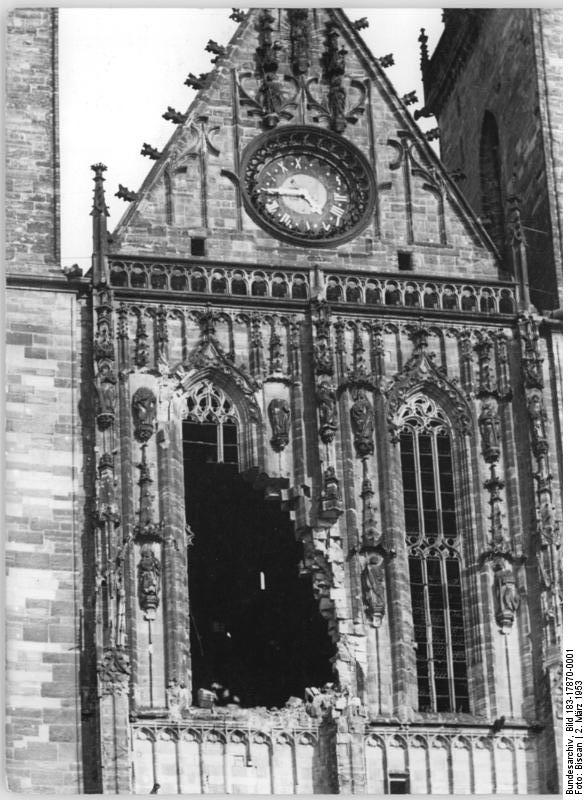
Bombentreffer in der Westfassade vom 17. Februar oder 2. März 1945

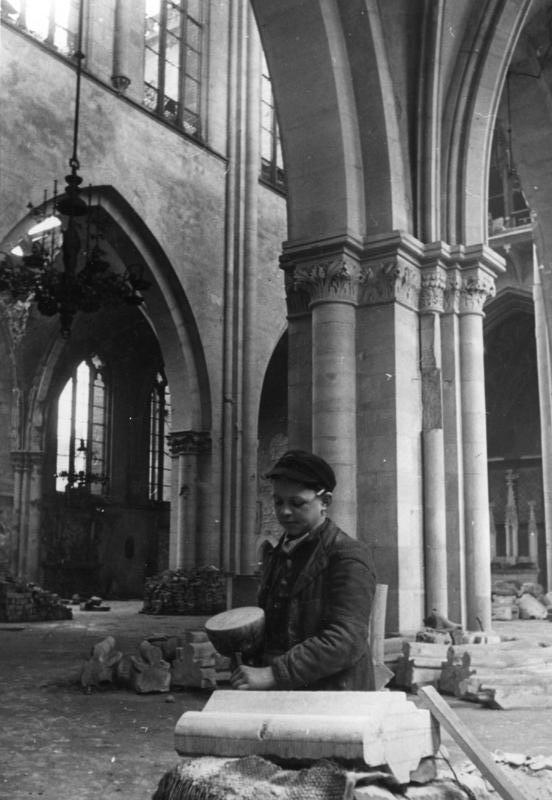
Kriegsschäden 1948: Loch im Gewölbe des Südseitenschiffs, viele Fenster zerstört, Reste der Röver-Orgel auf der Westempore

Der Nordturm mit seinen massiven Gewölbedecken diente im Zweiten Weltkrieg für Anwohner als Luftschutzraum und zur Unterbringung einiger wertvoller Ausstattungsstücke des Doms. Die Kirche wurde 1944/45 schwer beschädigt. Beim Angriff der alliierten Bomberverbände vom 12. September 1944 beschädigte bzw. zerstörte eine ins Südseitenschiff einschlagende Bombe Epitaphien, alle Farbfenster des Doms (bis auf zwei ausgebaute), sowie die gesamte hölzerne Bestuhlung mit Ausnahme des ausgelagerten, mittelalterlichen Chorgestühls. Beim schwersten, von der Royal Air Force durchgeführten, Luftangriff auf Magdeburg am 16. Januar 1945 fielen mehrere Sprengbomben in die Seitenschiffe. Insgesamt wurden ca. 300 m² Gewölbe zerschlagen. Der Dachstuhl des Hauptschiffs geriet in Firsthöhe in Brand. Eine eigens für solche Fälle gegründete „Feuerlöschgruppe Dom“ konnte das Feuer nach dem Abzug der Bomberstaffeln trotz widrigster Bedingungen, z. B. eines eingefrorenen Löschwasserreservoirs, löschen. Das Küsterhaus hingegen brannte ab. Zudem warf eine einzelne, am 17. Februar (nach anderer Angabe am 2. März) 1945 mitten am Tag und ohne vorherigen Luftalarm auftauchende Tieffliegerbesatzung eine Feuerbombe gegen die Westseite des Doms. Der Sprengkörper durchschlug die Fassade des Turmzwischenbaus in Höhe des dritten Stockwerks, brachte die Gewölbedecke über der Hauptorgel (den „Zimmermannsboden“) zum Einsturz und vernichtete letztere, mit Ausnahme des Prospekts, vollständig. Die herabfallenden Fassadentrümmer zerstörten auch fünf, am linken Strebepfeiler des Westportals angebrachte Wasserspeier, sowie weiteren Zierrat. Das bei diesem Angriff ausgebrochene Feuer konnte auch diesmal gelöscht werden, so dass der hölzerne Dachstuhl weitgehend intakt blieb. 
Nur die östlichen Partien mit Chor, Chorumgang und Chorempore blieben während der Bombardements gänzlich erhalten. Besonders wertvolle Teile der Ausstattung waren durch Auslagerung oder Einmauerung gerettet worden.
Eine völlige Zerstörung des Doms in den letzten Kriegstagen durch die mit feuerbereiter Artillerie vor Groß Ottersleben stehenden Amerikaner konnte knapp verhindert werden. Die US-Truppen drohten, den Dom zu beschießen, falls eine (offenbar ohne Absprache mit dem Magdeburger Militärkommandanten) auf dem Südturm gehisste Hakenkreuzfahne dort bleiben sollte. Sie wurde auf Anweisung von Domprediger Martin eine halbe Stunde vor dem Ablauf eines entsprechenden Ultimatums heruntergeholt.

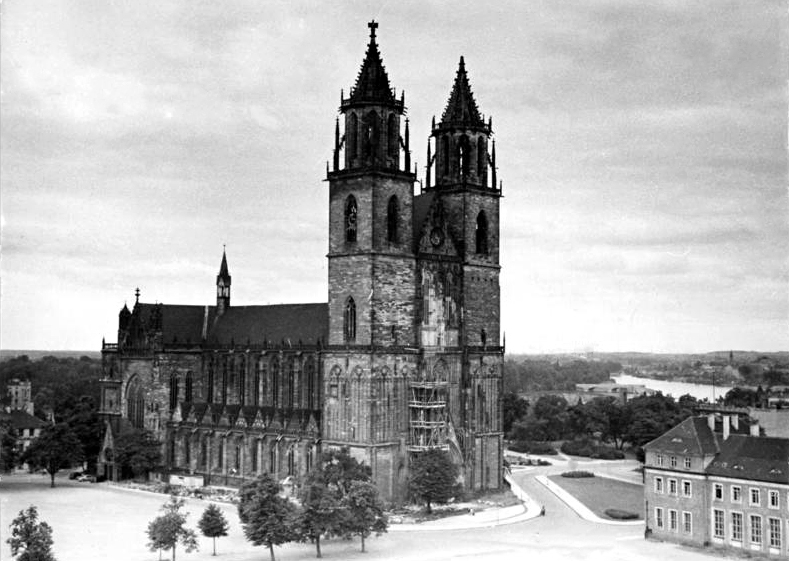
Restaurierungsarbeiten 1954

Aufgrund der massiven Schäden am Dom richtete die Gemeinde den bisher als Archiv des Konsistoriums benutzten Remter als Ersatzkirche ein. Zu DDR-Zeiten lag die Verantwortung für die Bausubstanz beim Staat. Nach Restaurierungsarbeiten wurde der Dom am 22. September 1955 mit der Amtseinführung von Bischof Johannes Jänicke wieder eröffnet. Bei Ausgrabungen in den Jahren 1955 bis 1957 entdeckte man eine Glockengussgrube vor dem Westportal. Finanziert mit Hilfe eines Kirchenbauprogramms, wurden Teile des Doms seit 1983 erneut restauriert. Während des Kalten Krieges begann man, die unterirdischen ehemaligen Heizungsräume für die Einlagerung von Kunstschätzen des Doms im Falle eines atomaren Angriffes herzurichten.

#### Ab 1989
Während der Wende in der DDR wurde der Dom im Herbst 1989 zum Ausgangspunkt der friedlichen Revolution in Magdeburg. Einen wesentlichen Beitrag hierzu leisteten die Aufrufe zur Besonnenheit durch Domprediger Giselher Quast und Dompredigerin Waltraut Zachhuber. Neben seiner Funktion als Bischofskirche der Evangelischen Kirchenprovinz Sachsen (EKKPS) mit etwa 533.000 Gläubigen (bis 2003) ist er auch Pfarrkirche für die seit 1869 bestehende Evangelische Domgemeinde. Seit dem Zusammenschluss der EKKPS mit der Evangelisch-Lutherischen Kirche in Thüringen ist der Dom die Bischofskirche der neugebildeten Evangelischen Kirche in Mitteldeutschland (EKM). Der Dom ging nach dem Ende der DDR in das Eigentum der 1994 gegründeten „Stiftung Dome und Schlösser in Sachsen-Anhalt“ über. Die Domgemeinde besitzt das Recht zur uneingeschränkten Nutzung der Kathedrale.
Eine Solaranlage wurde 1990 installiert. Ab den 1990er Jahren konnten auch erste notwendige Untersuchungen und Instandsetzungen am letztmals in den 1920er Jahren überarbeiteten Geläut vorgenommen werden.

### 21. Jahrhundert

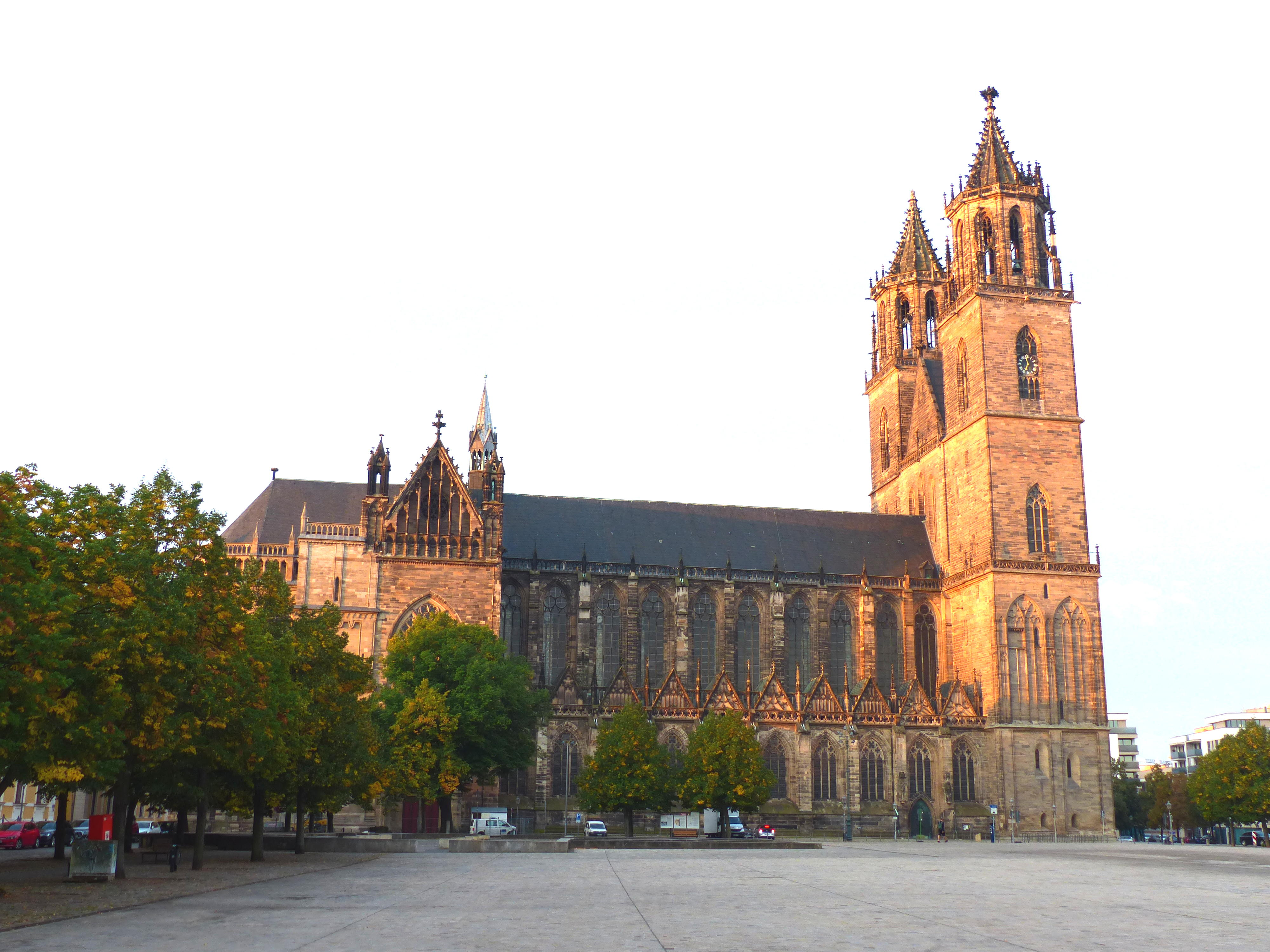
Nordansicht des Doms 2022, frühmorgens ohne Wasserspiele

Das Bauwerk wird jährlich von mehr als 100.000 Touristen besucht. 2005 konnten die Bauarbeiten am Nordturm vorerst abgeschlossen werden, wodurch dieser seit dem Frühjahr jenes Jahres vorübergehend auch wieder für Besteigungen zugänglich war. Jedoch zeigte sich, dass eine Instandsetzung der mittelalterlichen Stufen notwendig war. Diese ist inzwischen abgeschlossen, Turmaufstiege sind nun nur noch im Rahmen von Führungen möglich.
Im Südturm wurde ein bis zum Oktogon reichender Fahrstuhl, mit dem Besucher bis in Höhe des Mittelschiff-Dachbodens fahren können, eingebaut. 2006 wurden der Südturm und das Dach des Remters restauriert. Im Nordturm befindet sich eine Steinmetzwerkstatt, in der alte Skulpturen und aufzuarbeitende Ausstattungsstücke lagern. Mit einer großangelegten, seit 2020 laufenden Außen- und danach Inneninstandsetzung des Chores als letzte wesentliche Etappe der äußerlichen Erhaltung des Doms befindet dieser sich insgesamt in einem guten Zustand. Der Erhalt der Kirche kostet jährlich etwa 1 Million Euro. Seit 2006 wird die frühe Baugeschichte des Magdeburger Doms durch archäologische Ausgrabungen untersucht, um Erkenntnisse über die Vorgängerbauten des Doms zu erzielen.

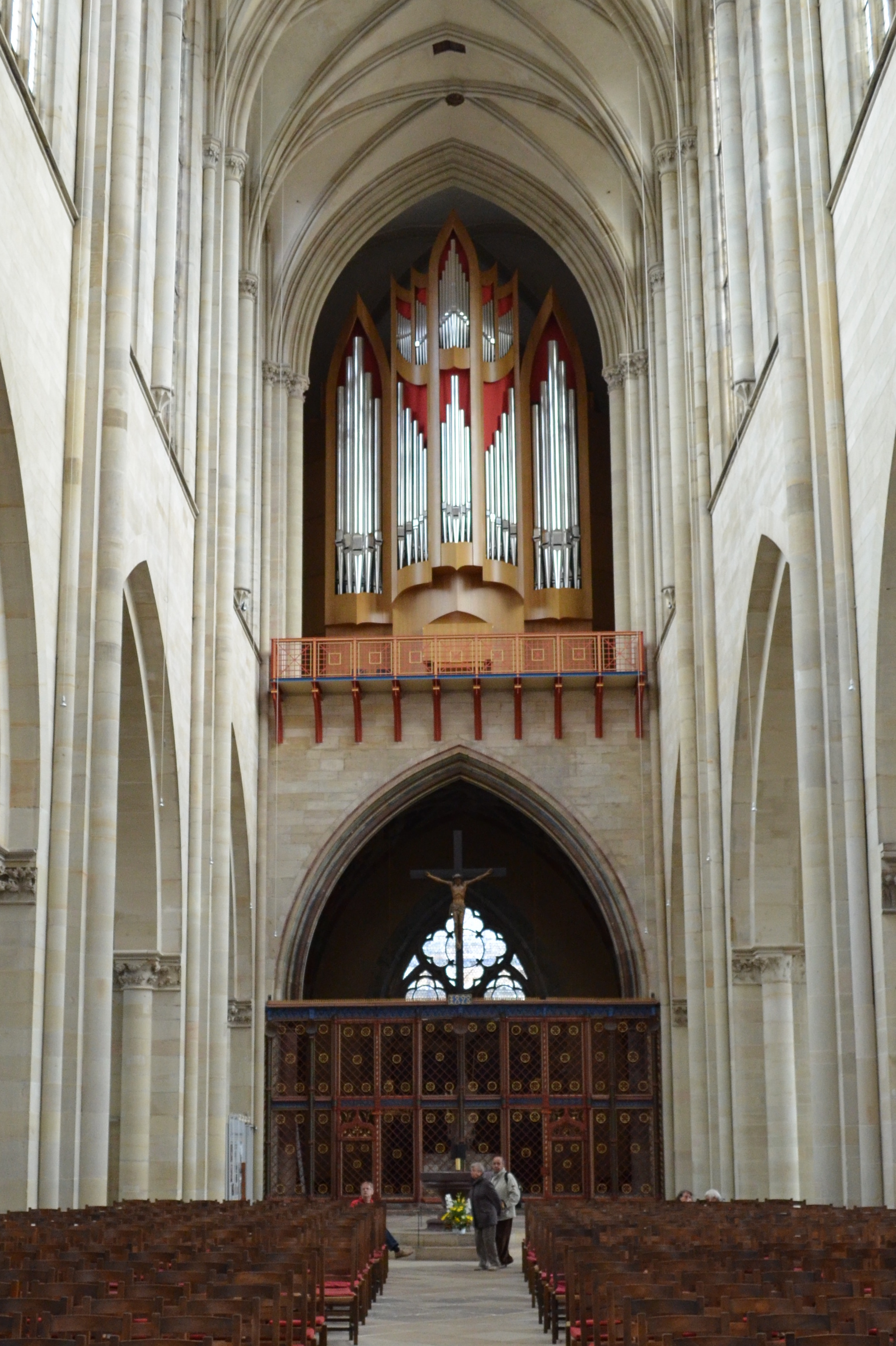
Mittelschiff mit Orgel von 2008

2008 erhielt die Kirche – 63 Jahre nach der Zerstörung der großen Orgel auf der Westempore – auch wieder eine dem Raum angemessene Hauptorgel.
Ende 2008 entdeckten die Archäologen in einem zwischen 1500 und 1510 angefertigten vermeintlichen Scheingrab die sterblichen Überreste der im Jahre 946 verstorbenen Königin Edgitha, der Gemahlin Ottos des Großen. Diese wurden in einem in dem Kenotaph eingebetteten, gut 70 cm langen quaderförmigen Bleisarg gefunden. Nach der Exhumierung benötigte es monatelange Untersuchungen und Analysen, bis die sterblichen Überreste im Sommer 2010 „mit an Sicherheit grenzender Wahrscheinlichkeit“ Edgitha zugeordnet werden konnten. Im Oktober 2010 wurde sie, da der alte Bleisarg nicht mehr brauchbar war, in einer neu angefertigten Titankapsel wiederum beigesetzt.
Im Jahr 2009 wurde das 800-jährige Jubiläum des spätromanisch-gotischen Doms feierlich begangen. Hierzu präsentierte sich der Dom ab Dezember 2008 für etwas mehr als ein Jahr vollständig ohne Baugerüste.

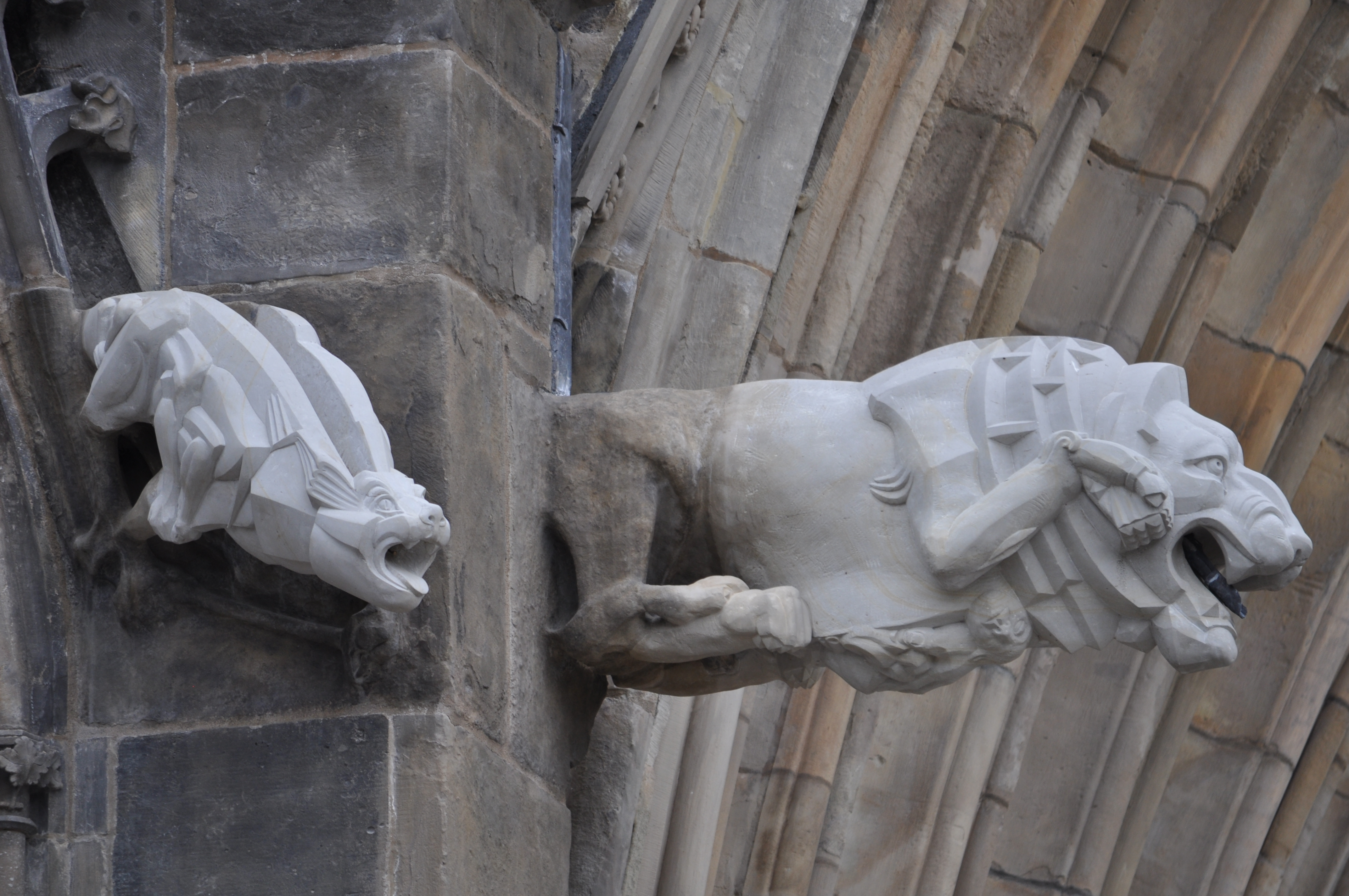
Im modernisierenden Stil rekonstruierte Wasserspeier am Westportal als Ersatz für die 1945 abgebrochenen Originale.

Ab 2011 konnten die fünf beim Tieffliegerangriff von 1945 auf die Westfassade zerstörten Wasserspeier links des Westportals durch neue, bewusst in einer modernen Formensprache gehaltene Exemplare ersetzt und die erhaltenen Wasserspeier auf der rechten Seite restauriert werden.
Mit der Instandsetzung der über 400 Jahre alten, sehr reparaturbedürftigen und deshalb seit etwa 2004 stillgelegten Glocke „Dominica“ im Sommer 2019 begann eine umfangreiche Sanierung und Erweiterung des seit Jahrhunderten stark dezimierten Domgeläuts.
Die inzwischen über 100 Jahre alten und zwischenzeitlich von starkem Rost befallenen Gitter der Warmluft-Austrittsöffnungen unter den Mittelschiffsfenstern wurden restauriert und bilden mit der passend dazu gestalteten Brüstung der Orgelempore ein „Goldenes Band“, das das Mittelschiff von drei Seiten umfasst.
Als letzte große Arbeit zur Behebung der im Zweiten Weltkrieg entstandenen Schäden gilt die 2019 begonnene Instandsetzung des 1610 für den Domherrn Friedrich von Arnstedt und seine Familie geschaffenen Epitaphs. Es wurde bei einem Bombenangriff 1945 schwer beschädigt. Seine Reste hängen nach wie vor an der Wand des südlichen Seitenschiffes. Über 300 bei den Aufräumarbeiten gesicherte Bruchstücke müssen zusammengefügt werden; zahlreiche fehlende Teile will man anhand weniger erhaltener historischer Fotos sowie mit Hilfe von Scans und 3D-Druckern rekonstruieren.

### Dom in Stadt und Landschaft
Mit seinem hoch aufragenden Turmpaar ist der Magdeburger Dom die Höhendominante des Stadtbildes und weit über die Stadtgrenzen hinaus sichtbar. Er ist bei guten Wetterverhältnissen auch vom 79 km entfernten Brocken zu erkennen.
Im 1935 veröffentlichten Bericht über die Baugrunduntersuchungen am Nordturm ist die Höhenlage des am Sockel des Turms befindlichen Vermessungsbolzens mit 56,89 m ü. NN. angegeben. Dieser Bolzen ist Referenzpunkt für die Bestimmung der Höhenlage Magdeburgs. 1935 befand der Boden vor dem Turm, nach einer zuvor geschehenen Aufschüttung um etwa einen Meter, sich etwa 80 cm unterhalb des Bolzens, woraus sich eine Höhenlage von rund 56 m für Magdeburg ergab.
Der Domplatz hat seit 1990 mehrere Verschönerungen erfahren.

Die Stadt arbeitet seit 2019 an einem „Hochhauskonzept“, um das Stadtbild mit weiteren „Hochpunkten“ großstadttypisch und gefällig zu ergänzen. Absolute Priorität haben hierbei die Freihaltung wichtiger Sichtachsen auf dem Dom, zum Beispiel des Blickes von der ab Heyrothsberge über mehrere Kilometer Länge genau auf den Dom zulaufenden Bundesstraße 1, sowie ein Verbot von den Blick auf den Dom beeinträchtigenden Hochhäusern in dessen Nähe.

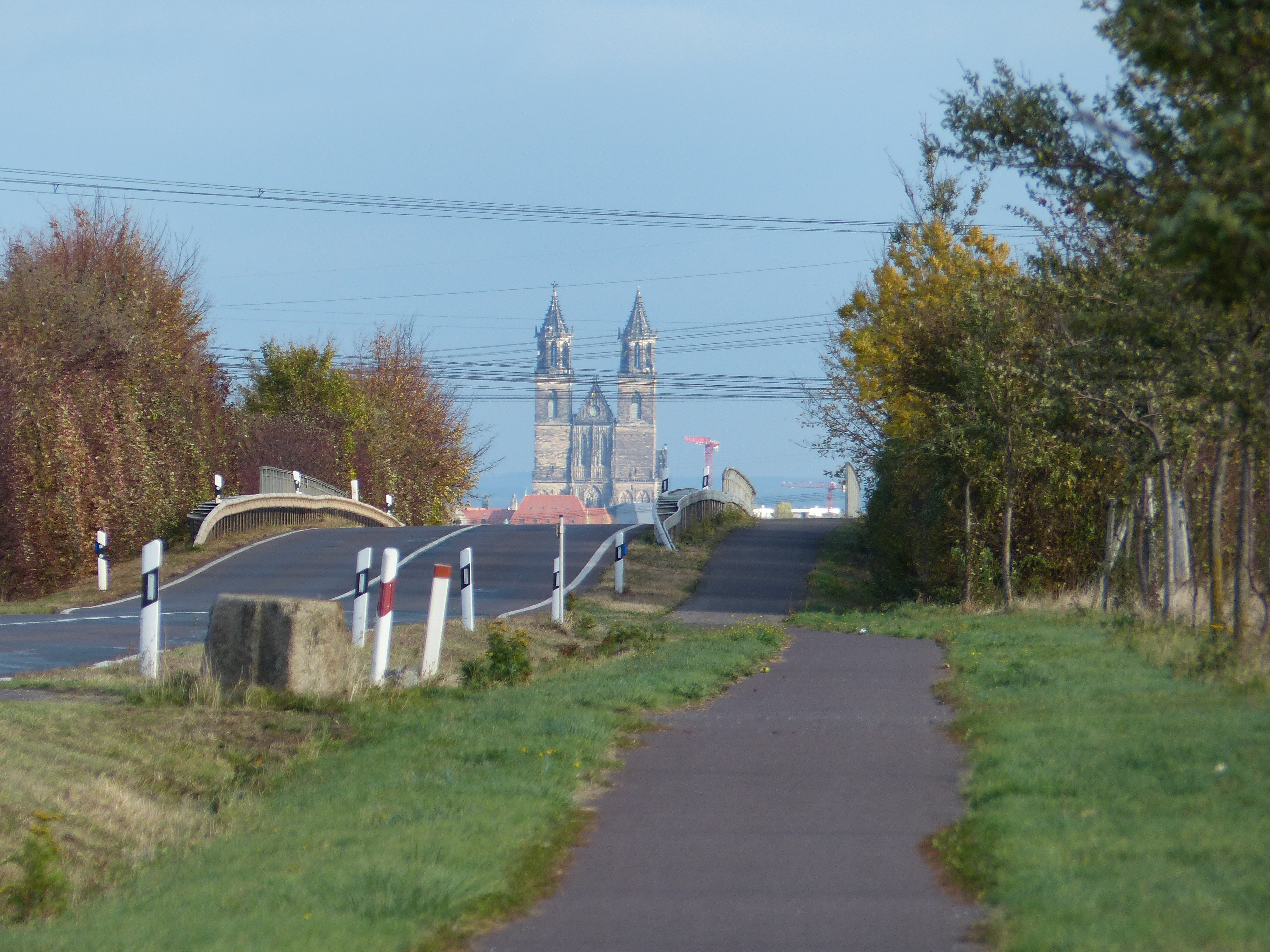
Blick von der L49 (aus Niederndodeleben) vor der Autobahn A14
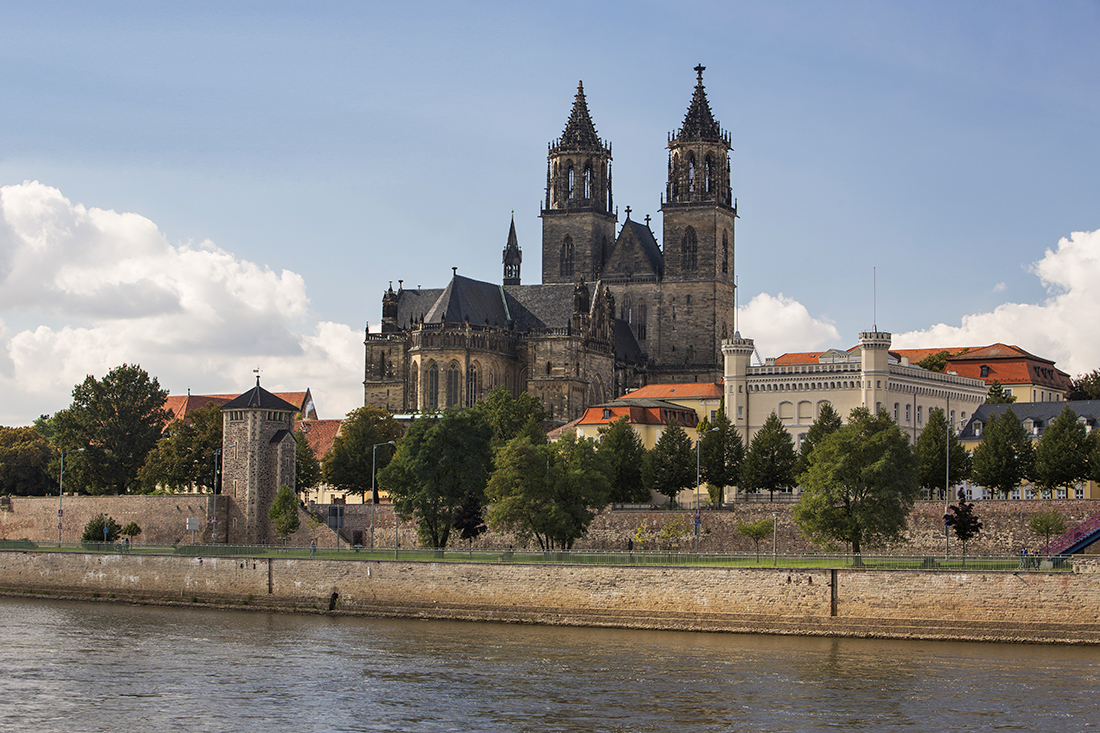
Dom und Fürstenwall vom rechten Elbufer
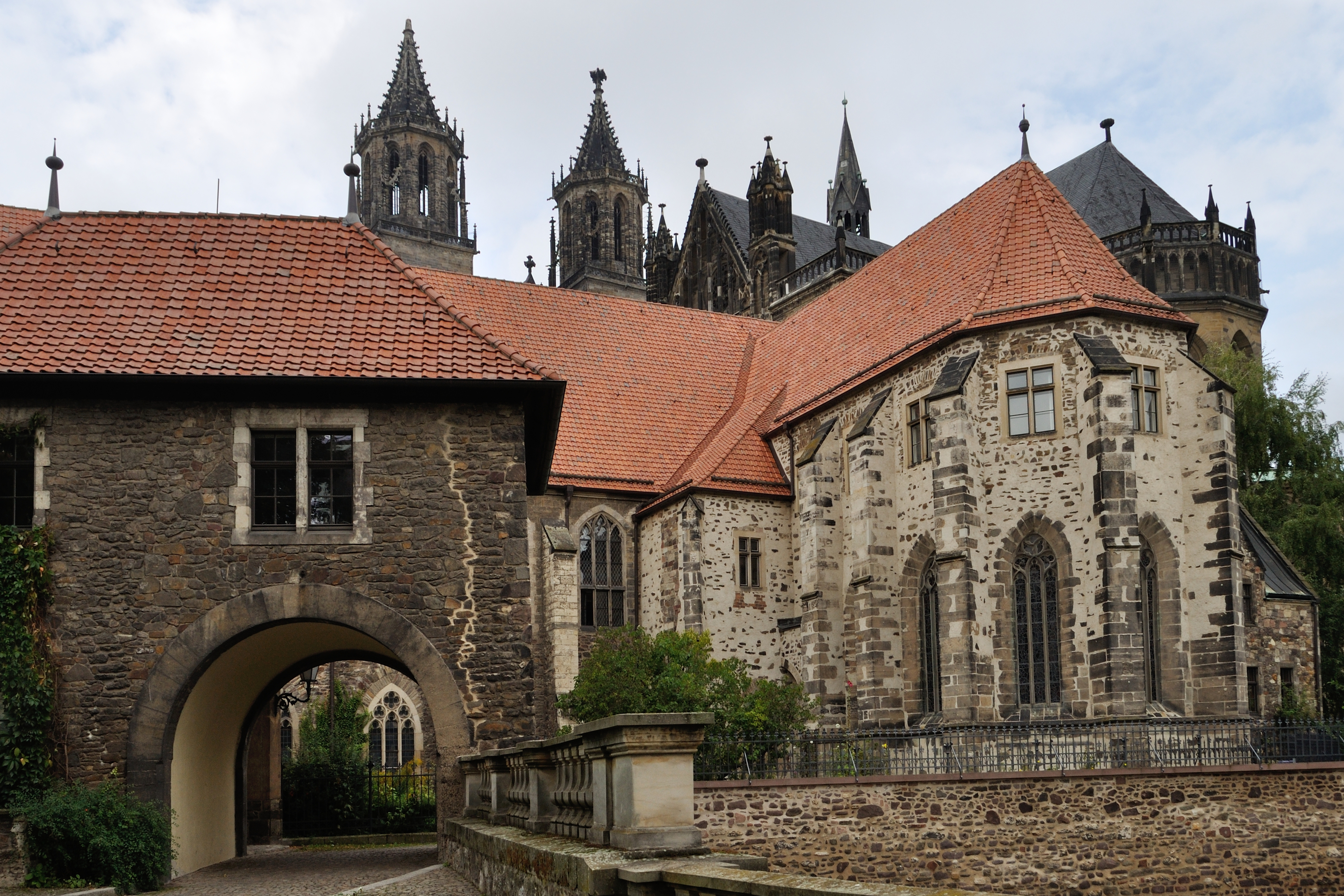
Marienkapelle am Ostflügel der Domklausur und Tatarenturm
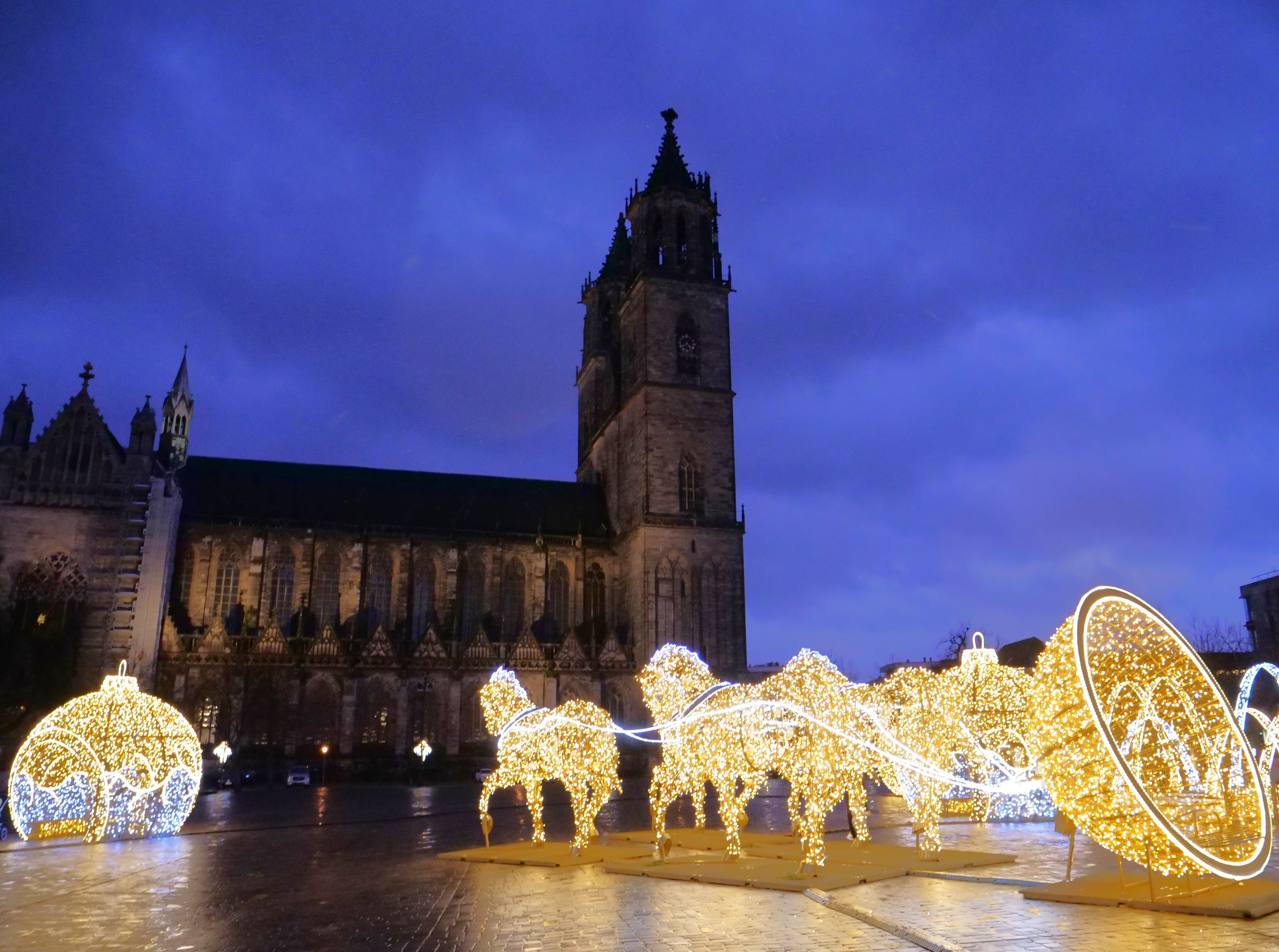
Lichtinstallation am Domplatz im Januar 2025

### Domklausur

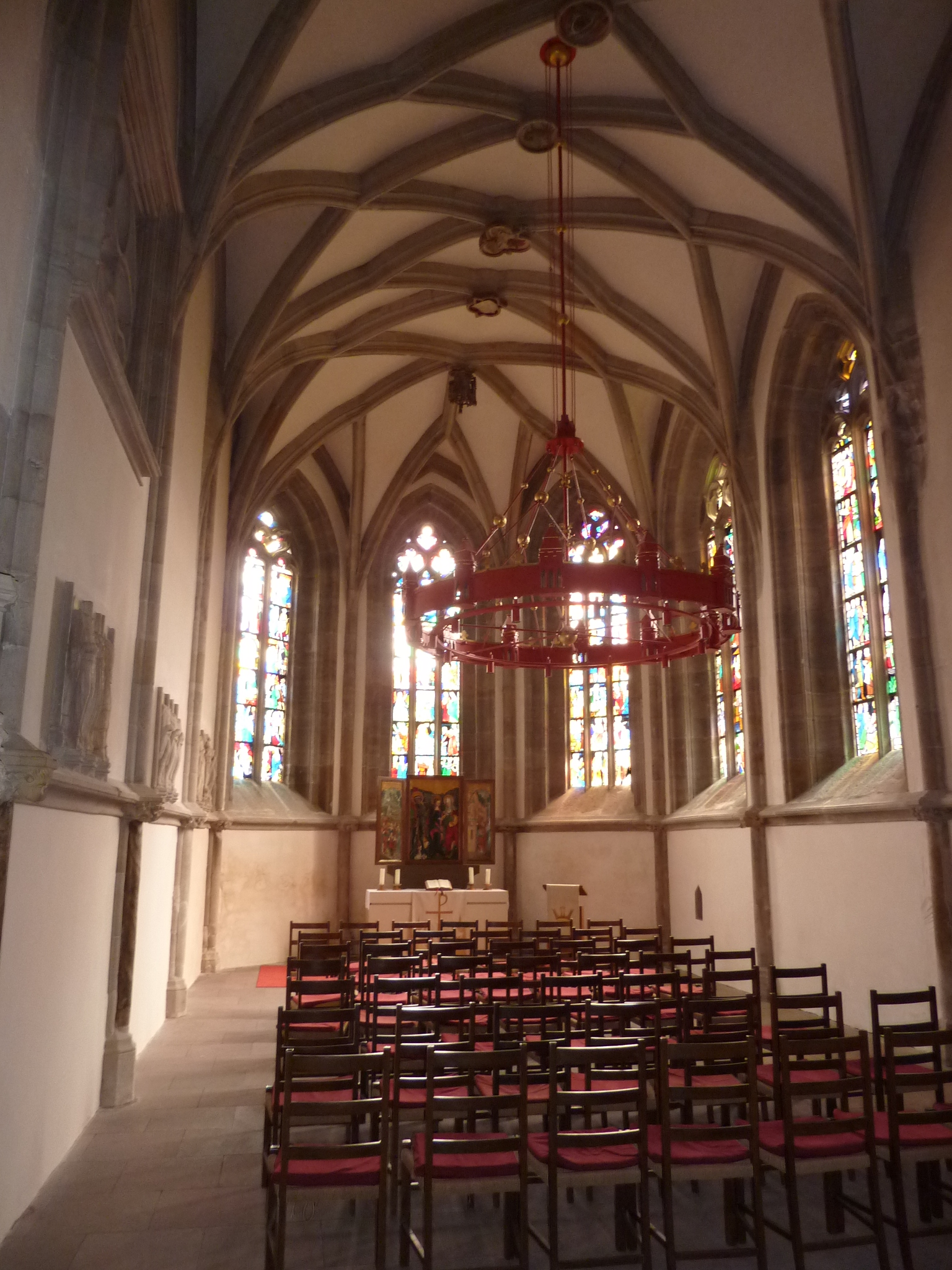
Marienkapelle der Domklausur

Die Domklausur hat einen trapezförmigen Grundriss, da drei ihrer Flügel noch nach dem Vorgängerdom aus dem 10. Jahrhundert ausgerichtet wurden. Der Südflügel ist noch romanisch gestaltet. Der Ostflügel enthält eine große zweischiffige Halle, auch als Remter bezeichnet. Daran wurde im 15. Jahrhundert die Marienkapelle angebaut.

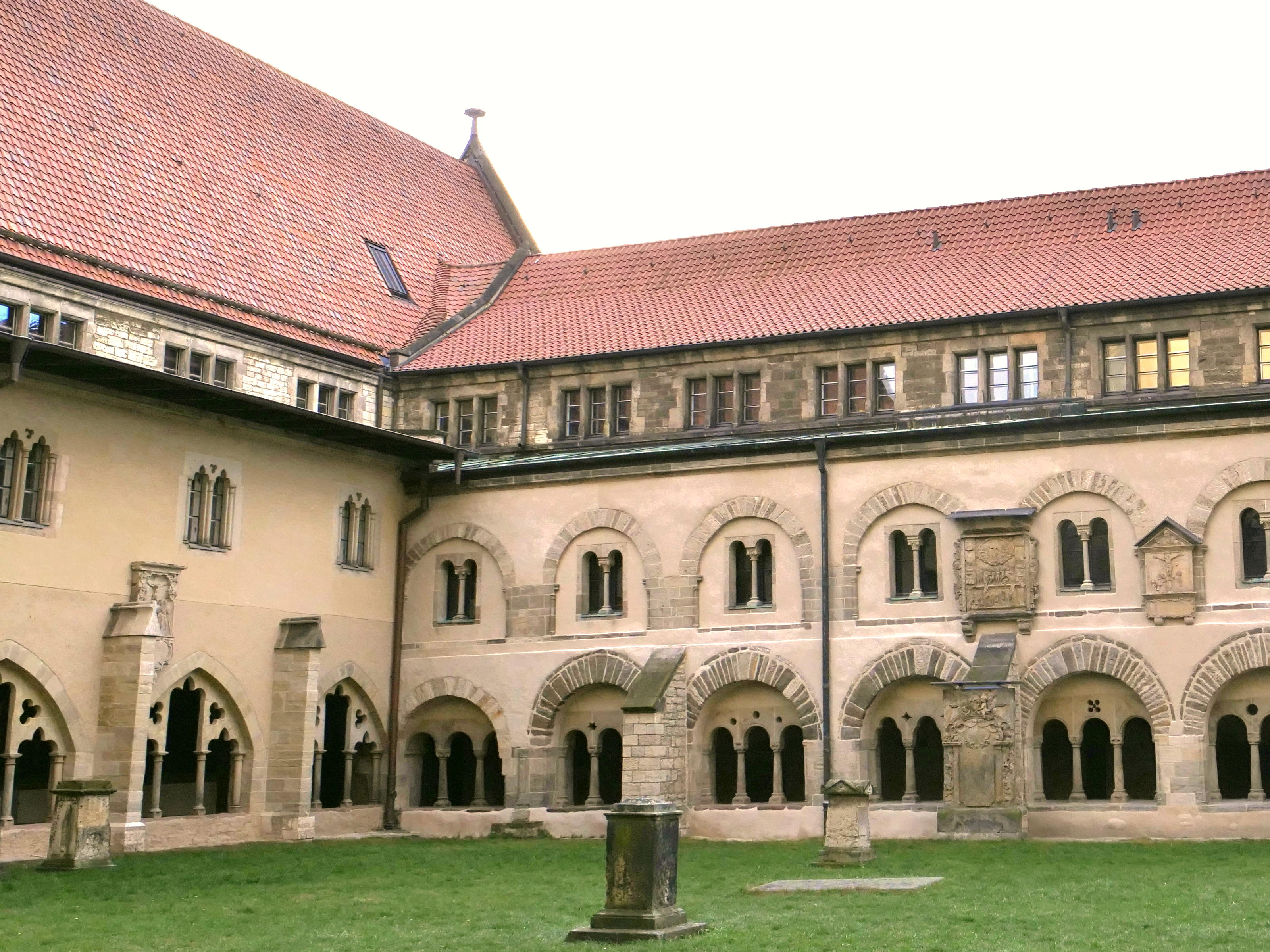
Romanische Südseite und gotische Ostseite des Kreuzgangs
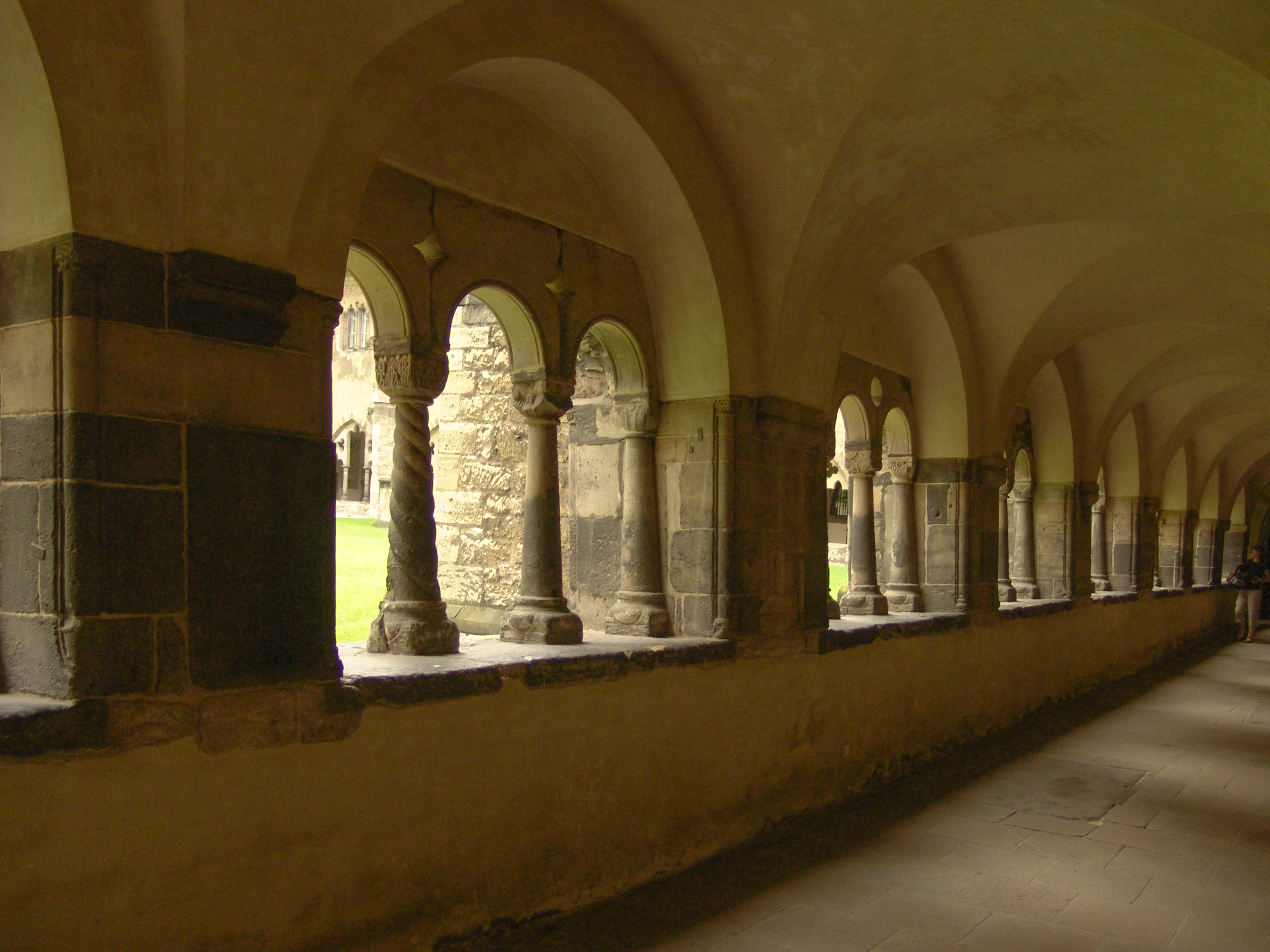
Romanische Südseite des Kreuzgangs
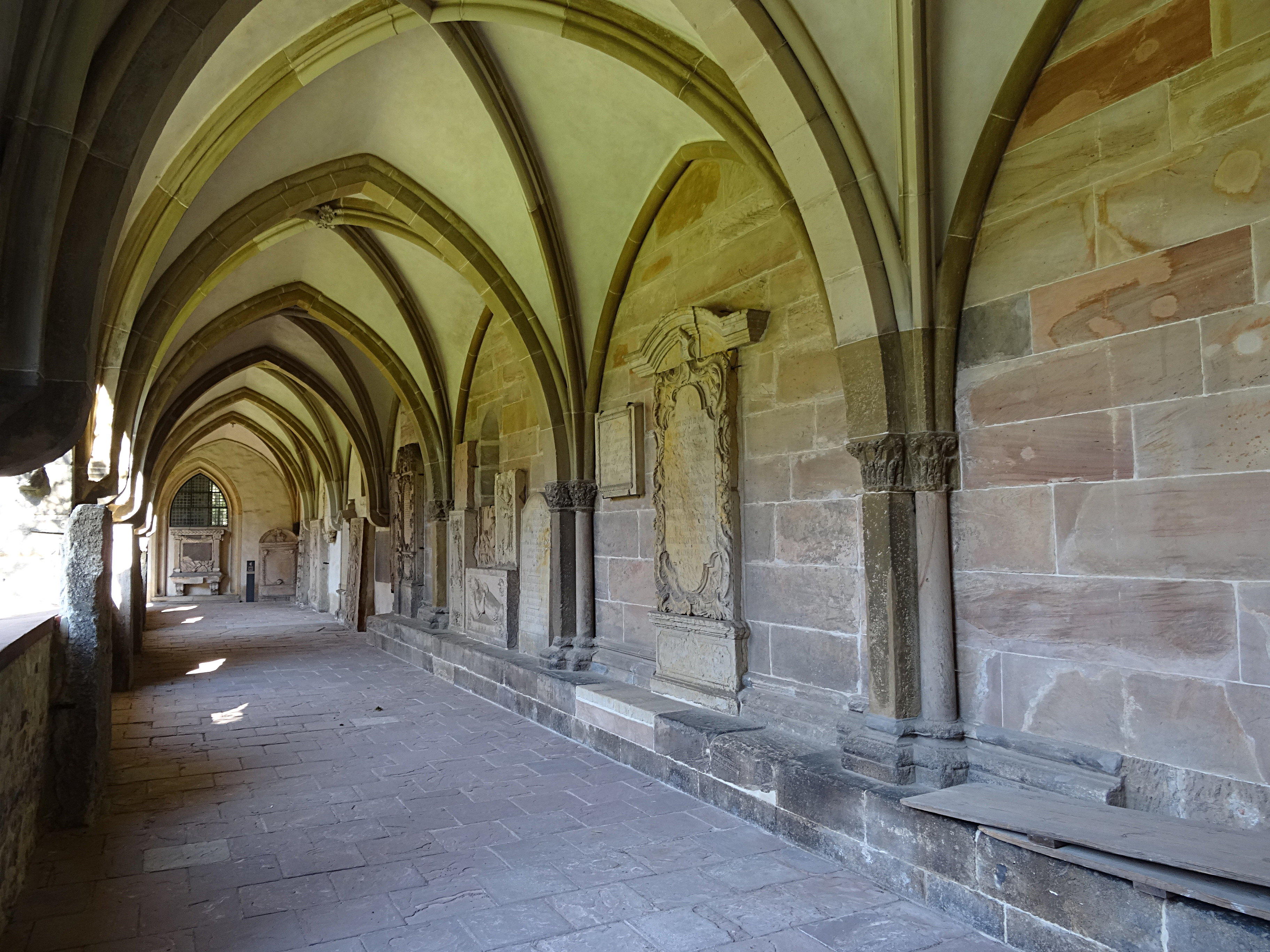
Gotische Ostseite des Kreuzgangs
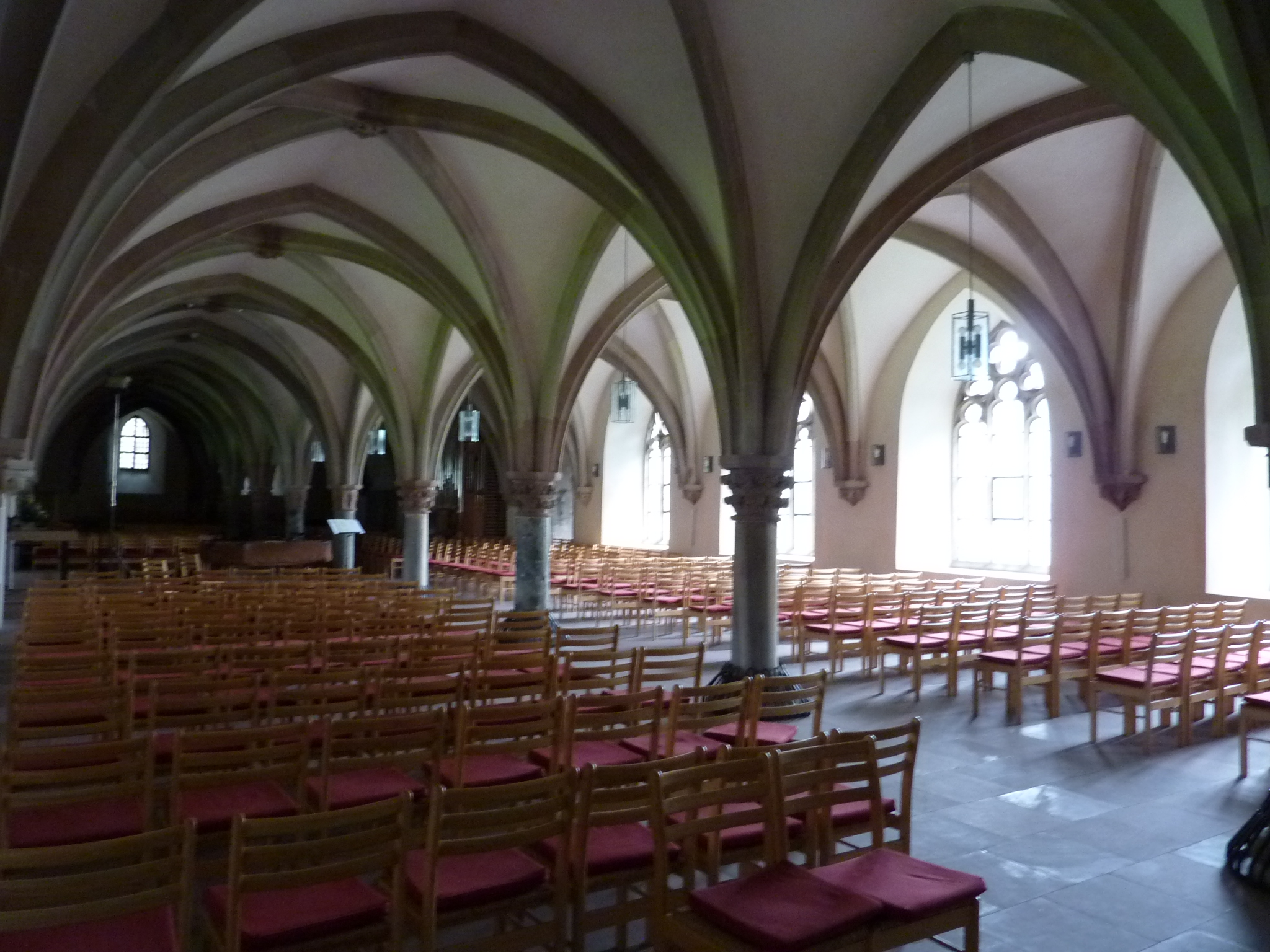
Remter als zweischiffige Halle im gotischen Ostflügel der Domklausur, Blick nach Süden
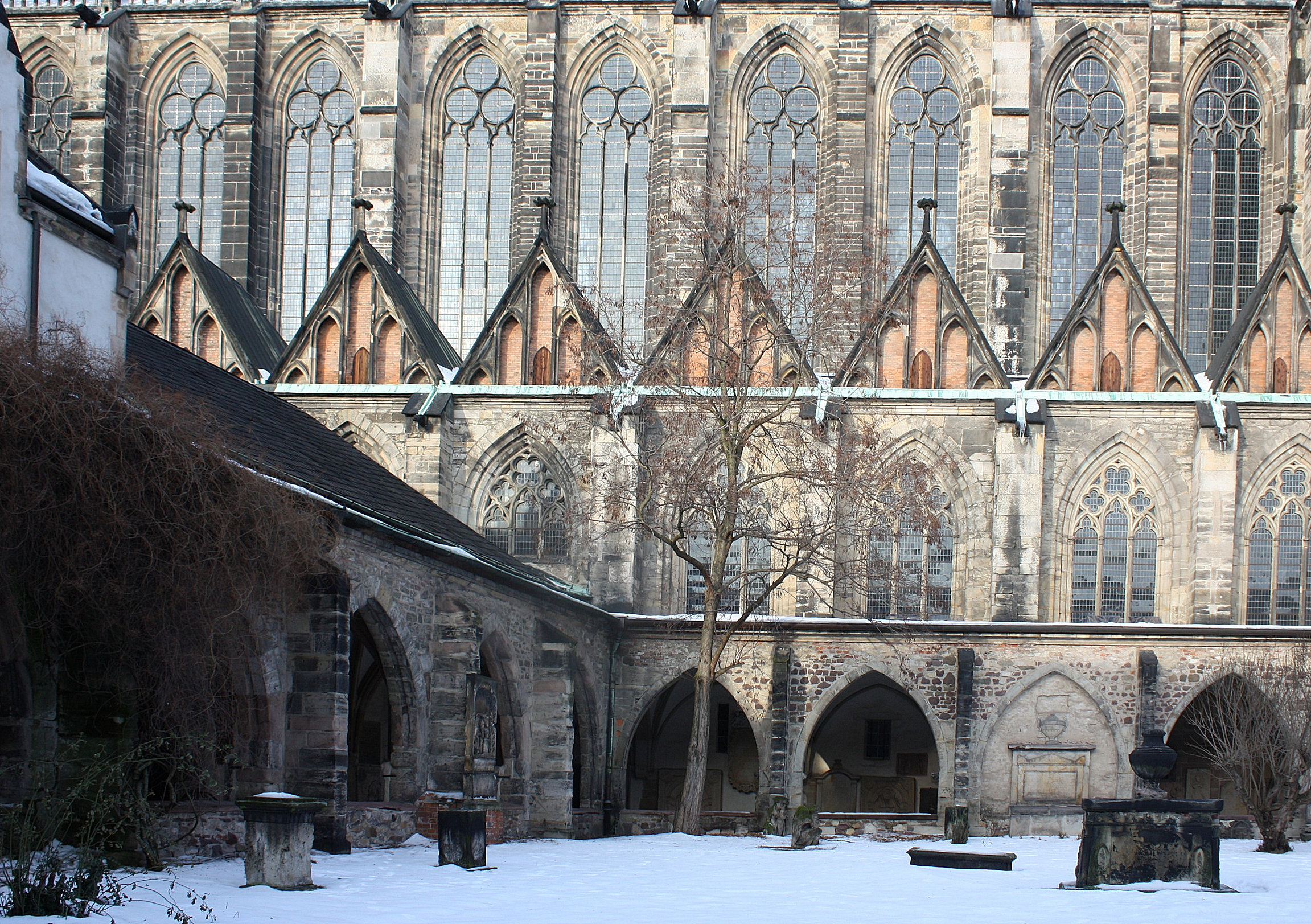
Kreuzgang mit Südseite des Langhauses. Die Rückwände der Giebel-Loggien waren bis ins 19. Jahrhundert aus Holz

## Ausstattung
Obwohl der Dom im Laufe seiner Geschichte mehrmals geplündert und fast zerstört wurde, birgt er viele erhaltene wertvolle Ausstattungsgegenstände und Kunstschätze.

### Lettner

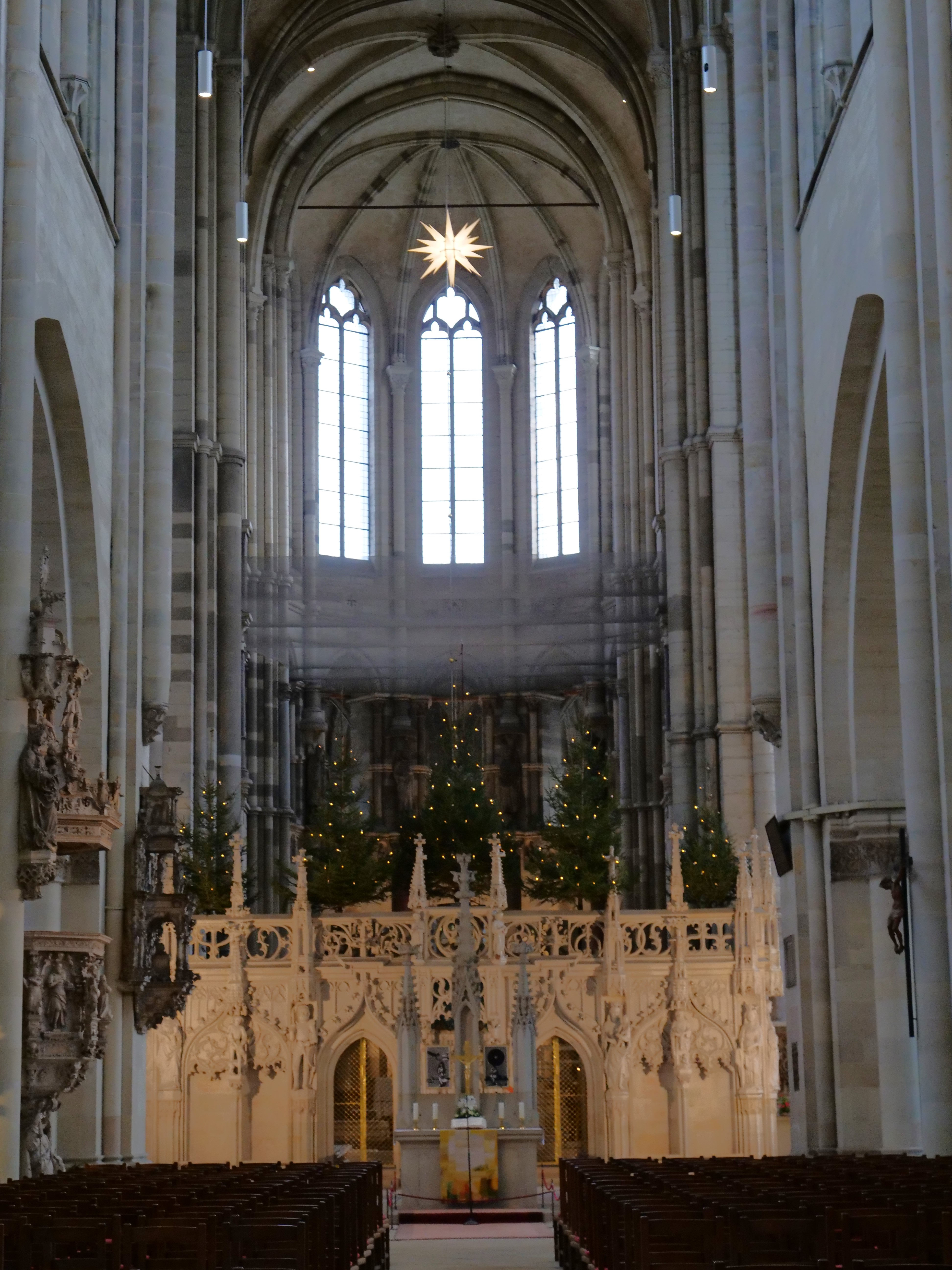
Lettner und Hochchor

Der zwischen 1445 und 1451 entstandene Lettner trennt den hohen Chor vom Rest des Hauptschiffes ab. Er ersetzte die Chorschranken aus der Bauzeit. Die Figuren am Lettner stellen von links nach rechts (Nord nach Süd) folgende Heiligen dar: Bartholomäus, Ludolph, Paulus; Maria Magdalena, Georg, Mauritius, Maria, Jakobus, Katharina; Petrus, Nikolaus, Dorothea.

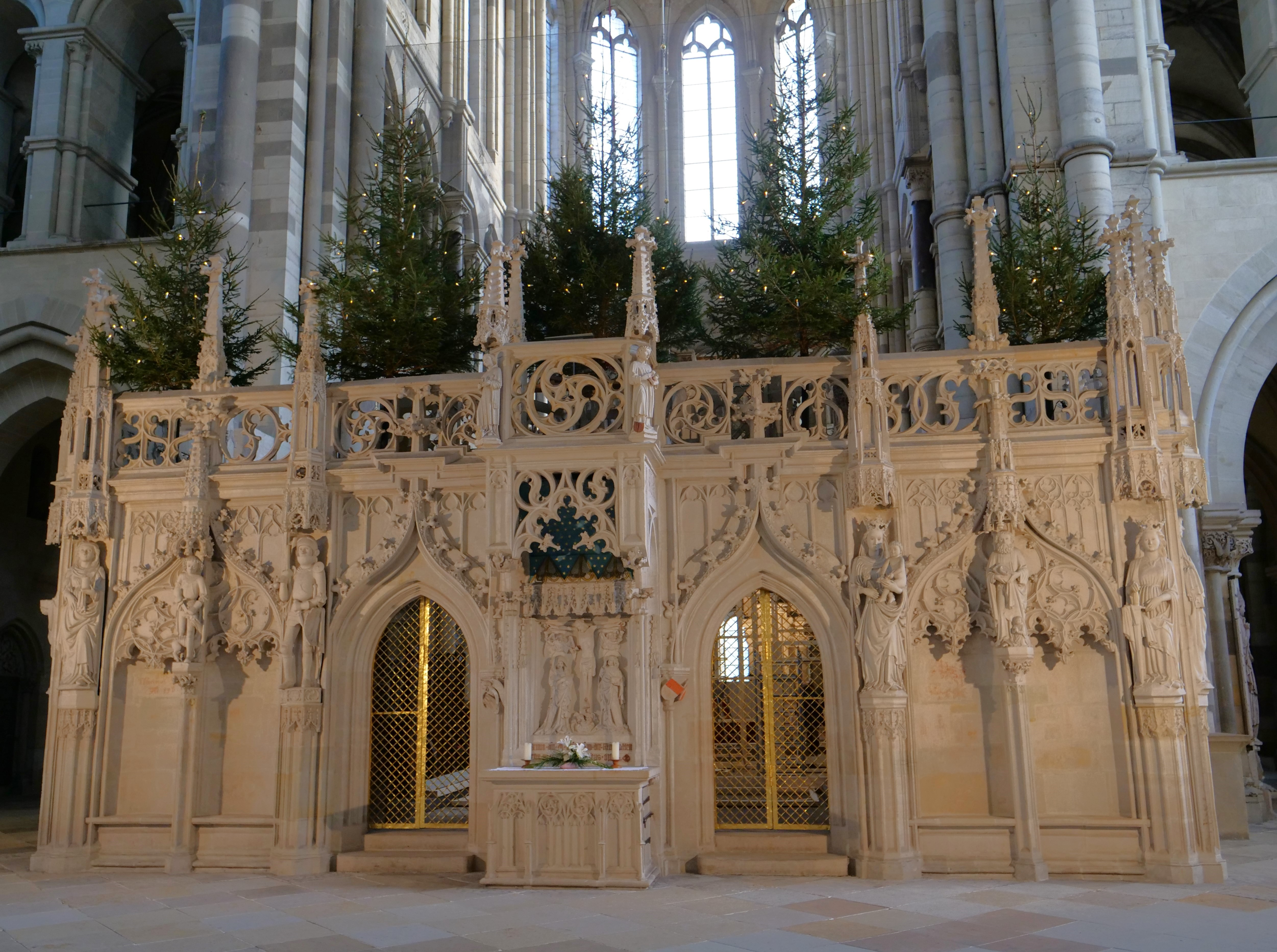
Vorderansicht des Lettners
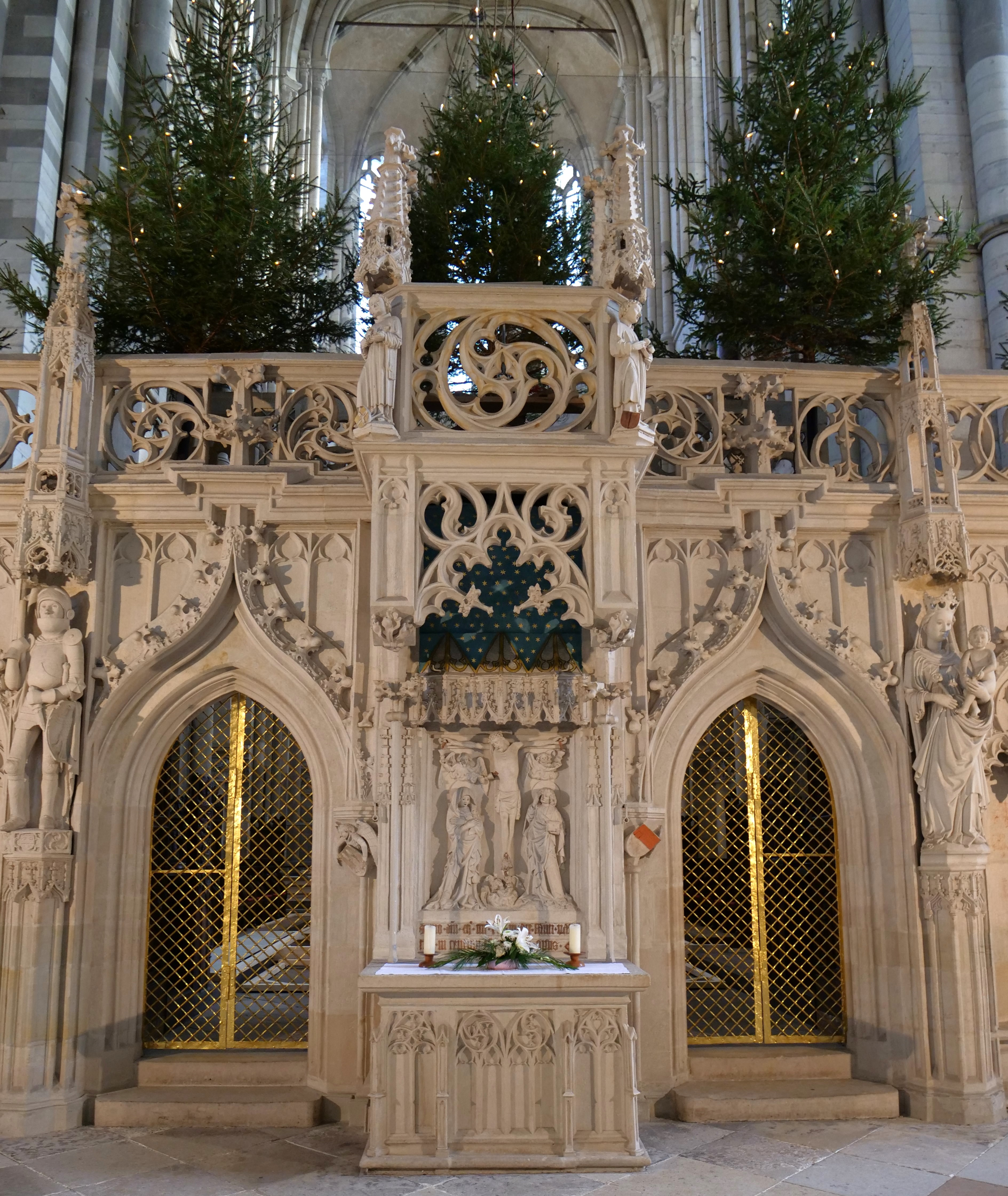
Lettner-Mittelstück mit Altar
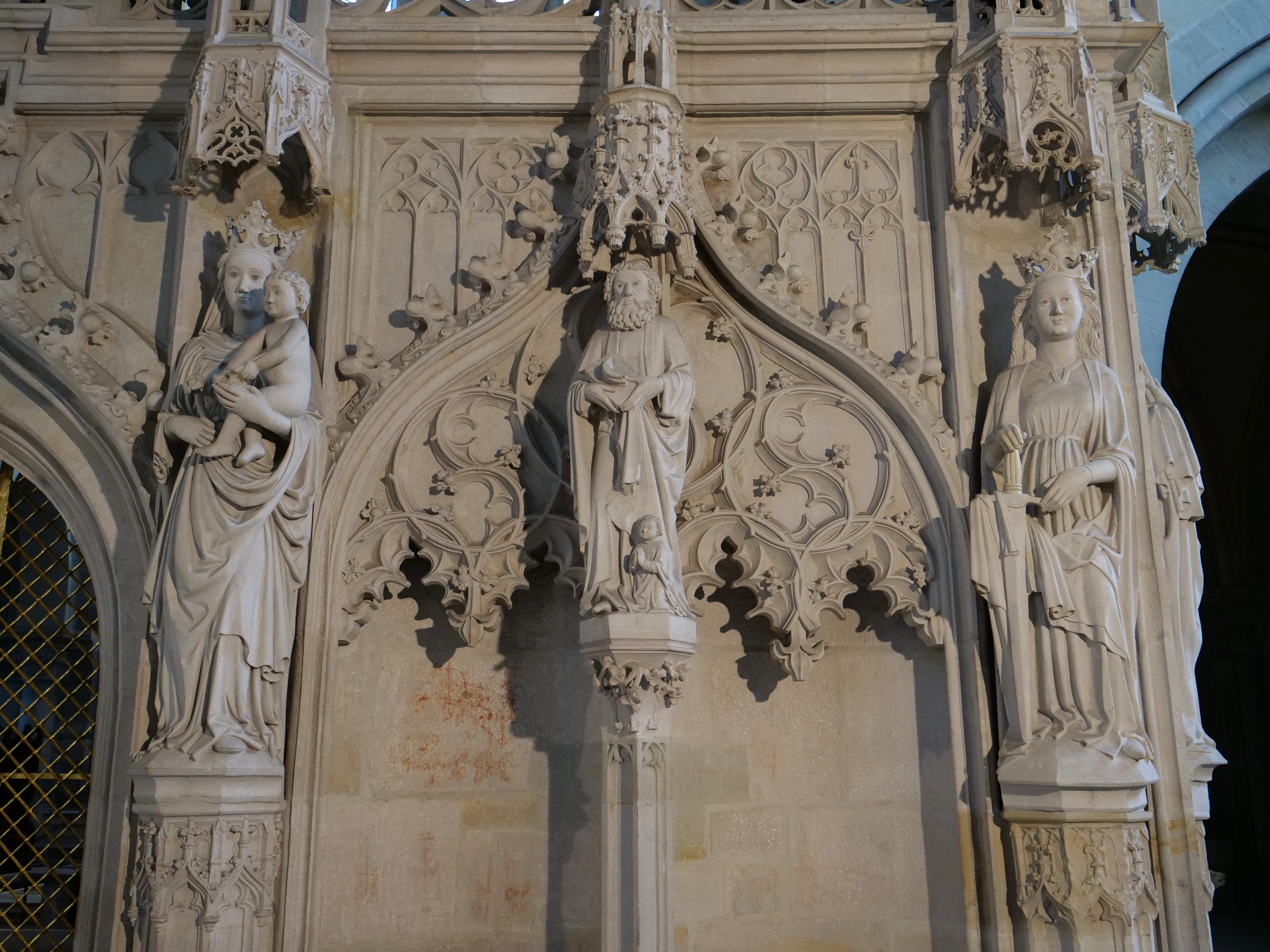
Figuren am Südflügel

### Grabmäler

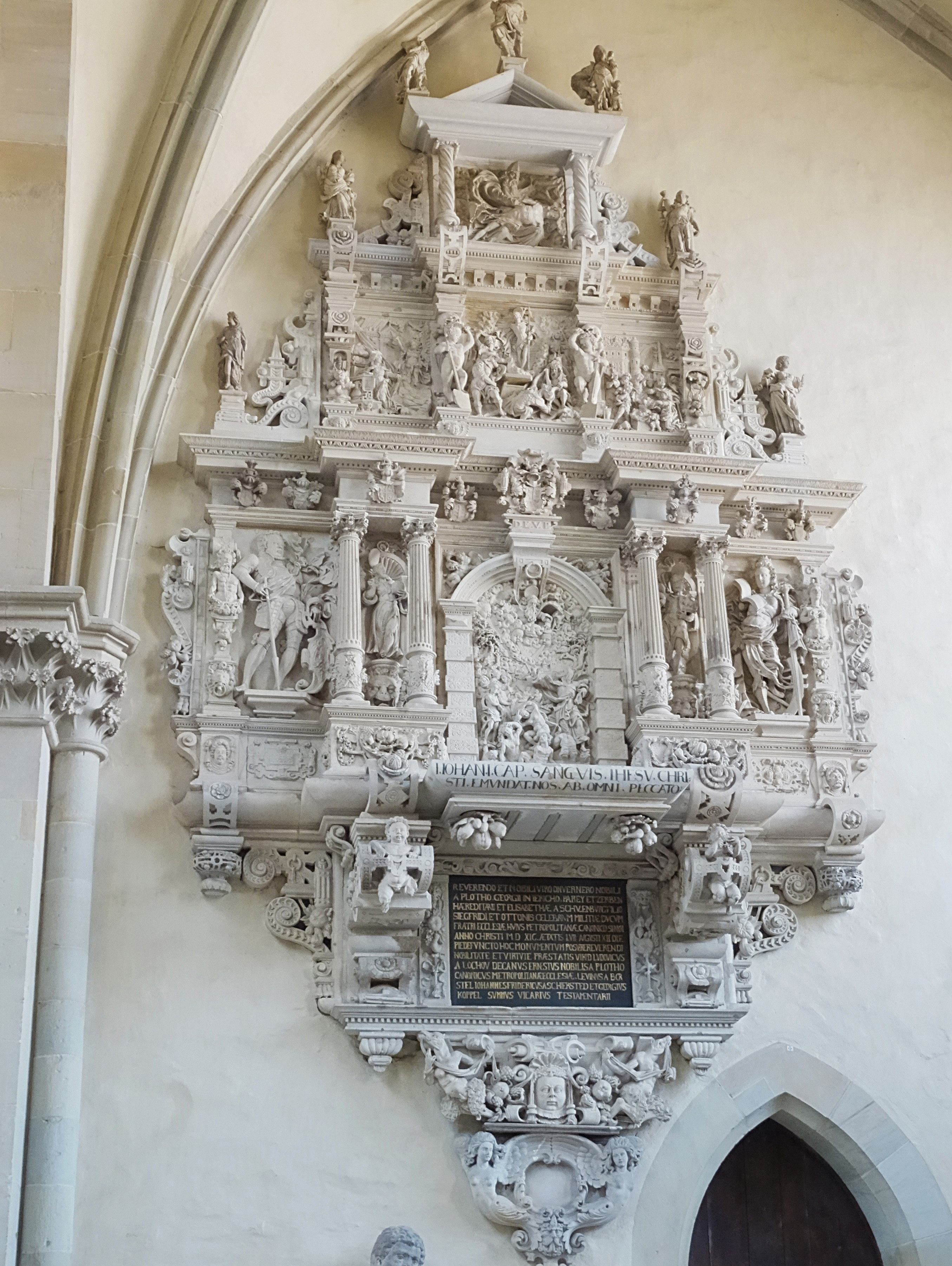
Renaissance-Epitaph des Domherren Werner von Plotho († 1589)
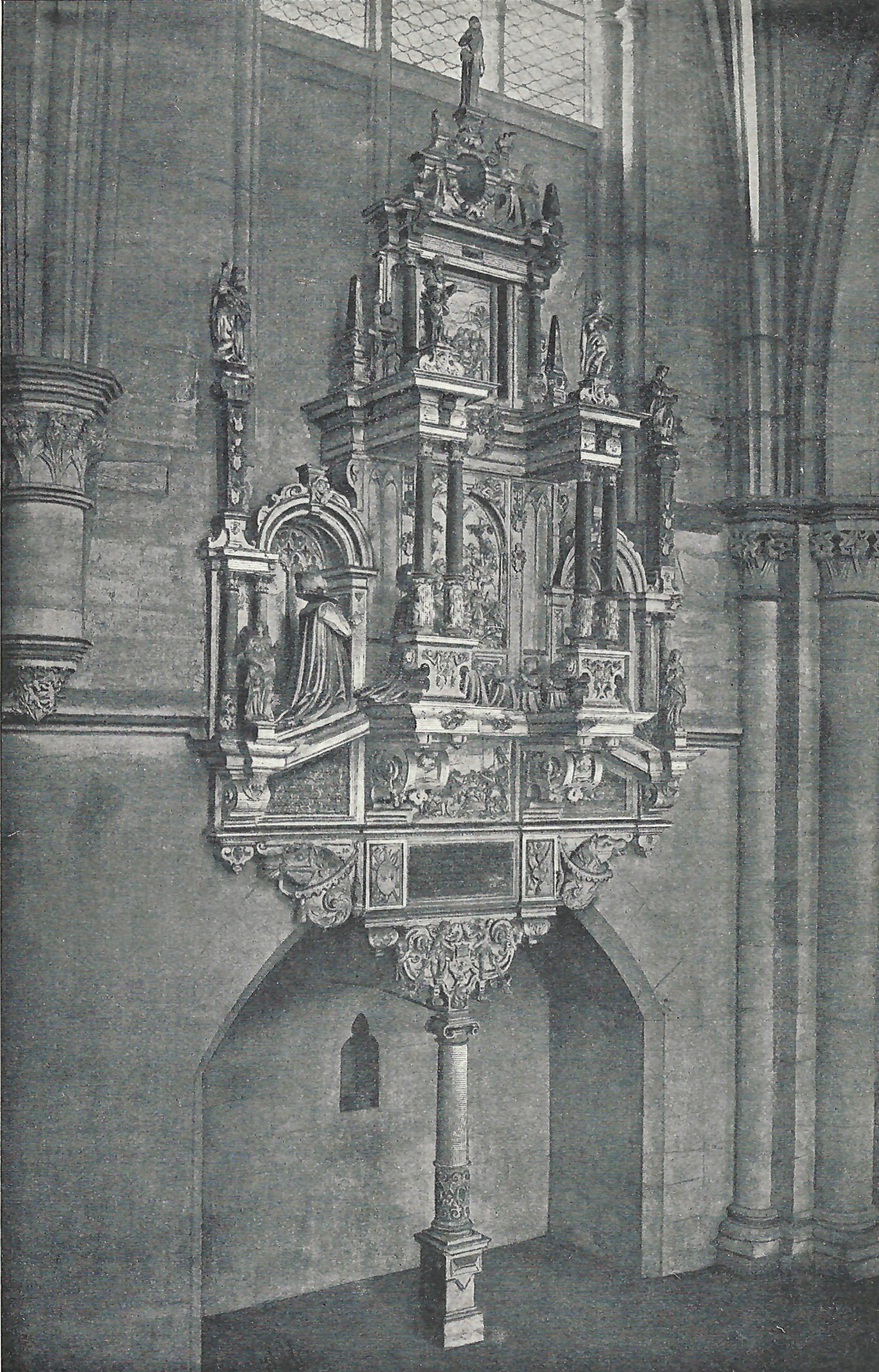
Epitaph für die Familie Friedrich von Arnstedt. (Abbildung von vor 1902)

Der älteste im Magdeburger Dom aufgestellte Sarkophag ist derjenige für die englische Königstochter und Gattin Ottos I., Edgitha.
Das Grab des Kaisers Otto I. befindet sich im Chor. Bei einer Öffnung des Grabes 1844 fand man ein Skelett und Kleidung.
Das Erdgeschoss des Turmzwischenbaus unter der Westempore wurde 1498 unter Erzbischof Ernst II. von Sachsen zu einer Grabkapelle, zur sog. „Ernstkapelle“, ausgebaut.
Darüber hinaus finden sich zahlreiche historische Grabmonumente, Epitaphe und Grabplatten des 12. bis 14. Jahrhunderts, darunter die des Erzbischofs Friedrich von Wettin; an seinem Fußende die bekannte Figur des „Dornausziehers“, von J. W. Goethe als „barbarische Nachahmung“ der gleichnamigen Figur auf dem Kapitol in Rom identifiziert. Weiterhin birgt der Dom ein Epitaph des Domherrn Johann von Randow (1526–1572)

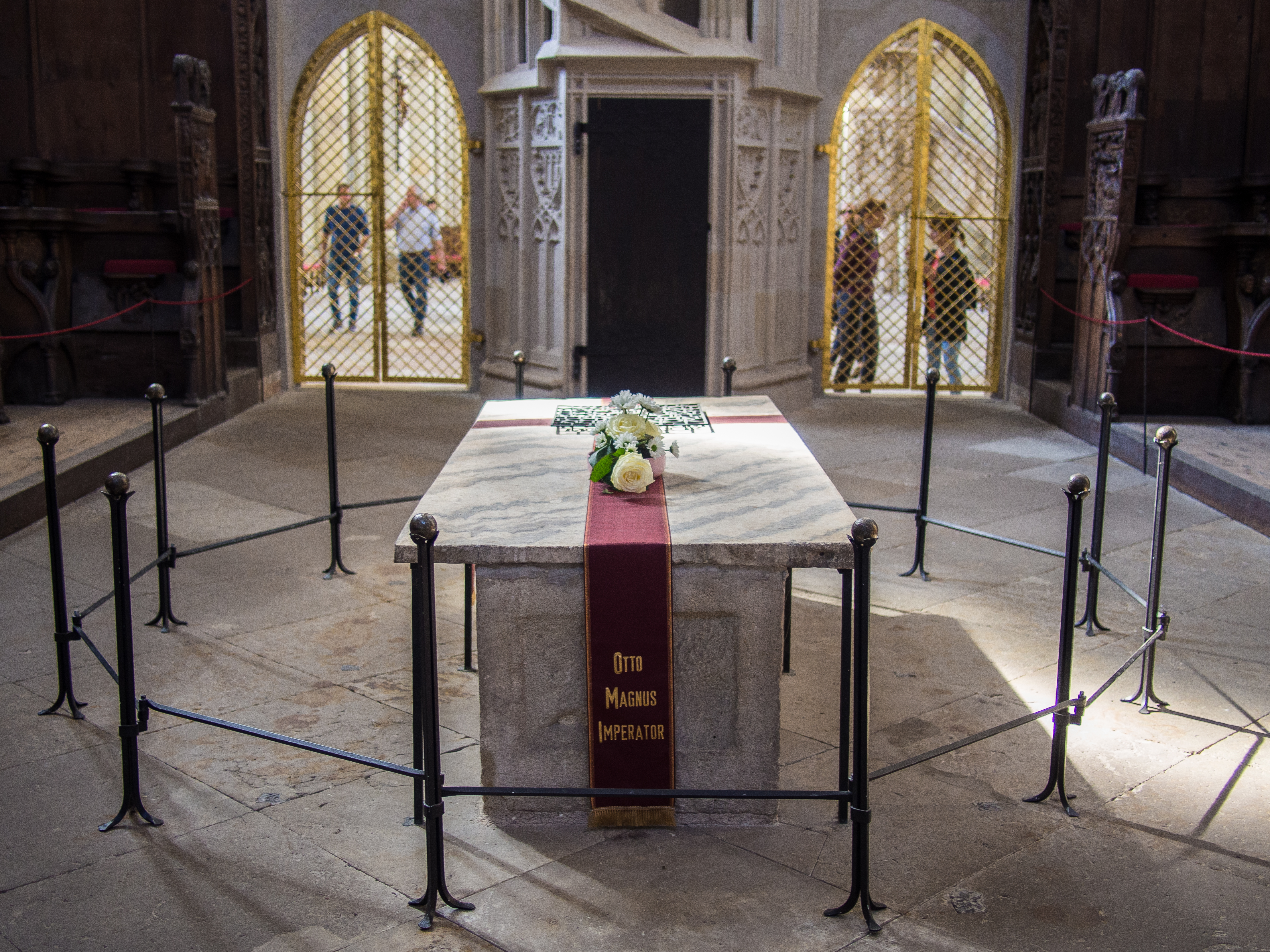
Steinsarkophag Ottos I. im Chor
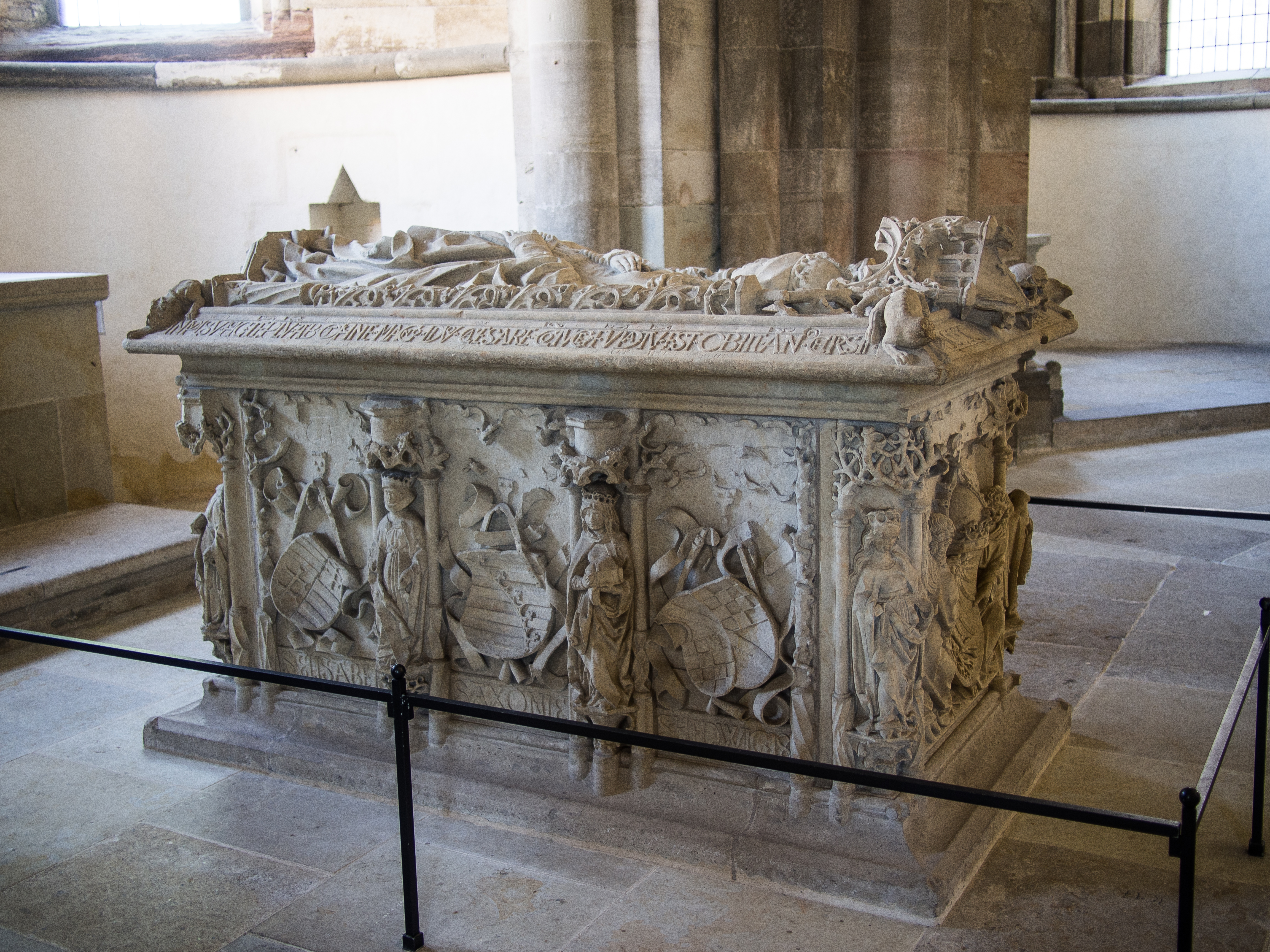
Edgitha-Sarkophag am Chorumgang
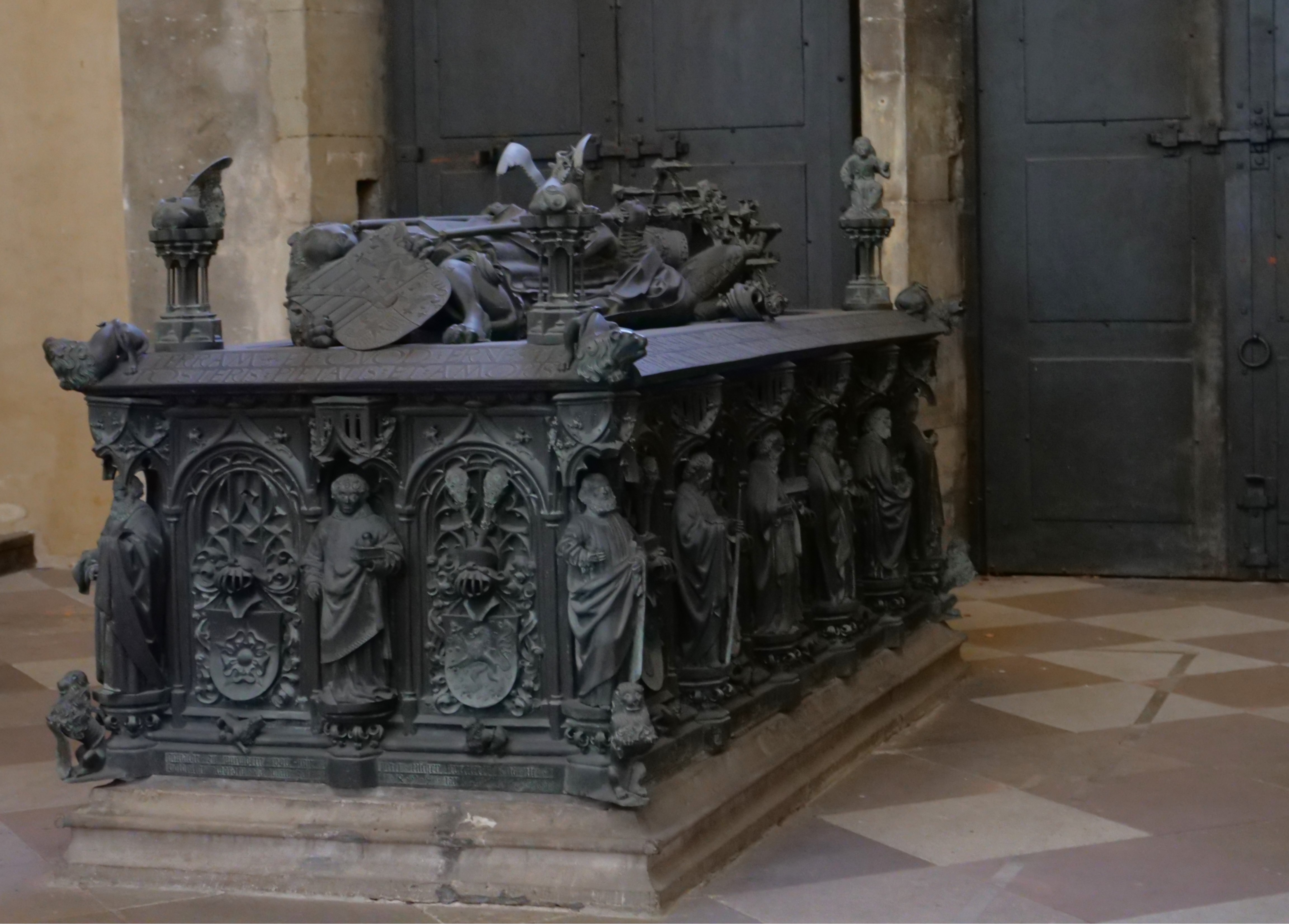
Ernstkapelle mit Sarkophag

### Alabasterkanzel

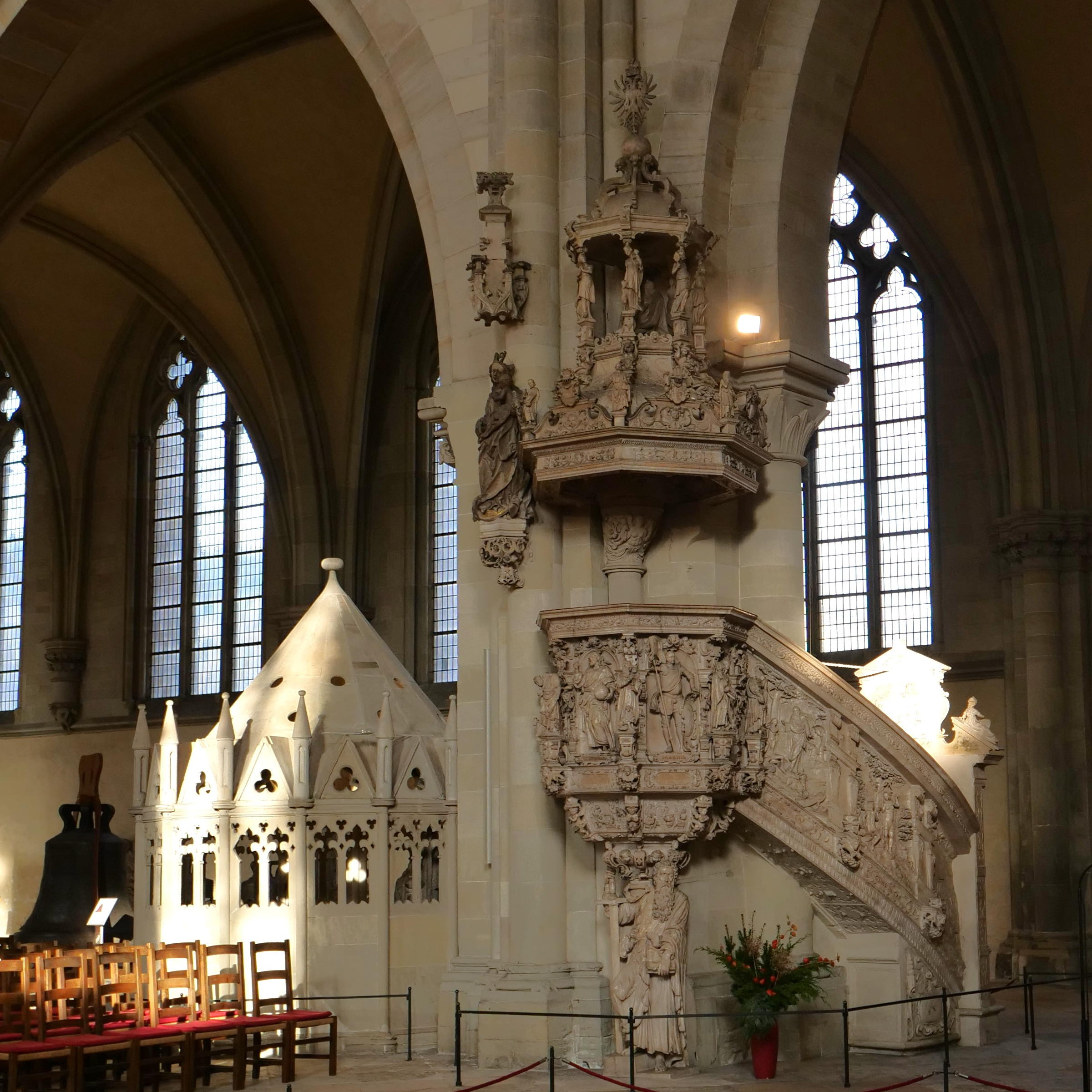
Kanzel aus Alabaster, Paulus als Träger des Kanzelkorbs, links hinten die sechzehneckige Heiliggrabkapelle

Die Kanzel des Magdeburger Doms zählt zu den bedeutendsten Renaissancekunstwerken in Deutschland und wurde von dem Nordhäuser Bildhauer Christoph Kapup 1597 aus dem weichen Gipsgestein Alabaster gefertigt. Auf dem Kanzelkorb sind dargestellt: Hl. Johannes der Täufer, Christus als Erlöser, Hl. Mauritius, Hl. Katharina. Er wird gestützt vom Hl. Paulus als Trägerfigur. Auf der Kanzeltreppe sind dargestellt: Gott mit Adam und Eva im Paradies, der Sündenfall, die Sintflut. Trotz einer Einmauerung wurde sie im Zweiten Weltkrieg beschädigt. 2009 wurde eine aufwändige Restaurierung abgeschlossen.

### Skulpturen der klugen und törichten Jungfrauen

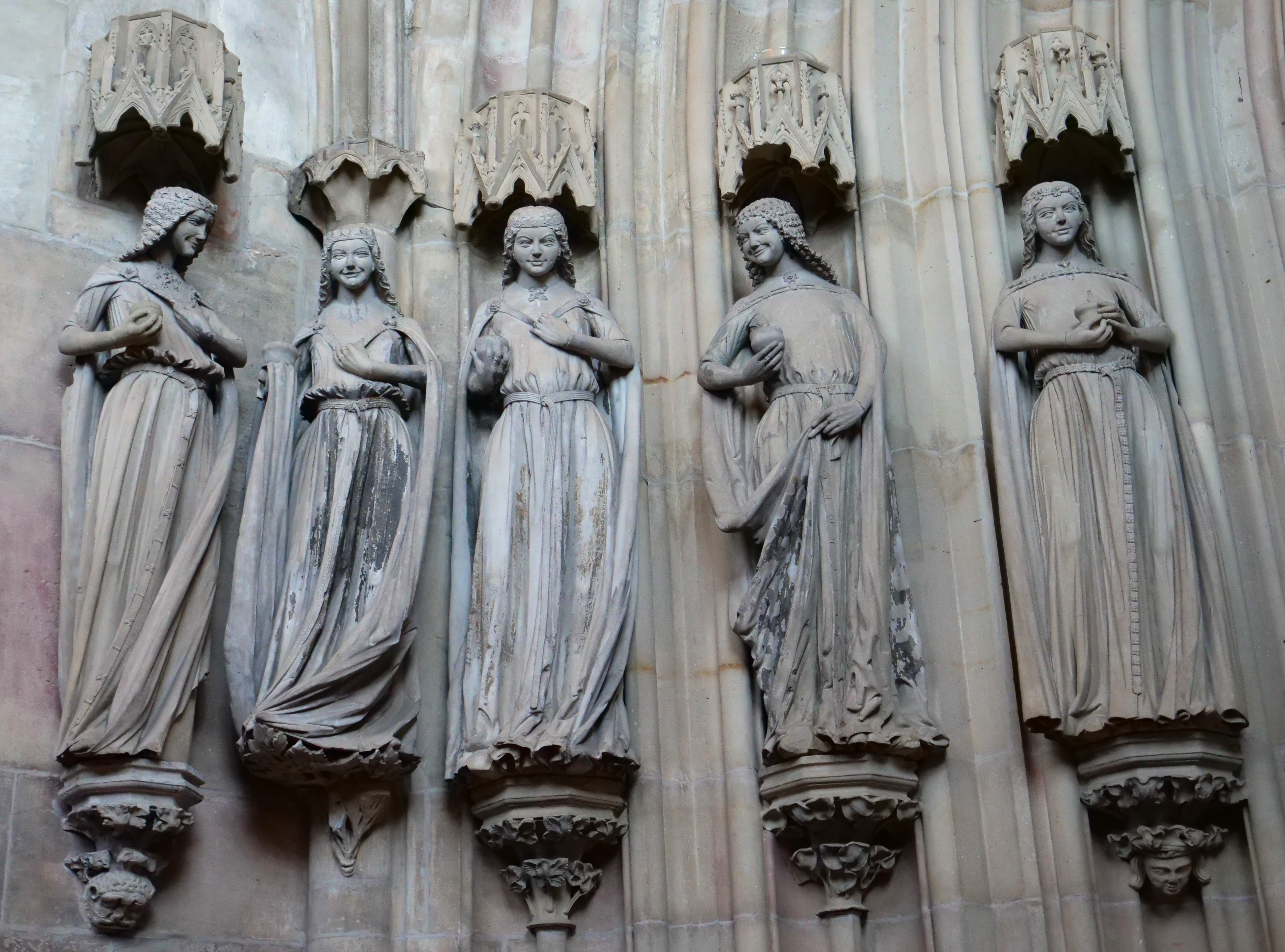
Kluge Jungfrauen, freudig
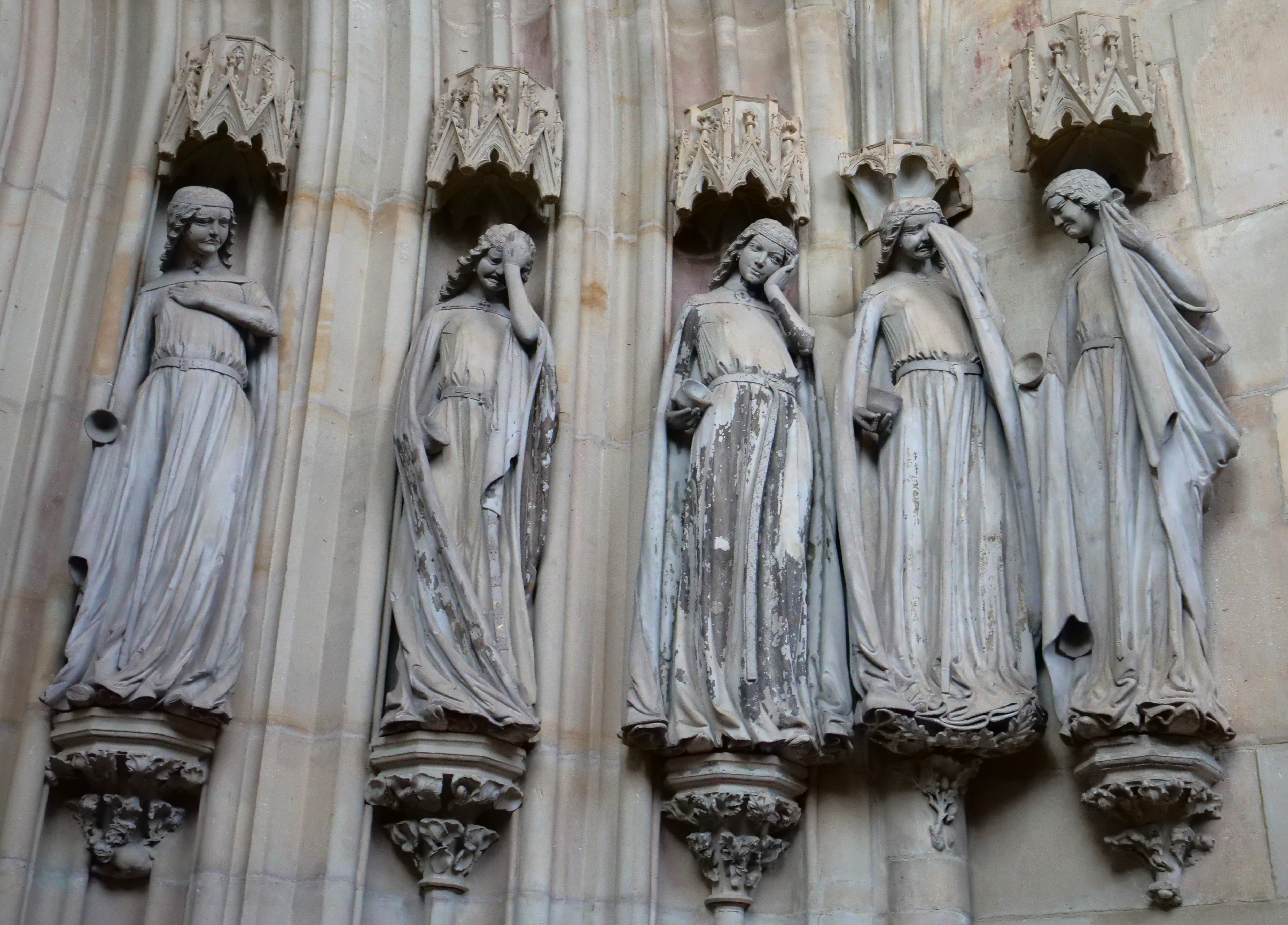
Törichte Jungfrauen, traurig

Die zehn Skulpturen der klugen und törichten Jungfrauen der Paradiespforte von 1240/50 wurden später an das Gewände des Nordportales platziert. Es ist die erste monumentale Gestaltung dieses Themas, voll drastischer Direktheit im Vergleich zu den wesentlich verhalteneren Schilderungen des gleichen Themas in der Zeit davor, die wesentlich kleiner waren. Stilistisch gesehen stehen sie zwischen den entsprechenden Figuren im Fürstenportal am Bamberger Dom und denen im Naumburger Dom. Man nimmt an, dass der Bildhauer in der Bamberger Schule gearbeitet hat oder dort ausgebildet wurde. Die Figuren sind in der Tracht des 13. Jahrhunderts dargestellt.

### Bauplastik
Die Kapitelle der Pfeiler zwischen Chor und Chorumgang und die Kapitelle der Wandpfeiler an der Außenseite des Umgangs enthalten zahlreiche Darstellungen von Menschen, Tieren und Fabelwesen. In manchen Beschreibungen wird der Chorumgang wegen seiner Kapitelle für romanisch erklärt, obwohl es solche Darstellungen und solche Kapitellformen auch andernorts in gotischem Kontext gibt.

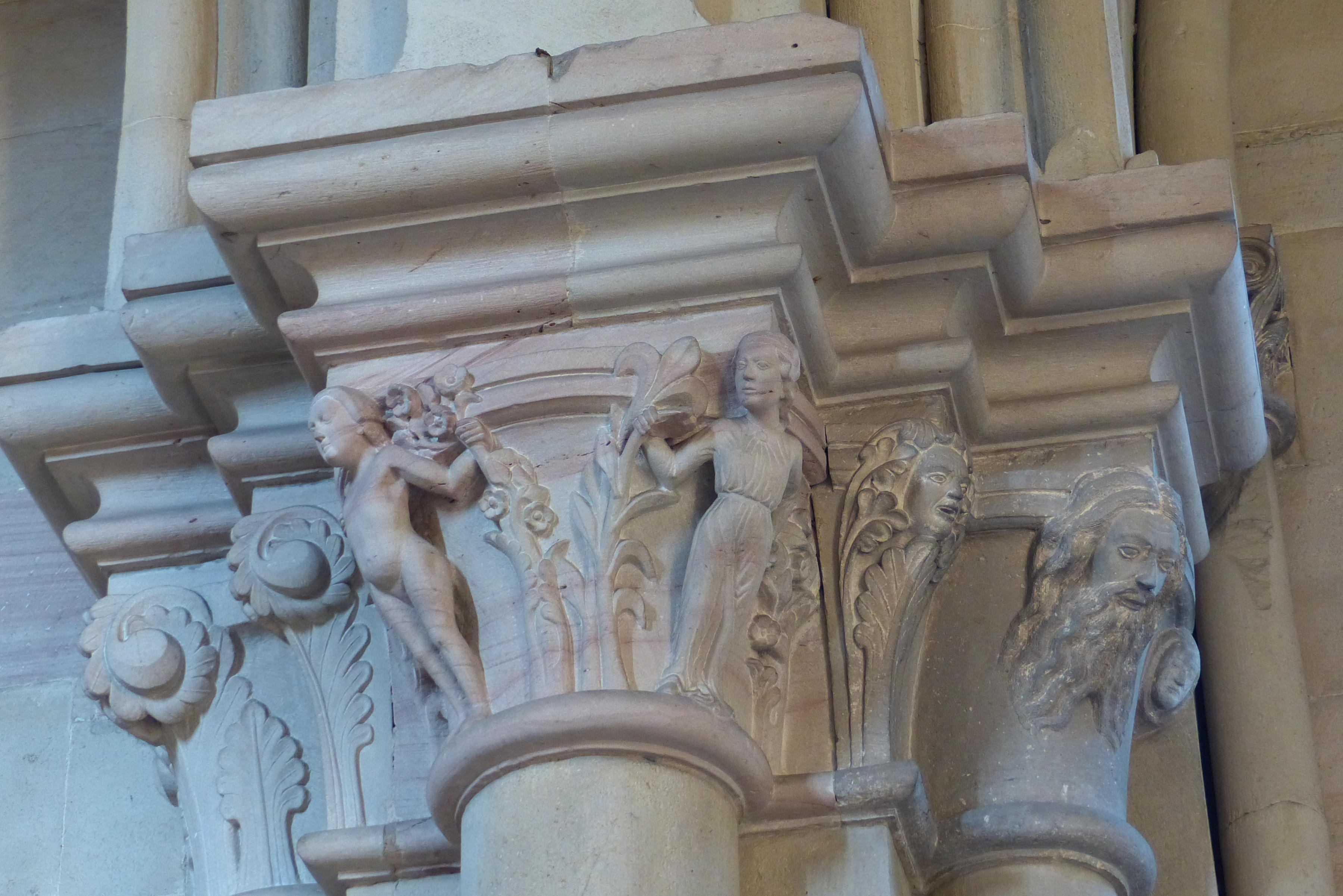
Paradieskapitell, Chorumgang Nordseite, von links: Adam (nackt), Eva, Schlange (Frauenkopf aus Pflanze), Gottvater (bärtig), ein weiterer Kopf
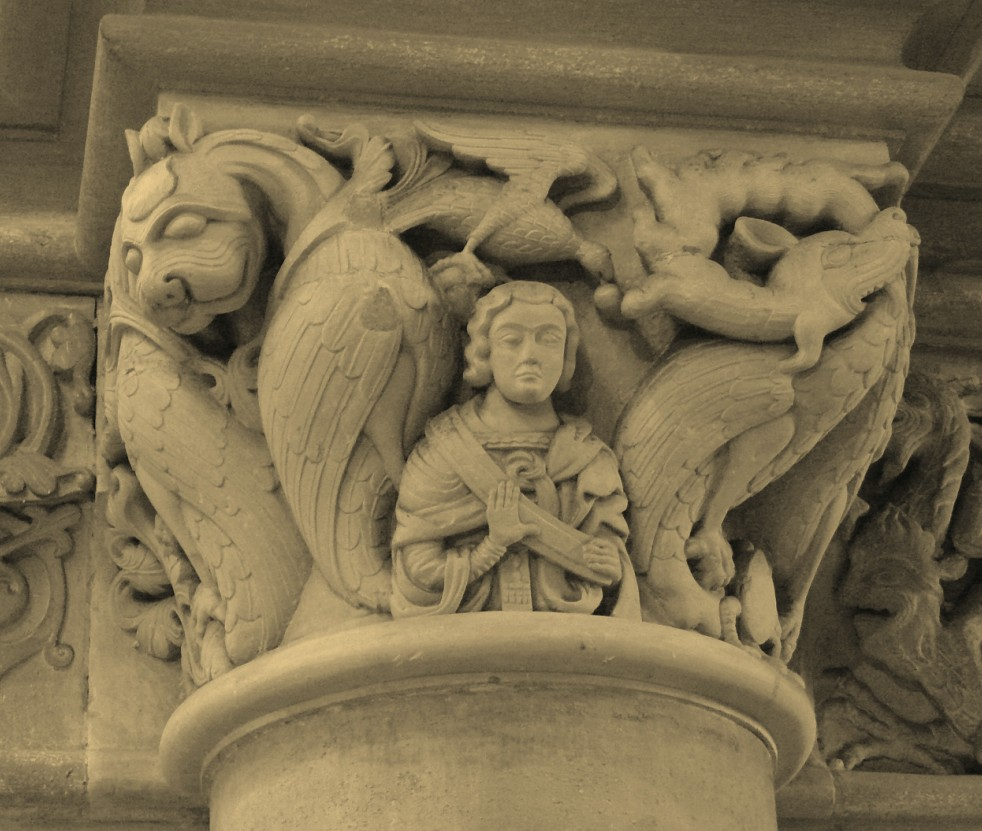
Innenchor: Menschenkind zwischen Dämonen
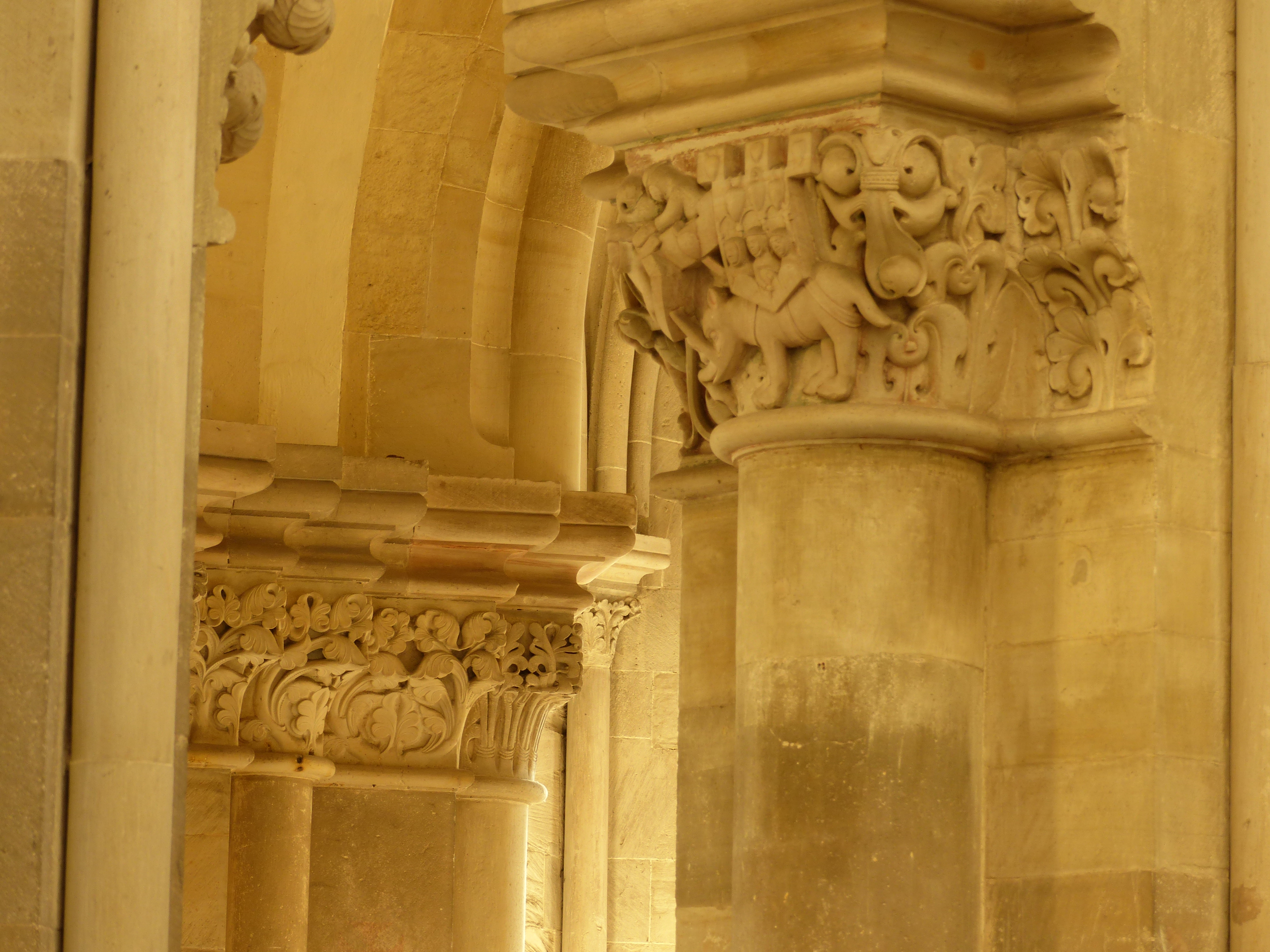
Elefantenkapitell zw. Innenchor und Chorumgang (Nordseite)
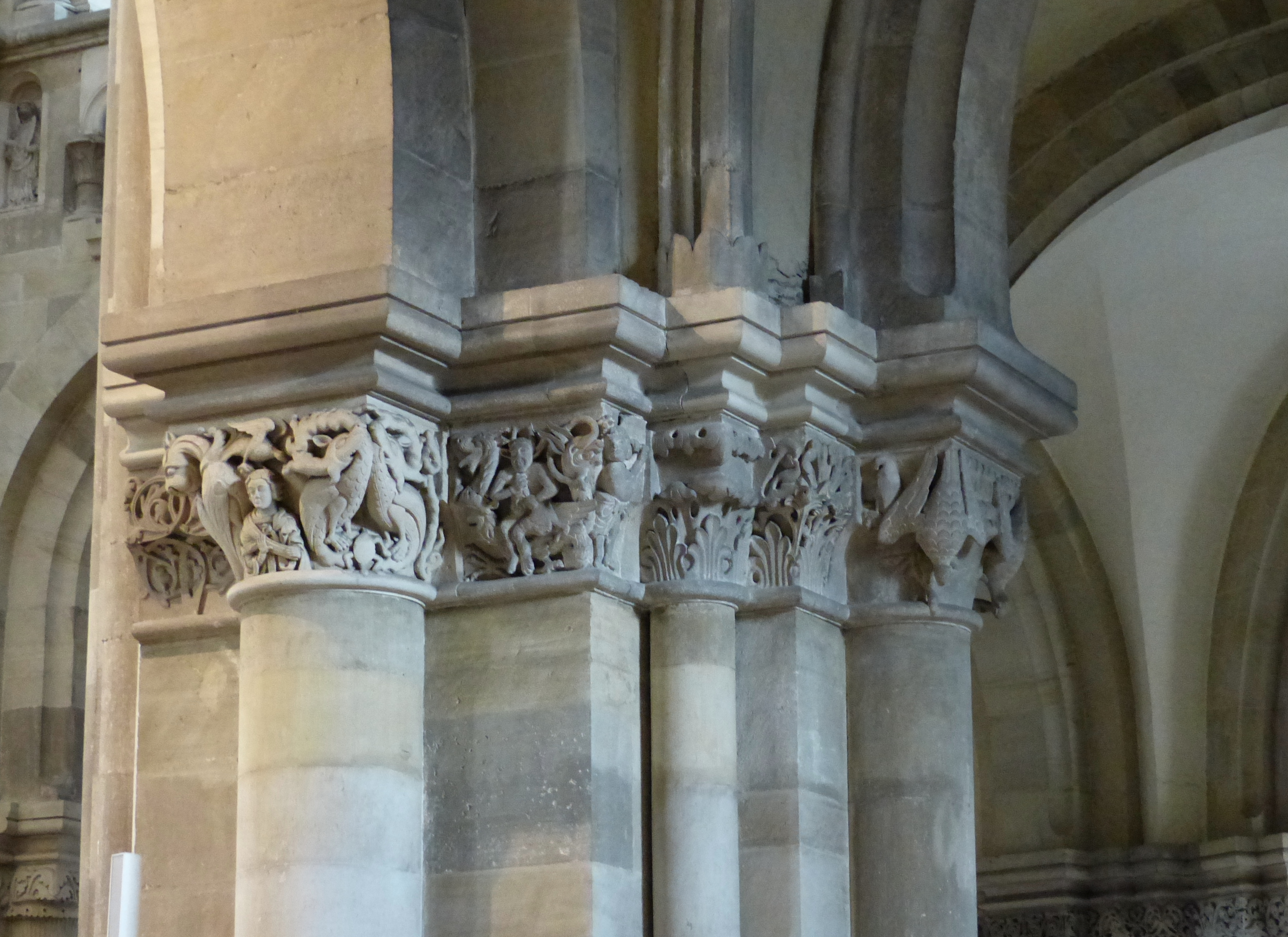
Figurenkapitelle an der Innenseite des südlichen Chorumgangs

Die Vorlagen an den Pfeilern des Innenchors bestehen auf Höhe des Chorumgangs aus antiken Spolien, siehe unten. Auf Höhe des „Bischofsgangs“ sind einige der Dienste für überlebensgroße Skulpturen unterbrochen. Weitere Skulpturen, kleinformatig, sind in Nischen der Brüstung des „Bischofsgangs“ platziert.

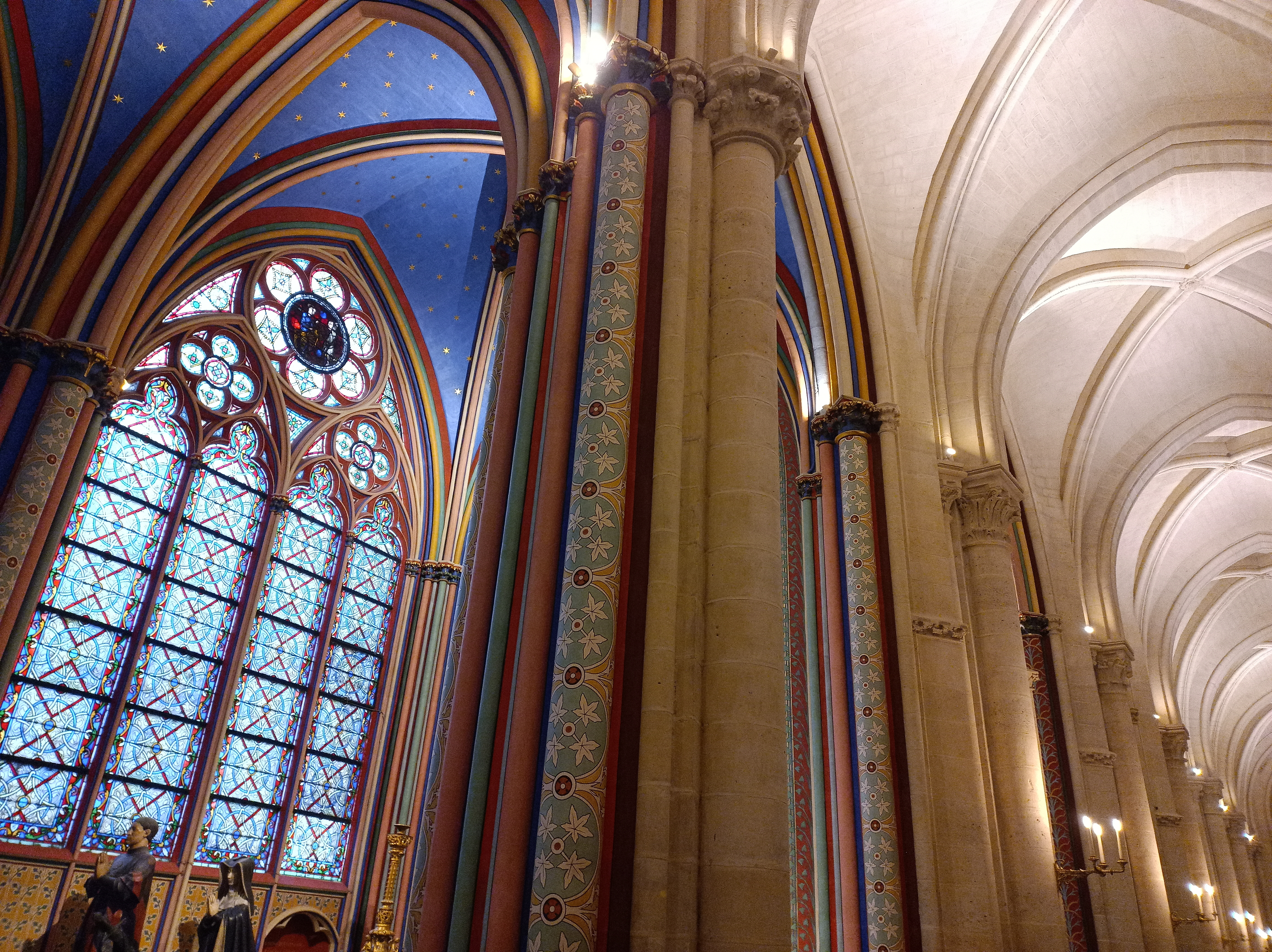
Notre-Dame de Paris: verschiedene Kapitellformen
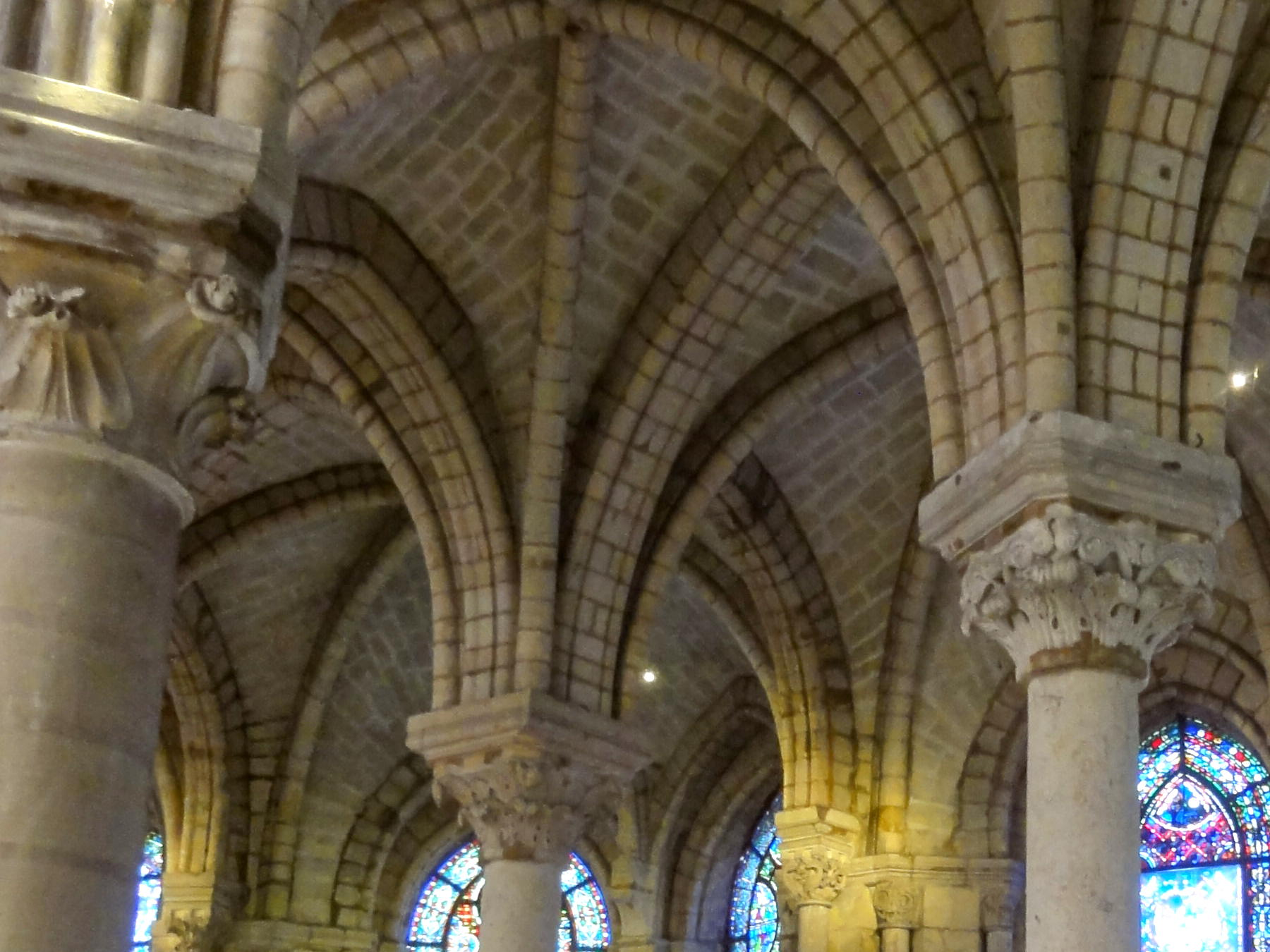
Abteikirche Saint-Denis: Kapitelle des Chorumgangs
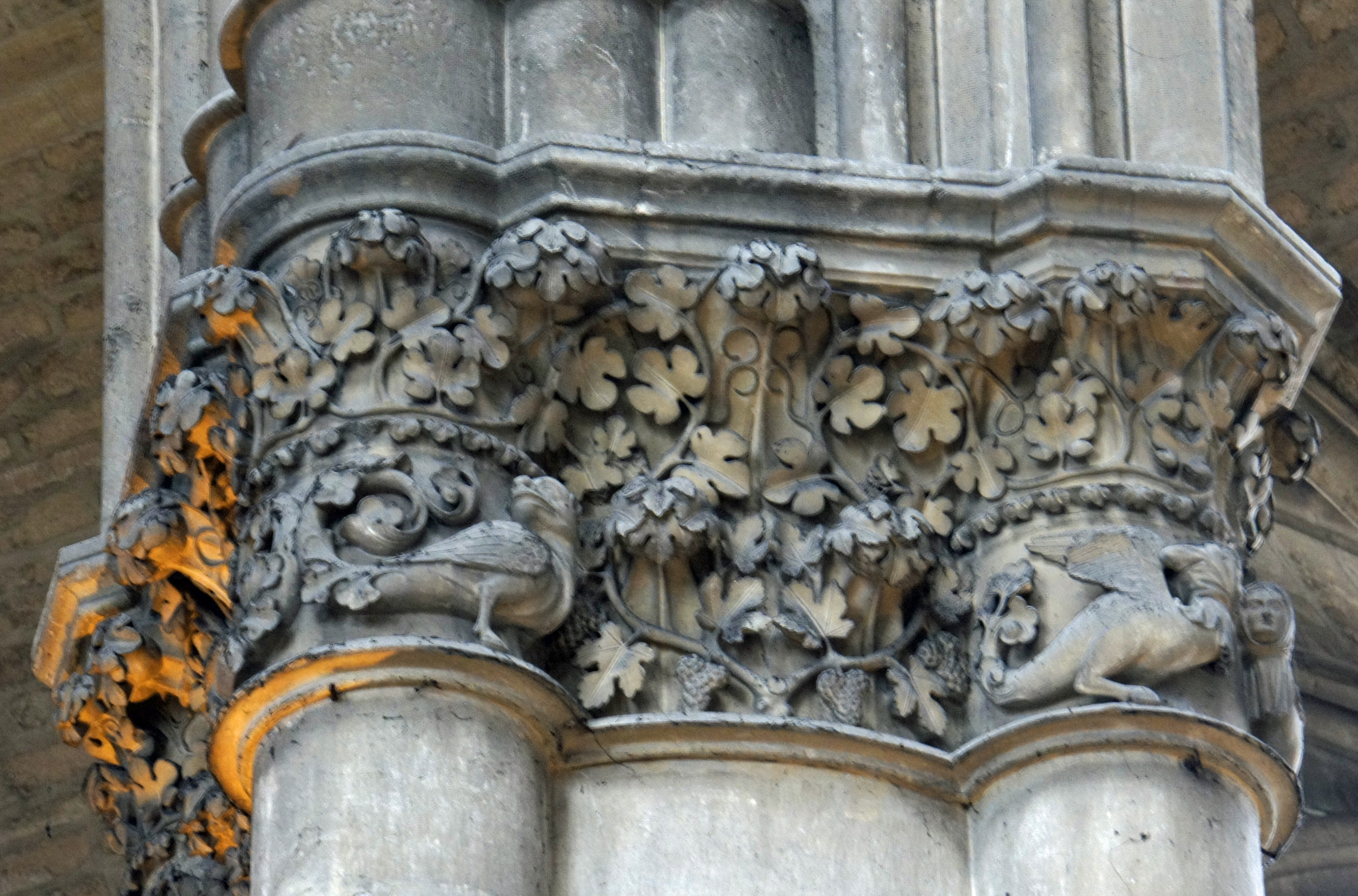
Kathedrale von Reims: Fabelwesen an einem Kapitell des Langhauses
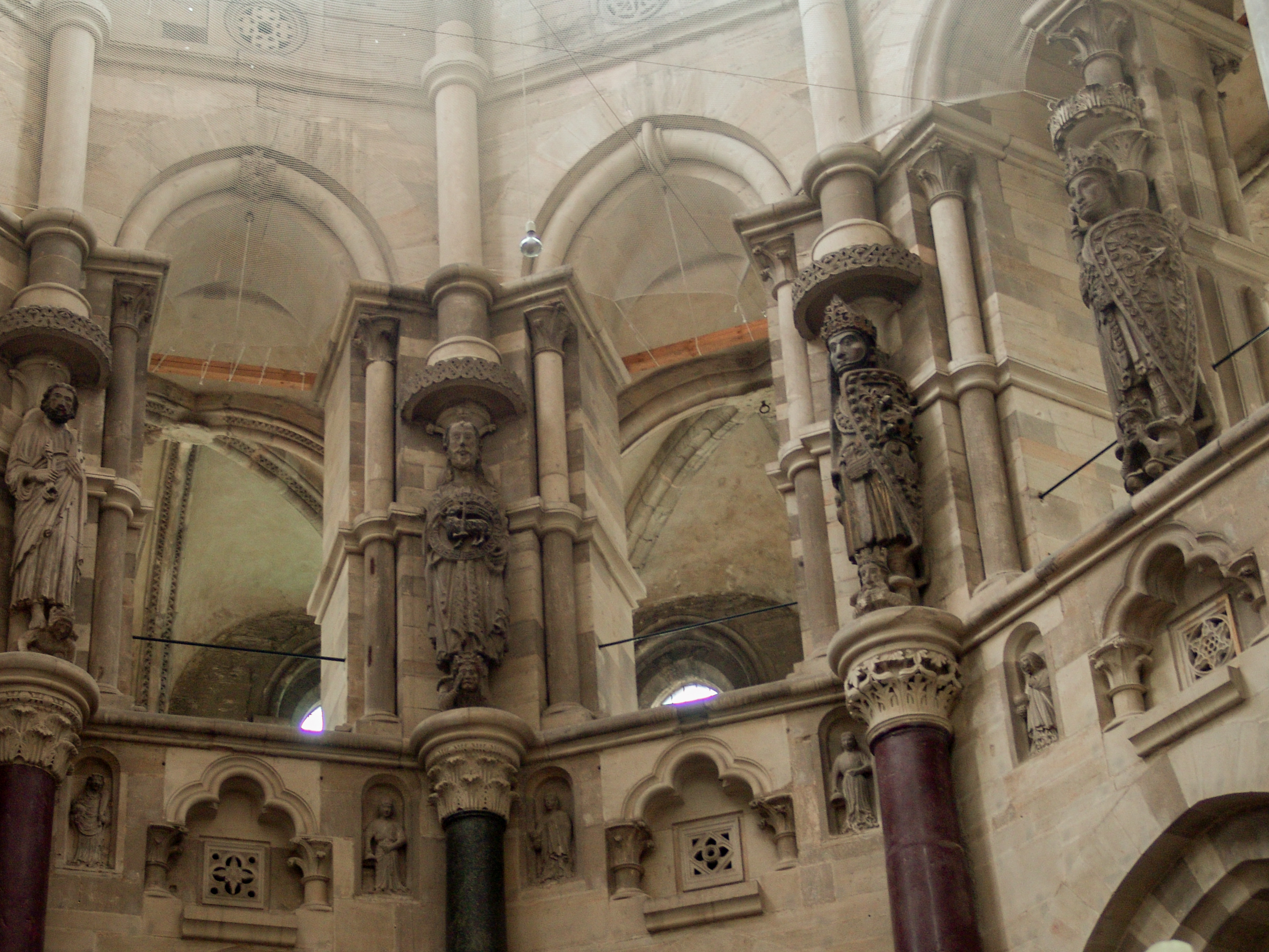
Magdeburg: Große und kleine Skulpturen am Innenchor

### Weitere Kunst- und Kulturschätze

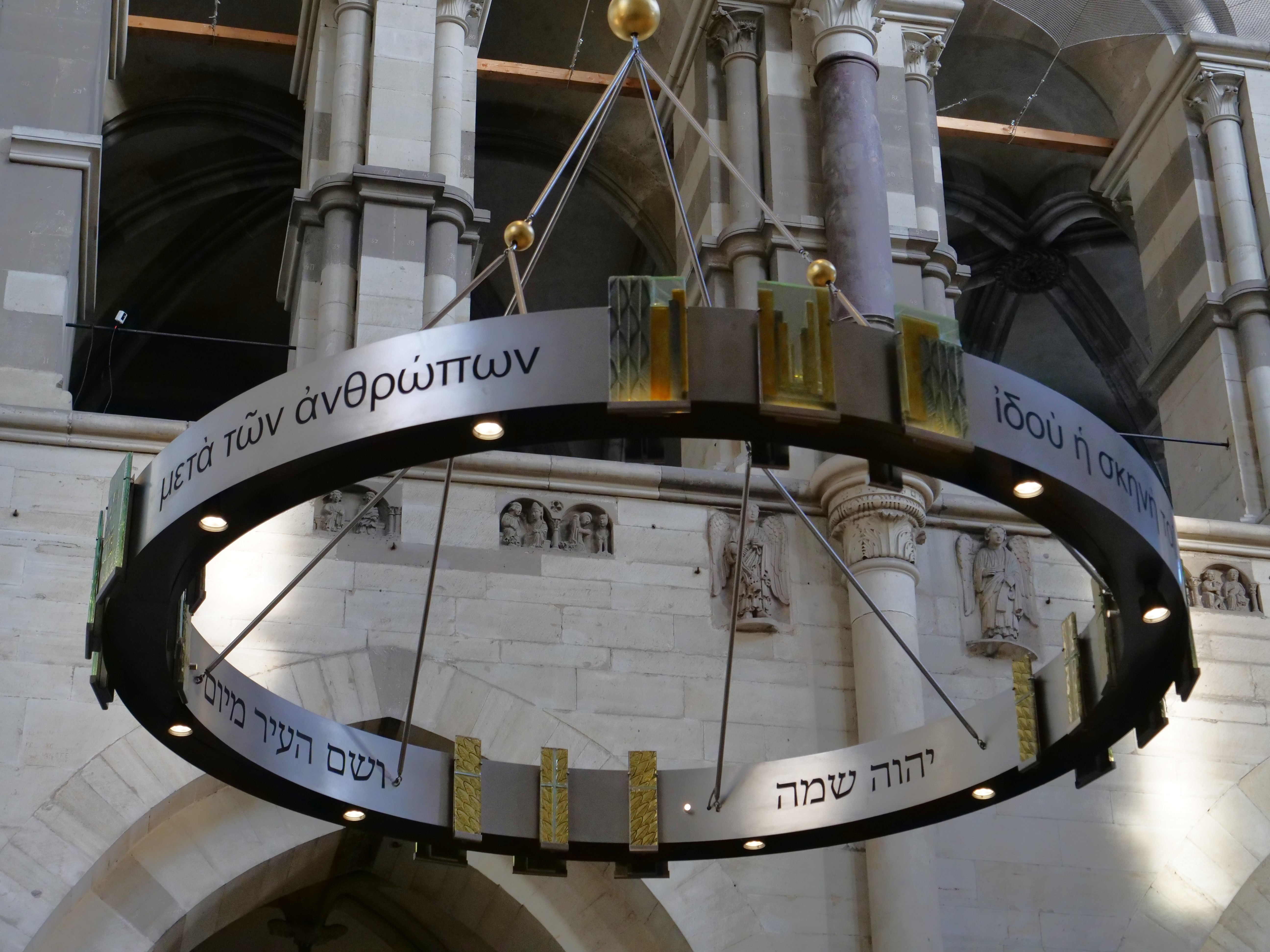
Radleuchter über Sarkophag Ottos I.

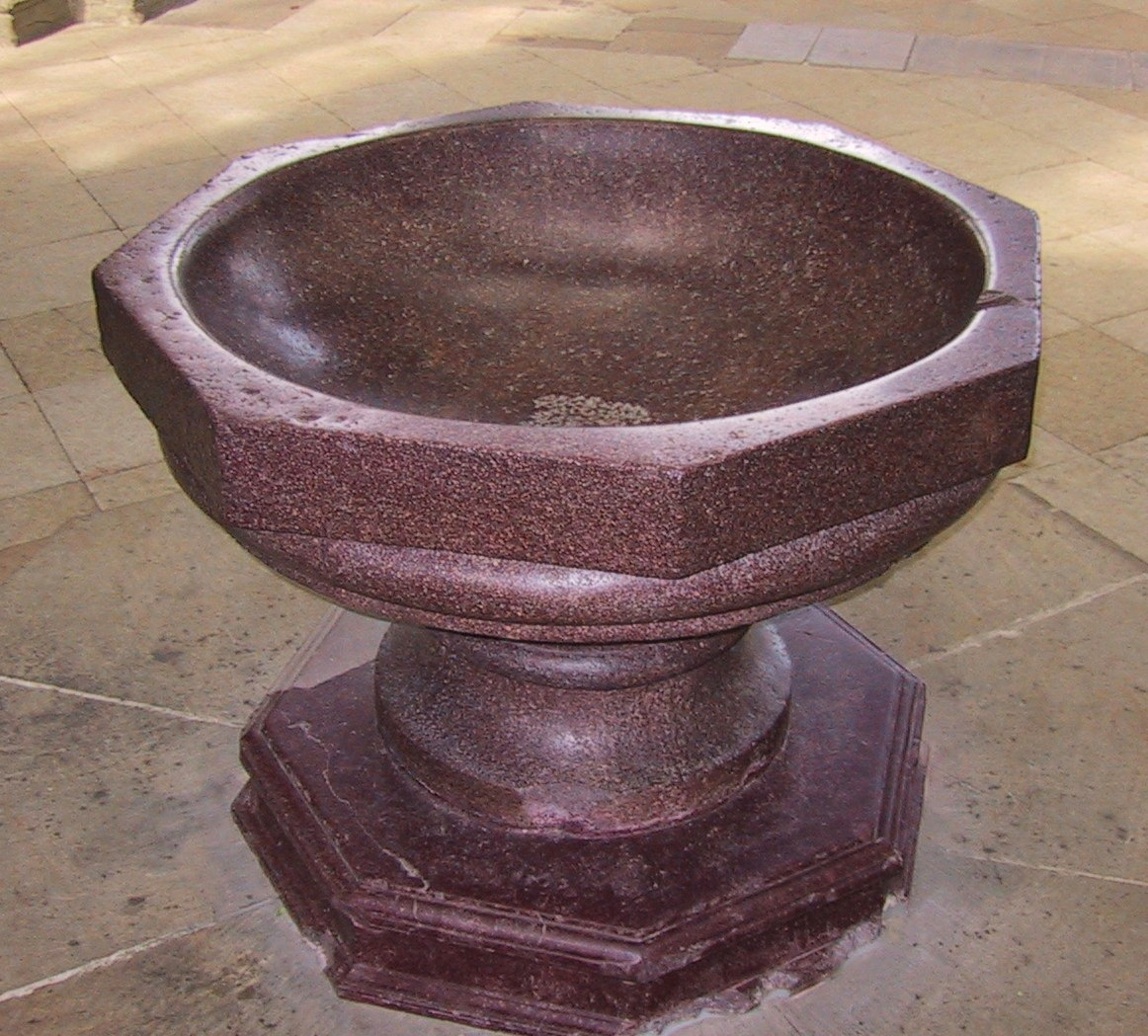
Taufbecken

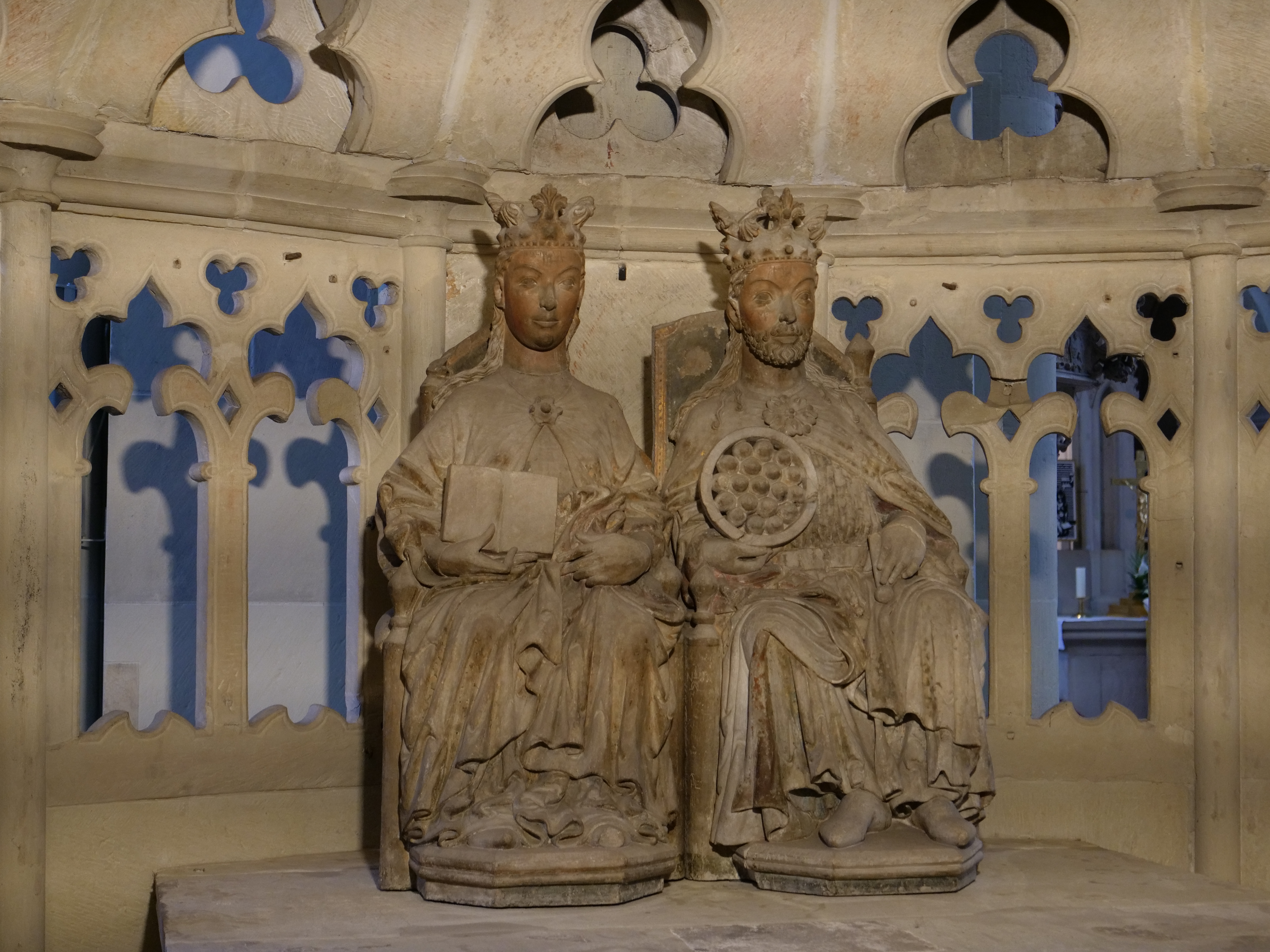
Herrscherpaar, wohl Otto I. und Edgitha von Wessex

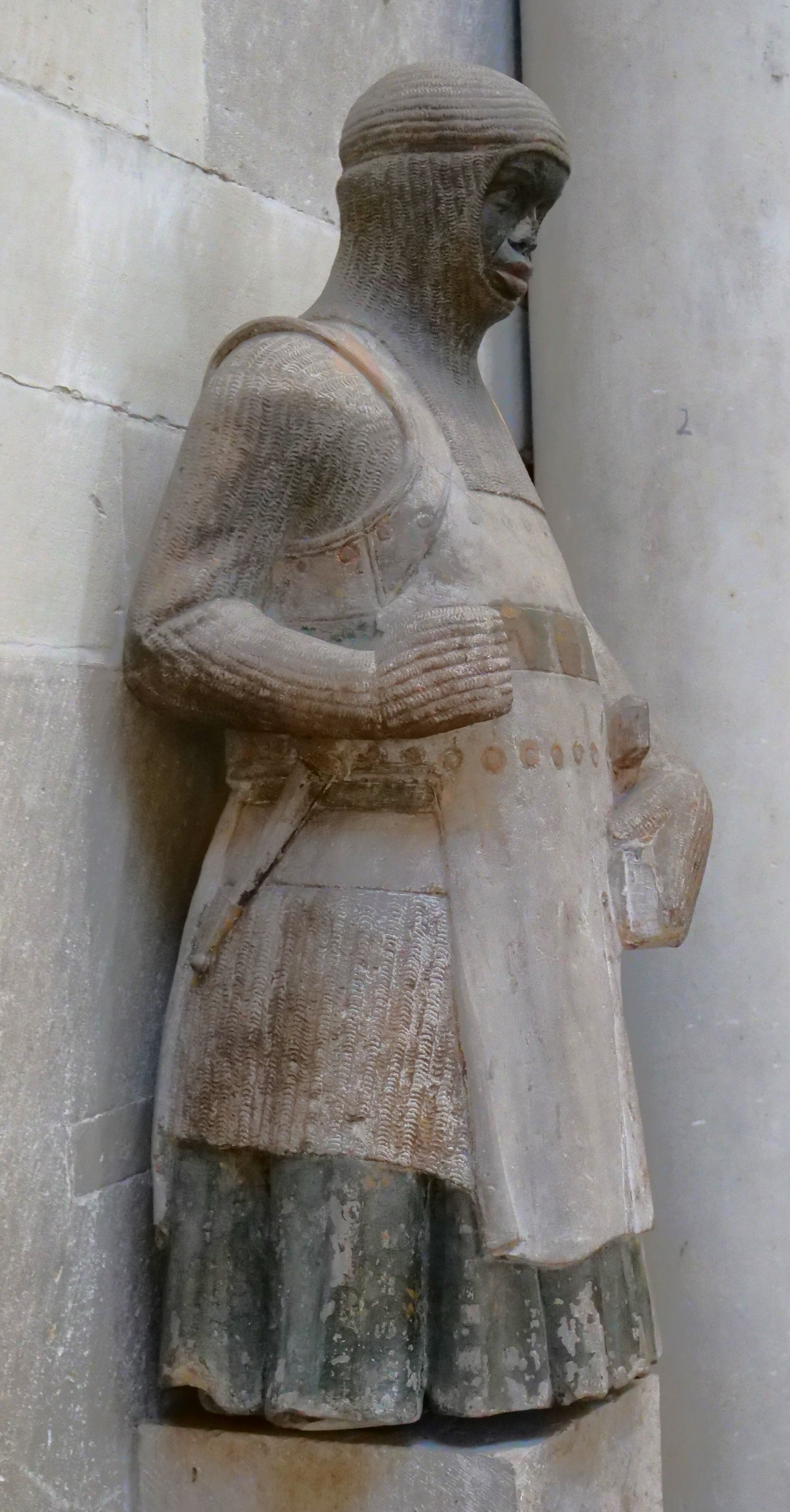
Statue des heiligen Mauritius
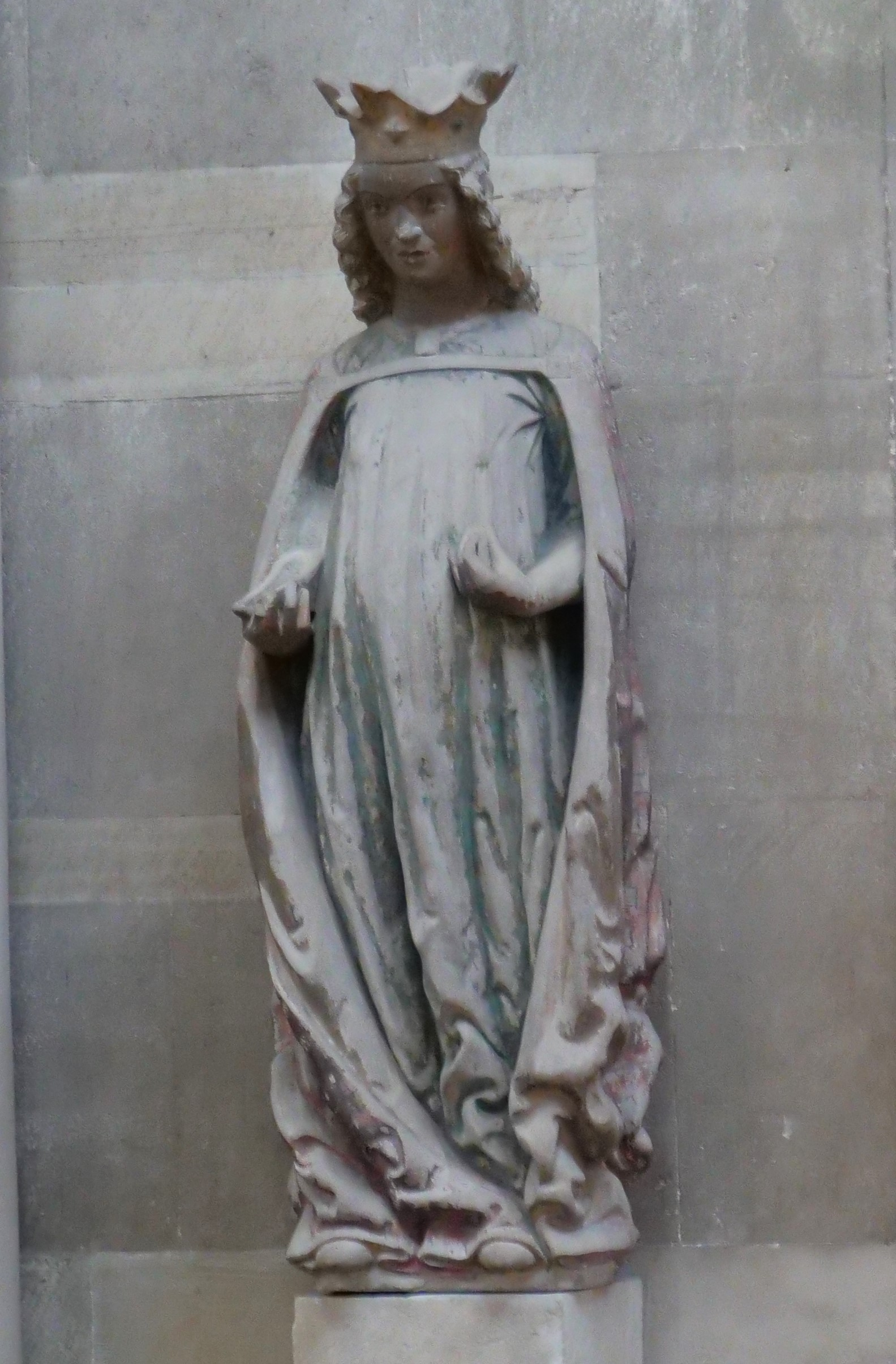
Statue der heiligen Katharina
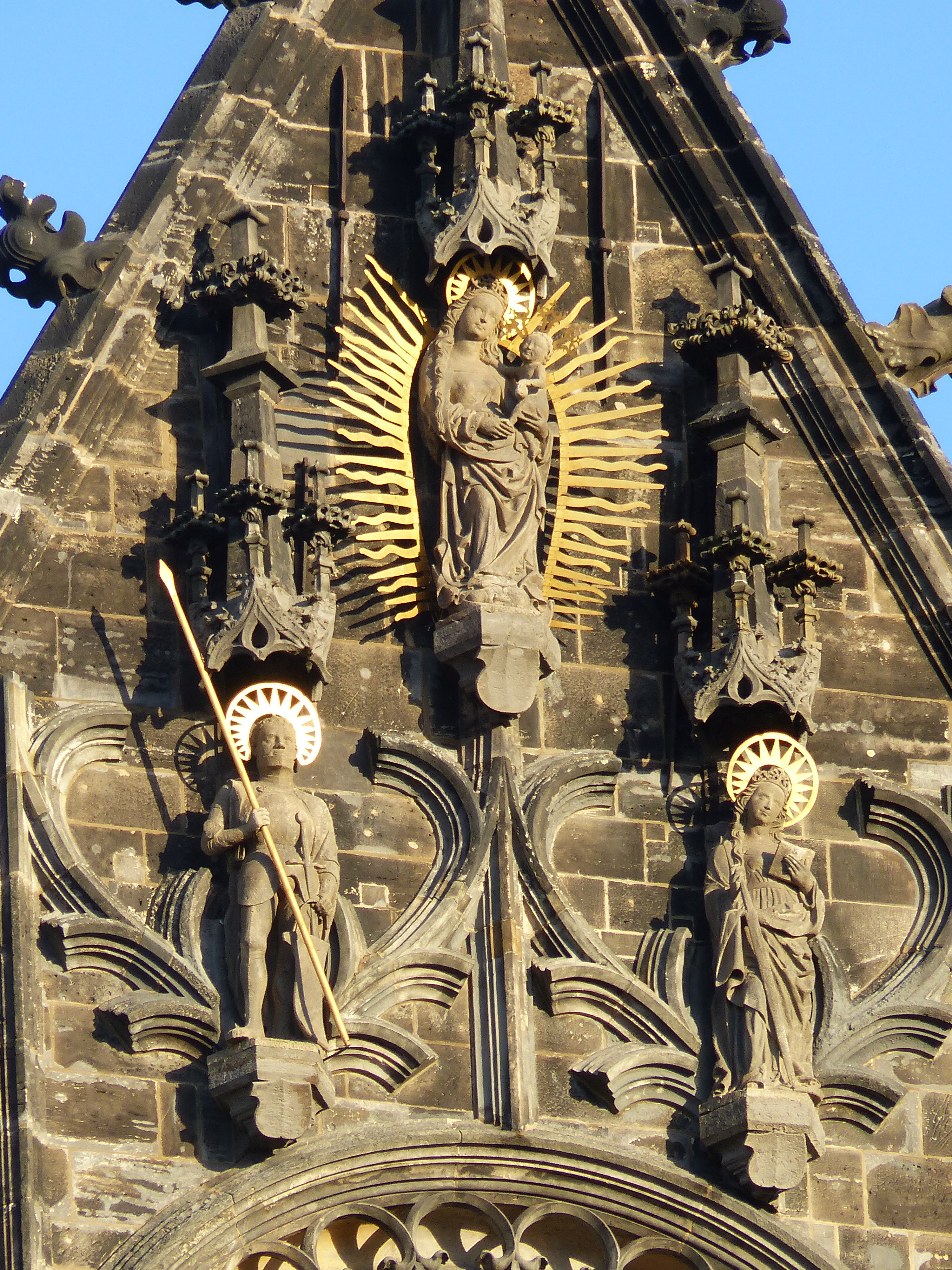
Mauritius und Katharina im Giebeldreieck der Westfassade
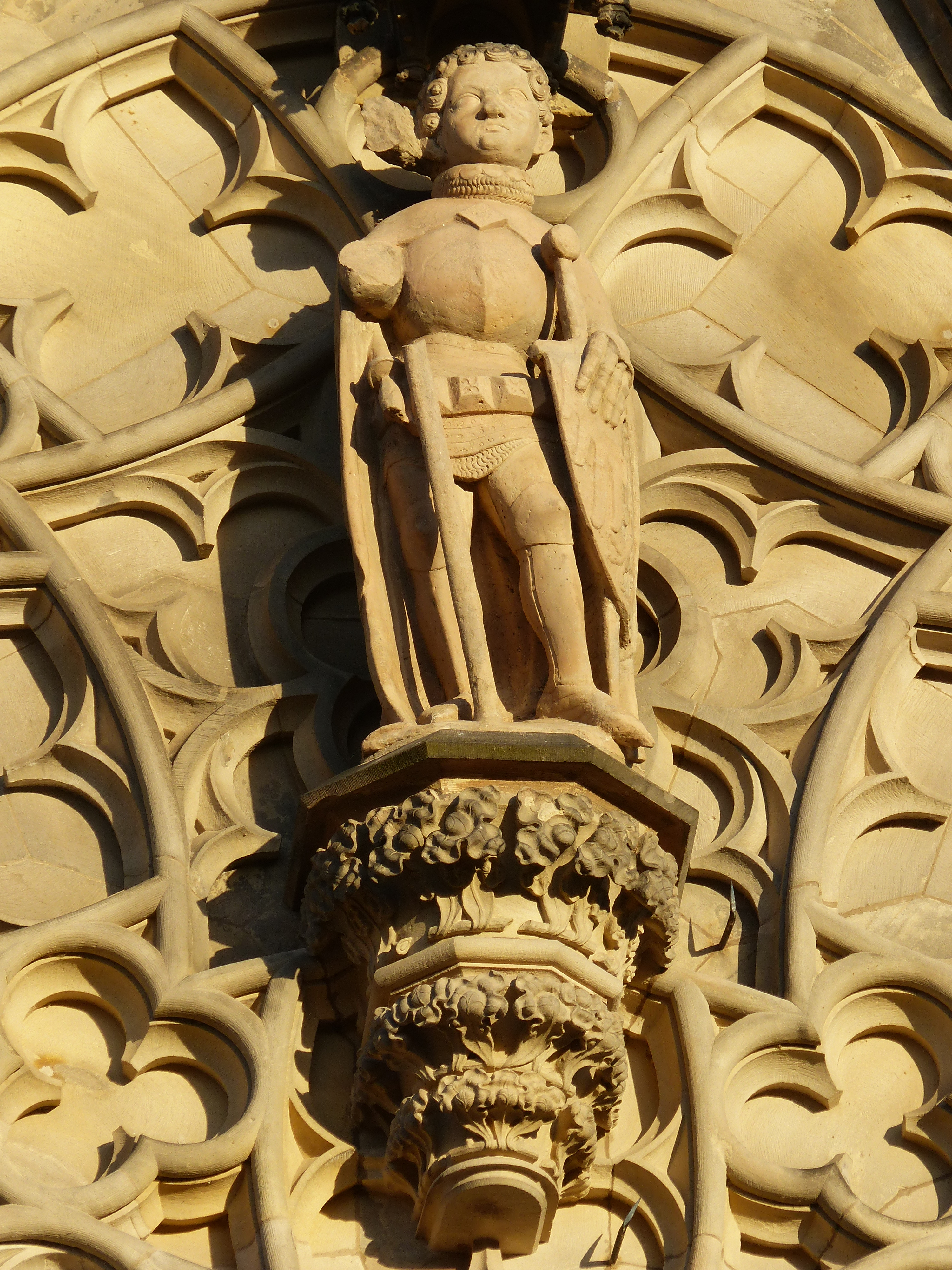
Mauritius-Statue im Wimperg des Westportals

Die folgende Liste der weiteren Kunst- und Kulturschätze ist nicht komplett, sondern zeigt eine Auswahl der wichtigsten Werke.
- In der Apsis befinden sich antike Säulen aus Porphyr, Marmor und Granit, die möglicherweise aus Ravenna stammen. Otto I. brachte die Säulen als Spolien aus Italien für den Bau des ersten Doms mit.
- Der Überlieferung nach brachte Otto I. auch den Taufstein mit, angeblich ursprünglich ein römischer Springbrunnen. Das Gestein ist Porfido rosso und soll aus Hurghada in Ägypten stammen. Es wäre demnach ein Dazit.
- Die aus einem Stein böhmischen Marmors geschaffene Altarplatte des Hochaltars im Chor ist mit den Maßen 4,30 Meter zu 1,95 Meter die größte der Christenheit. Der Altar wurde 1363 geweiht.[62]
- Der Nikolausaltar ist ein 1506 geweihter Flügelaltar in der Magdalenenkapelle, der zum Namenstag auf dem Hochaltar ausgestellt wird.

- Die Skulpturen von St. Katharina und St. Mauritius stammen von demselben Künstler und entstanden um 1250. Die Skulptur von St. Mauritius ist die älteste bekannte europäische Darstellung eines Afrikaners mit dunkler Hautfarbe.
- Das Herrscherpaar aus dem 13. Jahrhundert in der um 1250 entstandenen Sechzehneckigen Kapelle, auch „Heilig Grab-Kapelle“ genannt, stellt nach populärer Vermutung Otto I. und Editha dar.
- Das Chorgestühl stammt aus der Mitte des 14. Jahrhunderts. Die Relieffelder zeigen Szenen aus dem Leben Jesu. Die Bildschnitzerwerkstatt schuf wahrscheinlich auch das Chorgestühl des Bremer Doms. Aufbau und Reliefs vor allem der niederen Wangen wurden im 19. Jahrhundert erheblich erneuert. Das Chorgestühl war wegen der Luftangriffe in das Schloss Erxleben ausgelagert

Chorgestühl
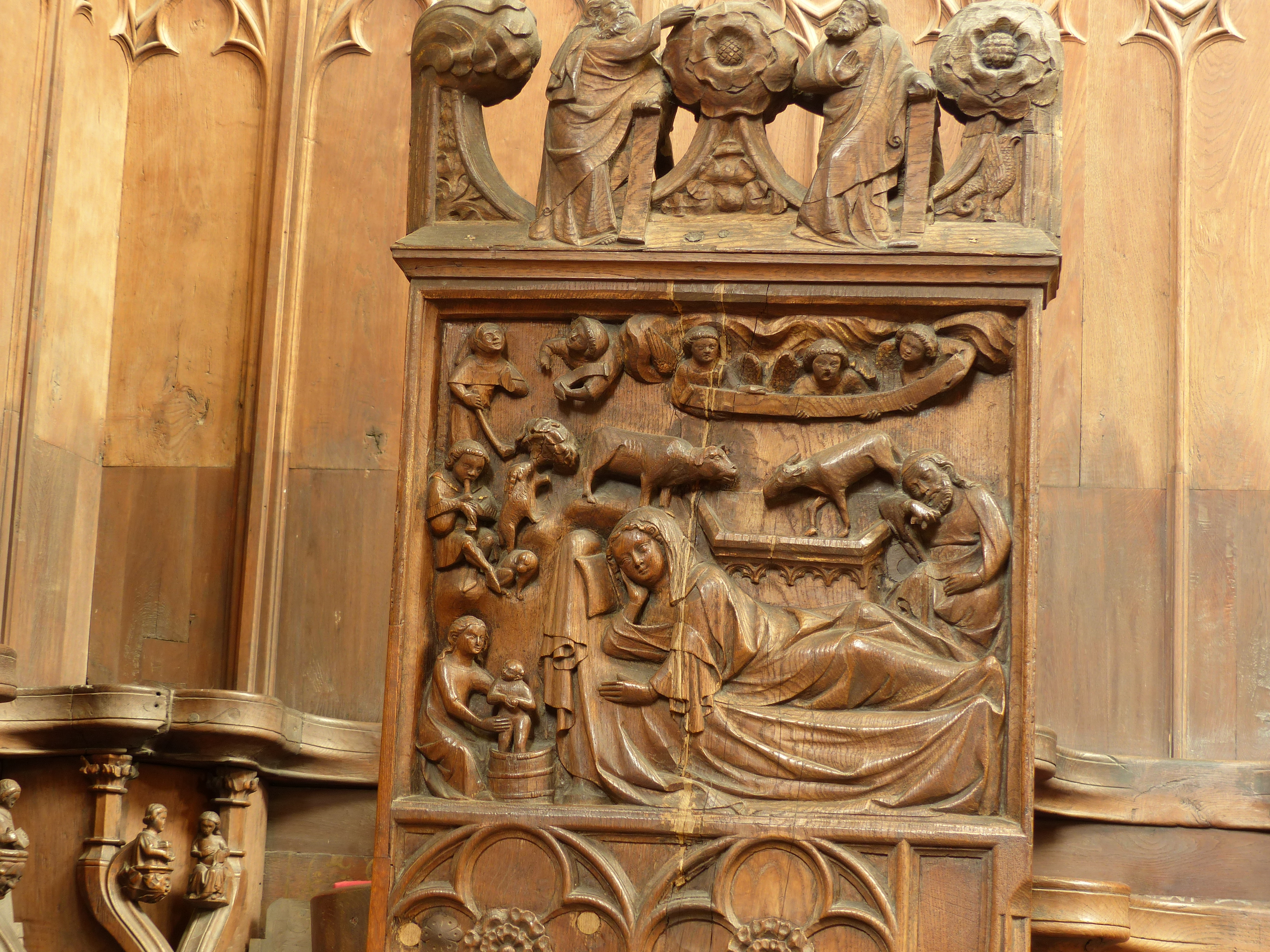
Chorgestühl: Geburt Christi, um 1345.
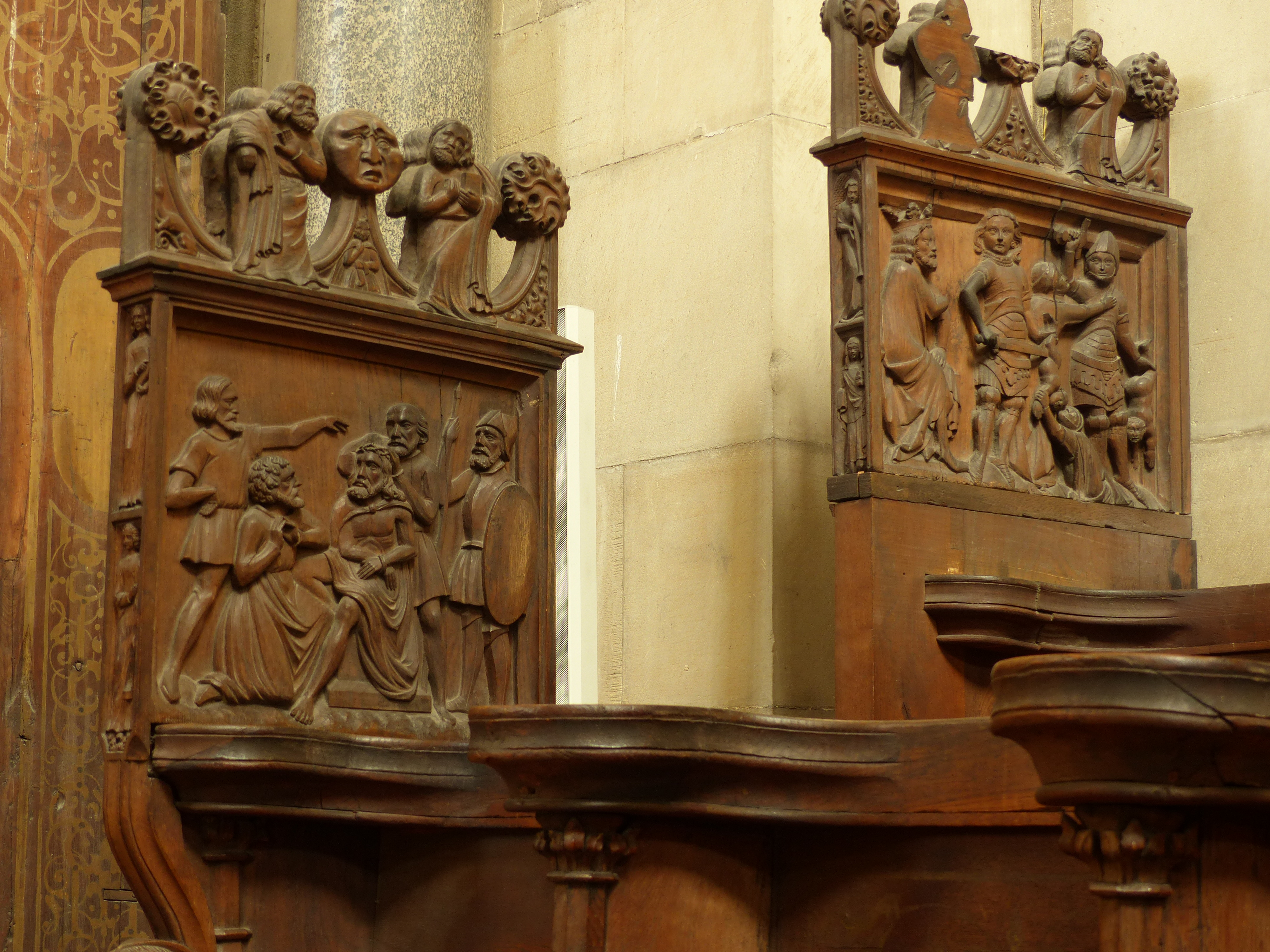
Dornenkrönung Christi, um 1844; Kindermord des Herodes, um 1345
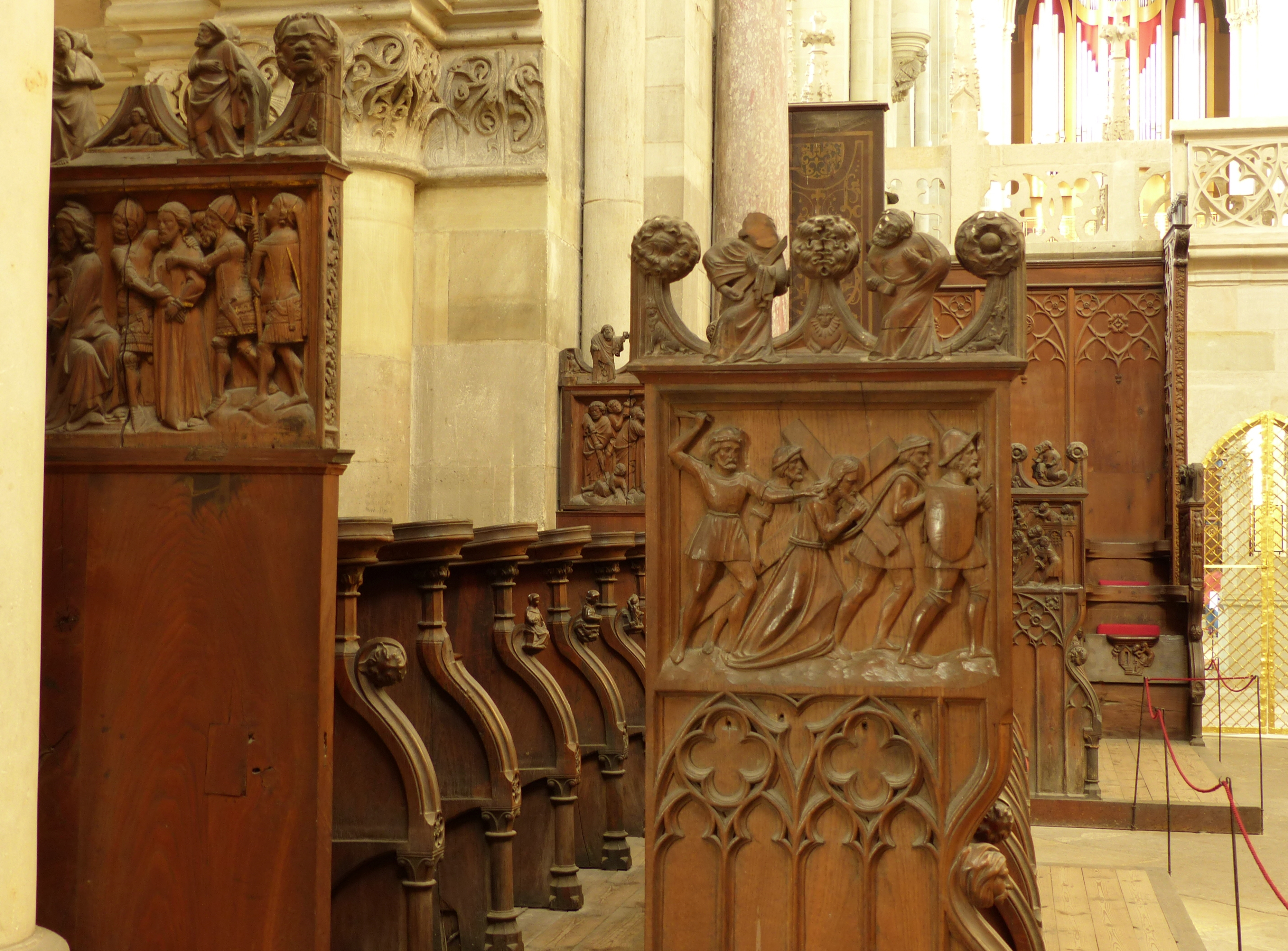
Gefangennahme Christi, um 1345 Kreuztragung, um 1844

- Das Magdeburger Ehrenmal stammt von Ernst Barlach aus dem Jahre 1929 und ist den Opfern des Ersten Weltkrieges gewidmet. Während der NS-Zeit wurde das Mal auch auf Drängen des damaligen Domgemeinderates vorübergehend entfernt und 1955 wieder im Dom aufgestellt.
- Das Lebensbaumkruzifix in der Kapelle im Kreuzgang stammt aus dem Jahr 1986 von Jürgen Weber. Jesus hängt an einem verdorrten Baum anstatt einem Kreuz. An den Stellen, wo sein Blut auf den Baum trifft, treibt der Baum wieder aus.
- Einer schwarzen, eisenbeschlagenen Truhe an einer Säule im Hauptschiff wird nachgesagt, dass Johann Tetzel sie für seinen Ablasshandel benutzte.

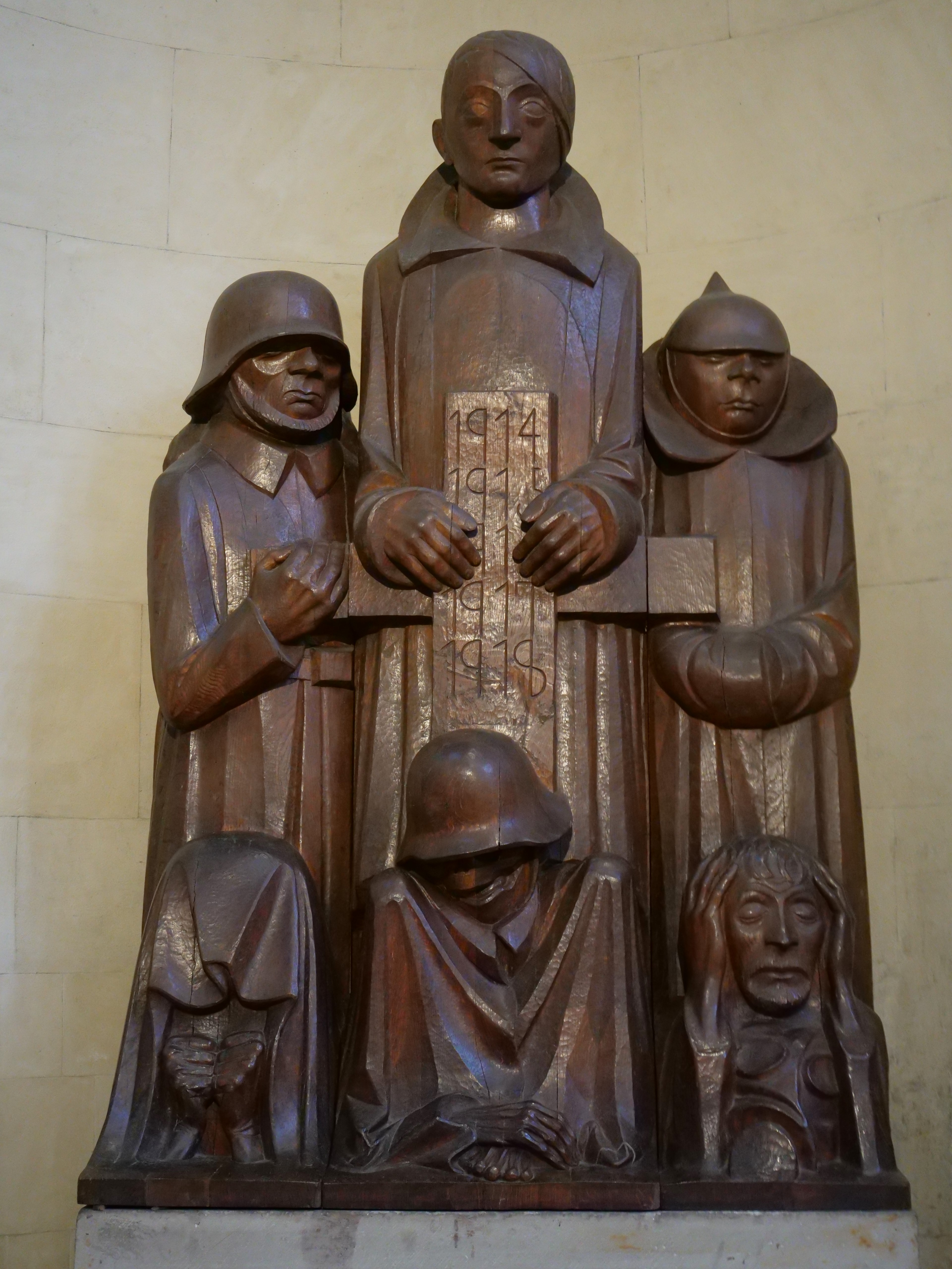
Denkmal von Ernst Barlach im nördlichen Querhausarm

### Rettung eines Teils der Ausstattung im Zweiten Weltkrieg
Als die alliierten Luftangriffe im Zweiten Weltkrieg sich ab Frühjahr 1942 auch auf die deutschen Innenstädte (Lübeck, Rostock) konzentrierten, wurden Bemühungen um den Kunstschutz von dort befindlichen Kulturdenkmälern intensiviert. Das betraf auch die Ausstattung von Kirchen, so die des Magdeburger Doms. Leichtere Luftangriffe auf Magdeburg hatten bereits 1940 begonnen, schwere Angriffe unter Einbeziehung auch der Innenstadt erfolgten ab Januar 1944. Bei der Auswahl besonders schutzwürdiger Kunstwerke war maßgeblich Professor Hermann Giesau als Provinzialkonservator in der preußischen Provinz Sachsen tätig. 1943 wurde ein Teil der beweglichen Kunstgüter aus dem Magdeburger Dom ausgelagert. In das Schloss Erxleben kamen: das Chorgestühl, der Nikolausaltar und die beiden farbigen Domglasfenster von Fritz Geiges, geschaffen um 1900. In die Gutsanlage des Schlosses Flechtingen wurden ausgelagert: drei wertvolle Grabplatten von Erzbischöfen und die Sandsteinskulptur des heiligen Mauritius. Die Grabmale von Kaiser Otto dem Großen und seiner Gemahlin Edgitha erhielten im Dom Splitterschutz durch starke Eisenbetonplatten. Die Kaiser-Otto-Statue am Westportal war zum Schutz eingemauert: ein Nachkriegsfoto aus dem Bundesarchiv zeigt, wie Otto wieder „befreit“ wird. Einige Kunstschätze, zum Beispiel die zehn Jungfrau-Figuren, kamen in den mit massiven Gewölben ausgestatteten Nordturm. Das Chorgestühl, der Nikolausaltar und die Glasfenster von Professor Geiges wurden im Juni 1945, kurz vor dem Wechsel von britischer zu sowjetischer Besatzung, auf Initiative der Erxlebener Familie von Alvensleben zunächst nach Pattensen in Niedersachsen evakuiert. Aus dem Kunstgutlager Schloss Celle kehrten diese Kulturschätze 1954 nach Magdeburg zurück, nachdem bereits 1950 ein Kulturaustausch zwischen DDR und BRD begonnen hatte. Im Gegenzug wurden auf Initiative von Otto Grotewohl Kulturgüter aus seiner Geburtsstadt Braunschweig, die in Halberstadt lagerten, wieder an ihren Ursprungsort zurückgegeben. Das Chorgestühl wurde nach Restaurierung 1955 wieder im Magdeburger Dom eingebaut. Die beiden Domfenster von Professor Geiges mit den wichtigsten Ereignissen der Domgeschichte und der Reformationsgeschichte in Magdeburg „in eindrucksvoller Glasmalerei“ wurden nicht wieder eingebaut, „ihr Verbleib konnte bisher nicht geklärt werden“. Diese beiden Fenster waren die einzigen Domfenster, die die Luftangriffe auf Magdeburg unversehrt überstanden hatten.

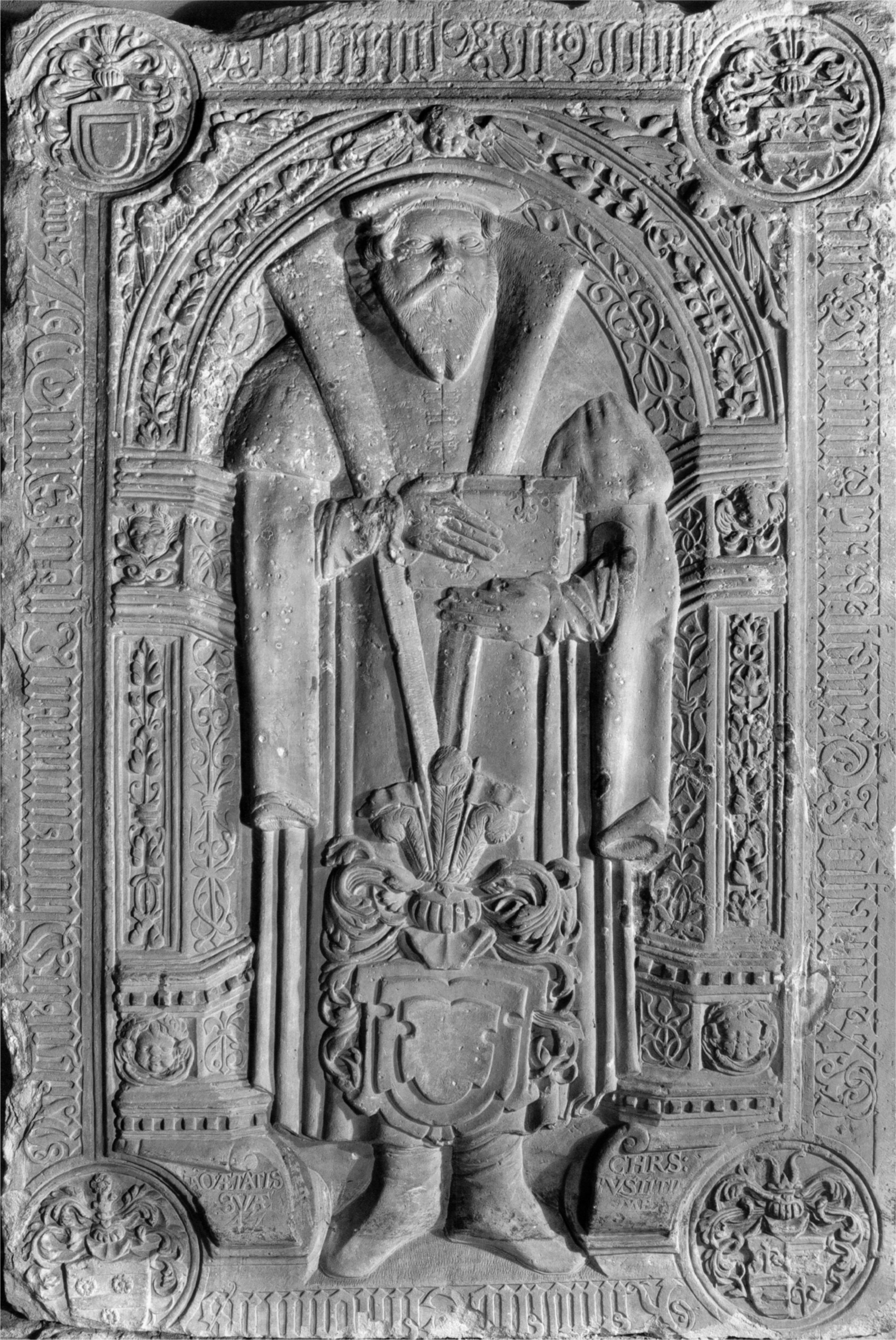
Grabplatte des Domherrn Johann von Randow, war im Krieg nach Flechtingen ausgelagert
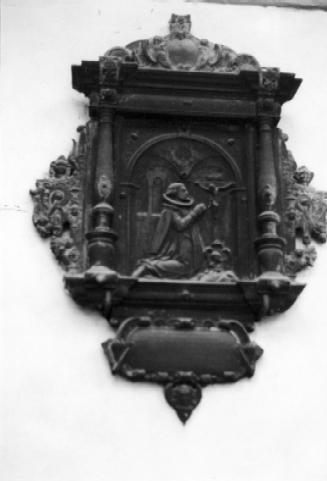
Bronzeepitaph des Georgius Koppehele († 1604), Domvikar und Gründer der George Koppehele’schen Familienstiftung
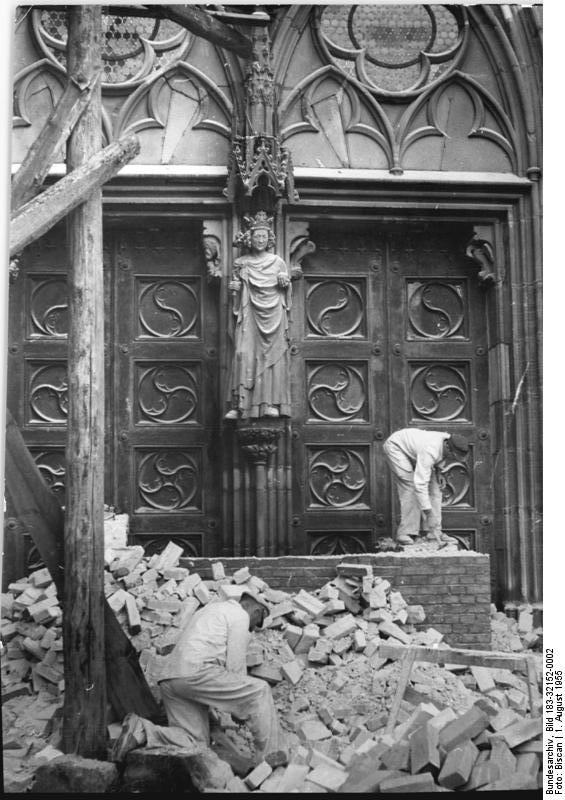
1955: Schutzmauer um die Statue Kaiser Ottos I. wird abgebrochen.
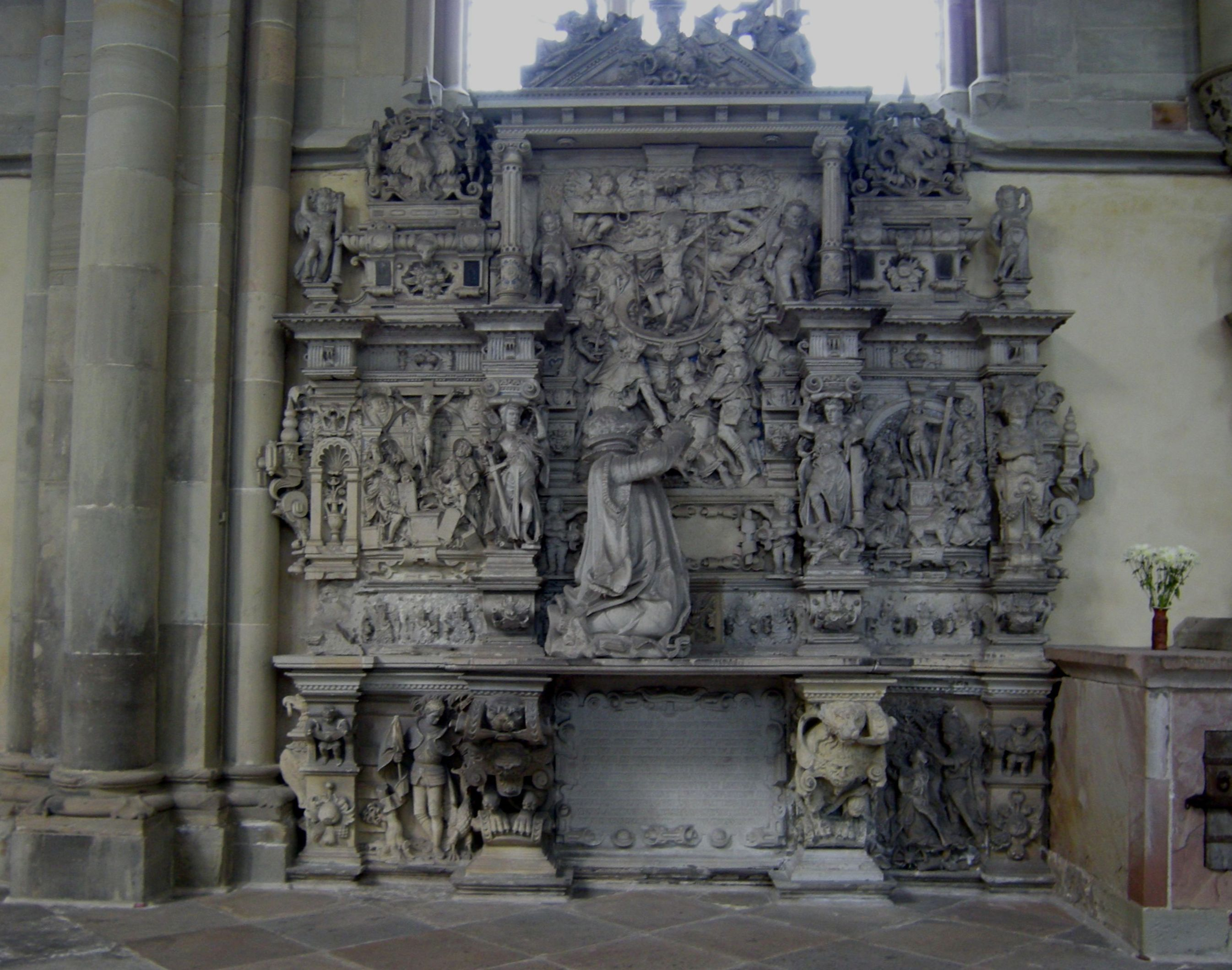
Epitaph des Johannes von Bothmar im Dominneren

### Orgeln

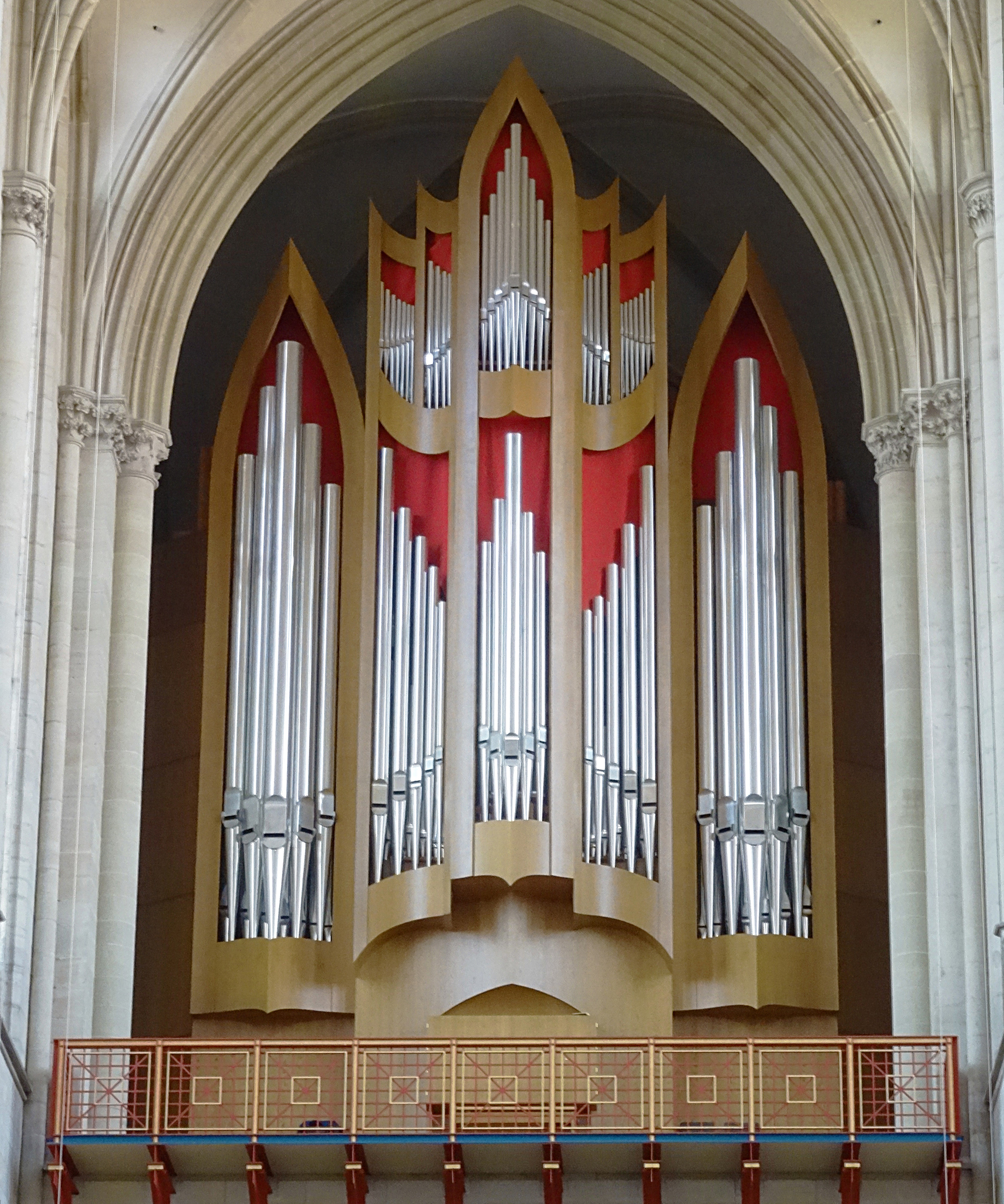
Blick auf die Hauptorgel

Der Dom weist eine sehr lange, reichhaltige und wechselvolle Orgelgeschichte auf, die schon ab dem 14. Jahrhundert nachweisbar ist. Im Jahr 1377 ist bereits von „orgelen“ im Plural die Rede. Das genaue Baujahre, die Größe der Instrumente, die Namen der Orgelbauer und die genauen Aufstellungsorte der ersten Orgeln sind allerdings unbekannt. Eine neue Hauptorgel auf der Westempore wurde 1605 von Heinrich Compenius dem Jüngeren errichtet und danach mehrmals umgebaut. Von 1856 bis 1861 bauten Adolf Reubke und im Jahr 1906 Ernst Röver jeweils eine neue Hauptorgel. Durch einen Tieffliegerangriff 1945 wurde die Röver-Orgel völlig zerstört. Nach dem Krieg verfügte der Dom im Remter leihweise über ein Instrument der Firma Furtwängler & Hammer, bis dieses durch einen 1949 geweihten Neubau von Alexander Schuke ersetzt werden konnte. 1988 unter Denkmalschutz gestellt und 1997 wegen nicht behebbarer Schäden stillgelegt, befindet dieser sich seit 2008 in Polen.
Das Fehlen einer großen Domorgel seit 1945 war eine Kriegswunde, die erst nach über 60 Jahren geschlossen werden konnte. Von 1957 bis 1975 stand ein Behelfsinstrument, eine von der Firma A. Schuster & Sohn gefertigte, zweimanualige Orgel, die aus einer anderen Kirche ausgebaut wurde und für den Dom viel zu klein war, im südlichen Seitenschiff. In den Jahren 1969/1970 baute A. Schuke eine Orgel für die Beschallung hauptsächlich des Querhauses.
Im Laufe der Jahrhunderte standen zudem einige weitere, kleinere Chor- oder Interimsorgeln in Dom und Remter.
Heute befinden sich vier Orgeln im Dom: die Querhausorgel (1969/1970) und die Hauptorgel (2008) von A. Schuke, eine Truhenorgel von Peter Collins sowie im Remter eine Orgel der Firma Glatter-Götz (2011).

### Glocken
Die Kirchenglocken des Doms hängen im vierten und fünften Stockwerk des Nordturms sowie im Dachreiter. Vermutlich wurden die meisten verlorenen Klangkörper im Schmalkaldischen Krieg 1546/47 und im Dreißigjährigen Krieg zu Kanonen verarbeitet. Schon 1689 sollen im Nordturm nur noch drei große Glocken übriggeblieben sein.
1720 brach ein Klöppel, fiel durch das westseitige Schallfenster der Nordturm-Glockenkammer und erschlug einen vor dem Turm befindlichen Mann.
Von den ehemals zehn bis fünfzehn zum Teil mittelalterlichen Glocken des Doms (die genaue Anzahl kennt man nicht, am ehesten wird angenommen, dass es zwölf waren) sind noch vier Läuteglocken und eine Uhrschlagglocke erhalten. Die zwei größten von ihnen (Osanna/Susanne und Apostolica) gehören zu den schwersten und größten läutbaren Barockglocken Deutschlands.
Im oberen Bereich des 3. Stocks des Nordturms lagert der etwa 1,90 m lange Eichenholzklöppel einer verlorengegangenen gotischen Glocke, der zu besonderen Gelegenheiten (etwa in der Fastenzeit oder bei Trauerfällen) in diese gehängt wurde, um ihren Klang dem Anlass angemessen zu dämpfen. Nach anderen Angaben könnte dieser auch in die Susanne gehängt worden sein.
Seit etwa 2004 sind von dem einst umfangreichen Geläut nur noch drei Glocken läutbar, weshalb es derzeit saniert, reorganisiert und um acht neue Glocken erweitert wird.
Nach dem Abschluss aller Arbeiten wird der Magdeburger Dom wieder sein vollwertiges Kathedralgeläut zurückbekommen.

#### Ehemalige und vorhandene Glocken

##### „Maxima“
Der seit Jahrhunderten leere Südturm war früher auch mit Glocken bestückt. Die größte in diesem Turm, die Maxima, goss Meister Heinrich (Danzig) im Jahr 1468 außerhalb der Stadt, vor dem Sudenburger Tor. Da die westseitige Schallöffnung der Südturm-Glockenkammer größer als die des Nordturms ist, wird angenommen, dass die Maxima größer und mit 200 Zentnern schwerer als die Susanne im Nordturm war. Vermutlich ist sie ein Umguss eines noch älteren Exemplars von 1417, da die erste Erwähnung der größten Glocke des Doms in dieses Jahr fällt. Die Maxima bekam 1521 einen Sprung und stürzte, nachdem die Susanne im Nordturm aufgehängt war, in den 1540er Jahren ab, möglicherweise bei einer versuchten Demontage, um sie im Schmalkaldischen Krieg zum Kanonenguss zu nutzen. Die Maxima riss dabei sämtliche hölzernen Zwischendecken mit in die Tiefe, weshalb der Südturm bis heute, von einer Zwischendecke im mittleren Teil des zweiten Turmgeschosses abgesehen, ein hohler Schacht ist. Der Verbleib der Maxima ist ungeklärt.

##### „Osanna/Susanne“

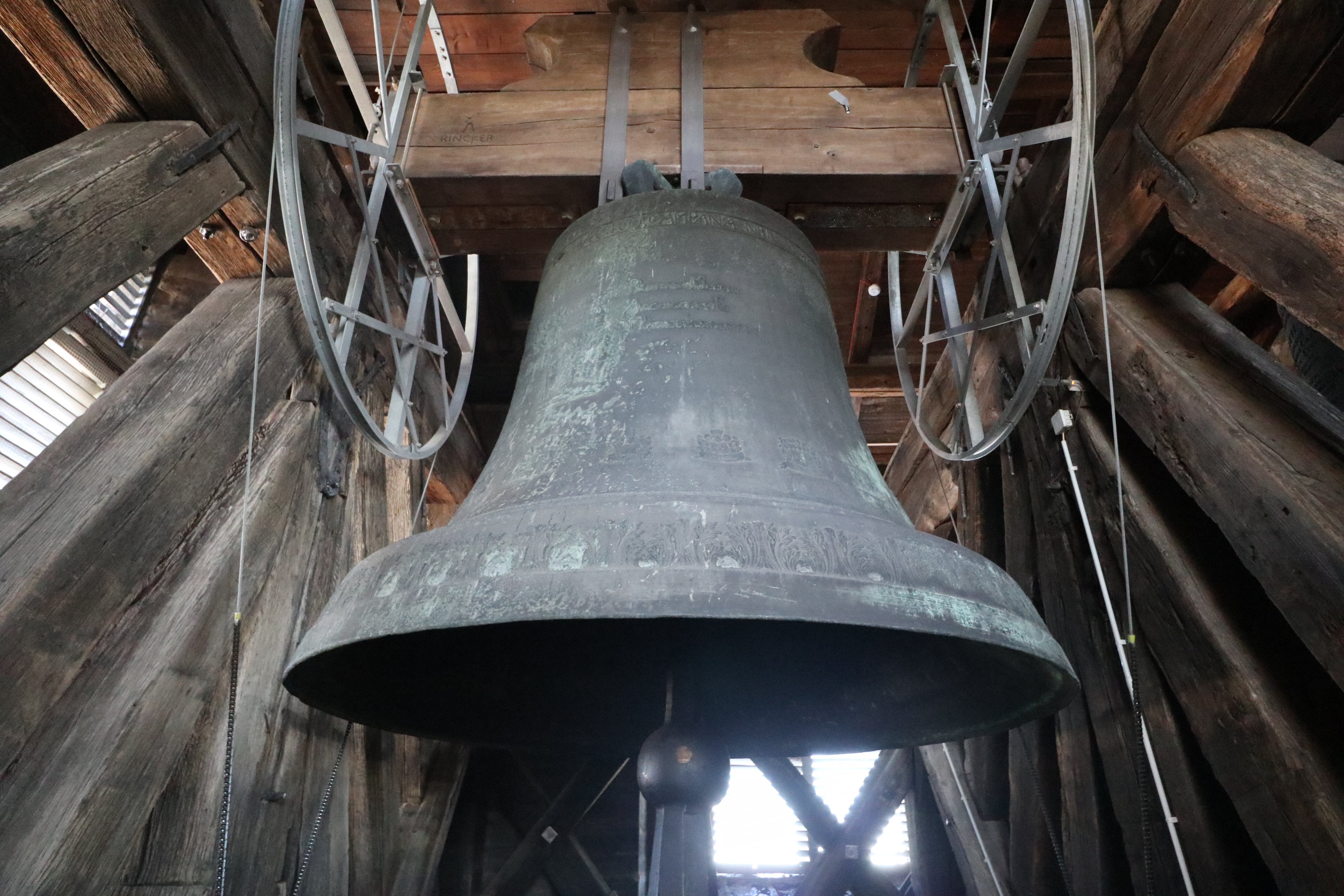
Blick von Westen auf die „Susanne“

Die heutige Susanne – entsprechend der abgestürzten großen Glocke des Südturms auch Maxima genannt – entstammt dem Kloster Neuwerk bei Halle/Saale. Sie wurde dem Magdeburger Domkapitel im Jahr 1541 nach der Auflösung des Klosters durch Kardinal Albrecht IV. (er war von 1513 bis 1545 auch Erzbischof von Magdeburg) geschenkt und mit 24 Pferden nach Magdeburg transportiert. Nach anderen Angaben war das Domkapitel hingegen mit dem Kardinal verfeindet und entzog die Glocke mit diesem eiligst nach Magdeburg durchgeführten Transport dem Zugriff Albrechts IV., der sie nach Mainz schaffen lassen wollte. Ihr Gewicht wurde damals mit 145 Zentnern angegeben. Zusammen mit der „Susanne“ soll eine weitere große, im Kloster nun überflüssig gewordene Glocke zum Dom gebracht worden sein, und, was nicht sicher überliefert ist, evtl. noch einige kleinere dazu. Im 15. Jahrhundert erstmals gegossen, ist die größte Glocke des Nordturms nach vier Umgüssen 1574, 1586, 1658 und 1702 bereits das fünfte Exemplar.
Der Erfurter Gießer Eckhart Kucher bekam den Auftrag, 1574 den ersten Umguss der 1567 gesprungenen „Susanne“ vorzunehmen. Jedoch waren Mantel und Kern der Form brüchig geworden, worüber Kucher am 30. August 1574 informierte. Er schlug deshalb vor, eine neue Form bauen, jedoch wurde die Glocke unter Termindruck, weil sie zu Weihnachten des gleichen Jahres wieder läuten sollte, in der Magdeburger Paulinerkirche in der notdürftig ausgebesserten Form gegossen. Zwar war sie zu Weihnachten 1574 wieder aufgehängt, der Guss und der Klang waren jedoch schlecht gelungen: Bereits 1584 riss sie erneut, der Umguss erfolgte 1586. Ein weiterer Umguss erfolgte 1658 durch den Magdeburger Gießer Georg Schreiber.
Der bisher letzte Umguss wurde notwendig, nachdem die Glocke im Jahr 1700 zum vierten Mal gesprungen war. Dazu wurde sie per Lastkahn nach Berlin geschafft, dort im Frühjahr 1702 von Johann Jacobi unter Einsatz von 280 Zentnern Bronze und einer Handvoll Dukaten, die König Friedrich I. in die Glockenspeise warf, umgegossen, zurück nach Magdeburg verschifft und kurz vor Weihnachten 1703 wieder aufgehängt. Nach der Motorisierung des Läuteantriebs 1926 erhielt die „Susanne“, wie auch die „Apostolica“, 1927 oder 1928 einen neuen Klöppel der Firma Franz Schilling & Söhne.
Mit 8,8 t wiegt sie für eine e0-Glocke relativ wenig, was auf die ein recht dunkles Klangbild hervorbringende, eher leichte Rippe zurückzuführen ist. Dennoch gilt sie musikalisch als wertvoll. Im Vergleich zur deutlich schwereren, auch ein e0 erzeugenden Erfurter „Gloriosa“ hat die „Susanne“ etwa 10 cm weniger Durchmesser und eine dünnere Wandung, aber einen stärkeren Schlagring (205 mm im Neuzustand). Vor einer Wägung im Jahr 1994 wurde ihr Gewicht, entsprechend einer überlieferten Angabe von „zweyhundert sechs und sechzig Centnern“ von 1741, sogar mit 13,3 t angenommen. Um sie zu läuten, brauchte man früher 18 Männer, weshalb sie nur zu hohen Festtagen benutzt wurde.
Die „Susanne“ hängt im nördlichen Gefach des barocken Glockenstuhls, zu dessen Bau seinerzeit Hölzer einer noch älteren Konstruktion verwendet wurden, im unteren Bereichs des 4. Turmstockwerks unmittelbar vor dem zum Domplatz zeigenden Schallloch.

##### „Apostolica“

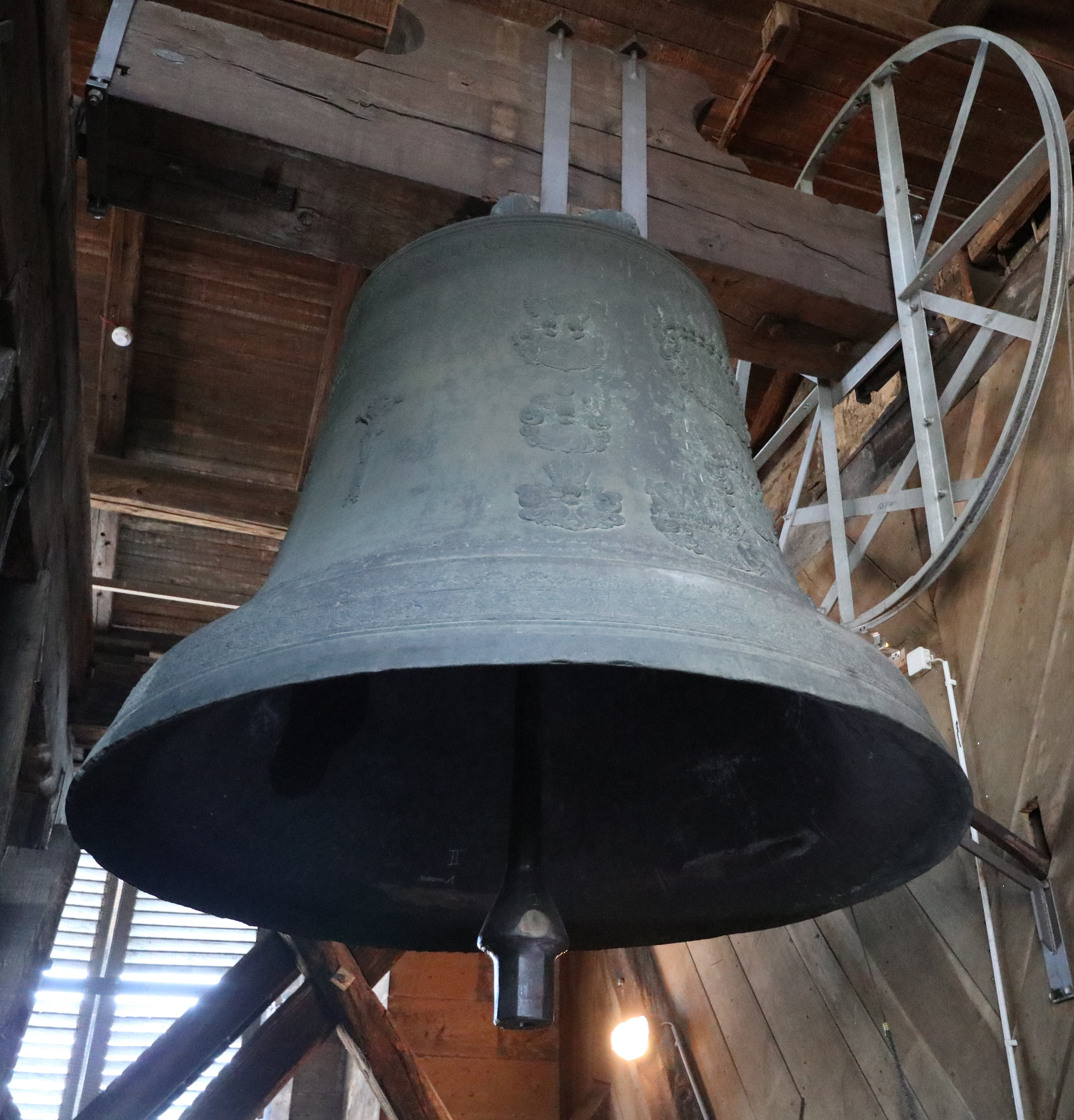
Die „Apostolica“ (2023)

Die 4980 kg schwere Apostolica, die ehemalige Werktagsglocke, hat eine sehr schwere Rippe und wird wegen ihrer Klangschönheit gerühmt. Ihre erste Erwähnung fällt in die Jahre 1445/1446. Üblicherweise wurde die zweitgrößte Glocke eines Geläuts auf diesen Namen getauft (die „Susanne“ war zu dieser Zeit noch nicht im Dom). 1567 wurde sie an ihren jetzigen Platz gehoben. 1593 wurde sie wegen Rissen umgegossen, ein weiteres Mal 1690, diesmal von Jacob Wenzel. Bis zum Einbau einer elektrischen Läutemaschine 1926 waren zwölf Männer nötig, um sie zum Klingen zu bringen. 1926 brach der Klöppel. Er wurde, nach mehreren vergeblichen Schweißversuchen, 1927 oder 1928 durch einen mit 275 kg viel zu schweren und wegen eines überdimensionierten Vorhangs zu hart anschlagenden Klöppel ersetzt. Auch ihr exaktes Gewicht konnte erst 1992, als sie an ein Eichenholzjoch gehängt wurde, ermittelt werden. Bis dahin kursierten Angaben von 5750 kg, da das Gewicht der Apostolica in einem Bericht von 1741 mit 115 Zentnern angegeben wurde. Sie hängt neben der Susanne im südlichen Gefach des Glockenstuhls, an der zum Turmzwischenbau zeigenden Wand der Glockenkammer. An dieser Wand befindet sich der Uhrwerkshammer, mit dem die vollen Stunden auf der Apostolica geschlagen werden.

##### „Dominica“

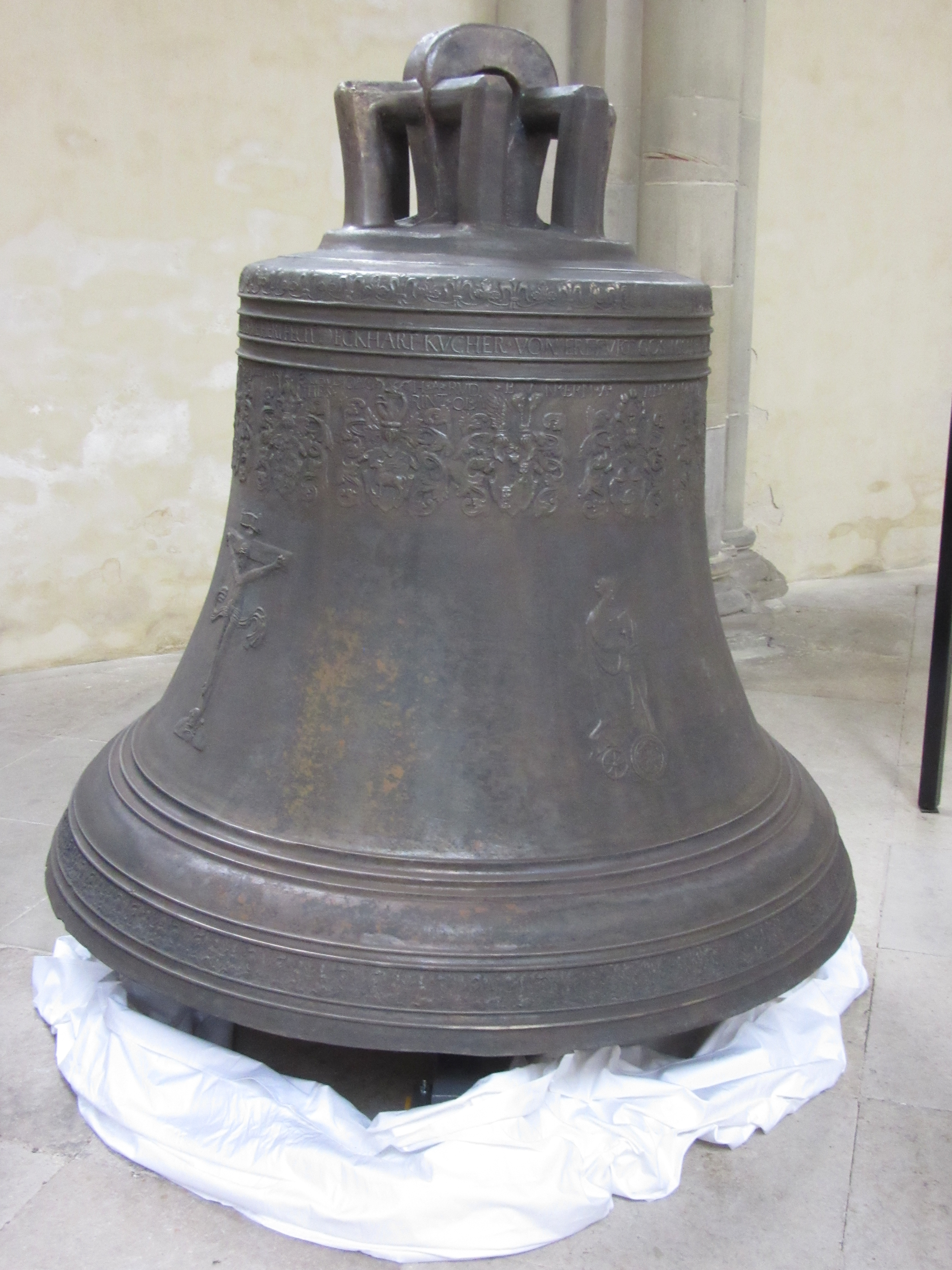
Die reparierte „Dominica“, seit 2019 im nördlichen Seitenschiff ausgestellt, hat nun wieder sechs Kronenhenkel.

Die 1575 von Eckhart Kucher wiederum in der Magdeburger Paulinerkirche gegossene „Dominica“ erklingt aufgrund ihrer relativ leichten Septimenrippe nur einen halben Ton höher als die mehr als doppelt so schwere „Apostolica“. Um sie zu läuten, benötigte man früher drei Personen. Wie für die anderen historischen Domglocken, existierten früher auch für die „Dominica“ weit überzogene Gewichtsangaben. Ihre Masse wurde noch in einer Quelle aus dem Jahr 1863 mit 100 Zentnern angegeben, während noch in jüngerer Zeit (2011 oder später) eine Gewichtsangabe von 2600 kg üblich war und sie laut der aktuellsten Wägung 2362 kg wiegt. Die „Dominica“, die normalerweise zum Sonntagsgottesdienst ruft, ist seit etwa 2004 wegen multipler Schäden stillgelegt und wurde 2019 aus dem Turm gehoben. Unter anderem waren zwei Kronenhenkel abgebrochen und provisorisch durch zwei durch die Haube und das Joch geführte Zugbolzen ersetzt worden sowie das Hängeeisen für den Klöppel erneuerungsbedürftig. Des Weiteren war sie teilweise stark korrodiert, waren ein Riss durch einen zu schweren Klöppel und ausgeschlagene Stellen vorhanden. Im Gegensatz zu den beiden zeitweise an Stahljochen befestigten größten Glocken hing sie bis zur Abnahme 2019 immer an einem Holzjoch in einem etwa 1550 gebauten Glockenstuhl im unteren Bereich des dritten Turmstockwerks. Da die dortige Glockenkammer lediglich ein (nach Norden gerichtetes) großes Schallaustrittsfenster sowie nur eine kleine Öffnung nach Osten hat, war ihre Klangabstrahlung sehr eingeschränkt. Aufgrund dieses akustisch sehr ungünstigen Platzes, an dem man eine Glocke normalerweise nicht aufhängt, wird angenommen, dass ihre Vorgängerin bis zum Absturz der „Maxima“ im Südturm hing und aus der Not heraus im Nordturm untergebracht wurde. Die „Dominica“ wurde im Sommer 2019 in der Glockenwerkstatt Lachenmeyer repariert und danach zur Besichtigung ins Kirchenschiff gestellt. Sie hat eine Abklingdauer von über zwei Minuten. Sie soll, wenn das Geläut erweitert wird, in der mit drei Fenstern ausgestatteten Glockenkammer im 4. Stock am bisherigen Platz der „Apostolica“ aufgehängt werden und einen leichteren Schirmballenklöppel, wie er vor hunderten Jahren üblich war, erhalten. Das vermutlich aus dem 19. Jahrhundert stammende Holzjoch kann nach einer Aufarbeitung voraussichtlich weiter genutzt werden. Für den verwaisten Glockenstuhl ist eine museale Nutzung angedacht.

##### Glocken in Flankenturm und Dachreiter
Auch im nördlichen Flankenturm des Querhauses hingen in einem im Jahr 1827 entfernten Fachwerkaufsatz sechs Glocken; sechs Öffnungen in der obersten Gewölbedecke für die Läuteseile künden immer noch davon. Teilweise reichten die Seile auch noch durch eine weitere Decke eine Etage tiefer. Diese 1446/47 erstmals erwähnten Glocken dienten, da ein Gang vom unteren Ende der längsten Läuteseile in den Hochchor führt, vermutlich dem Chorgottesdienst des Domkapitels und sind spätestens seit dem Beginn der großangelegten, von 1826 bis 1834 andauernden Domrenovierung, als auch das einsturzgefährdete nördliche Querhaus saniert wurde, verschwunden.
Bis zu dieser Renovierung gab es auch im Dachreiter zwei kleine Glocken, welche im Zuge der Instandsetzung des labil gewordenen Türmchens abgenommen wurden. Eine hatte eine Zuckerhutform, einen Durchmesser von 385 mm, könnte im 12. Jahrhundert entstanden sein und war zuletzt im Dommuseum ausgestellt. Sie soll im Ersten Weltkrieg für Kriegszwecke eingeschmolzen worden sein. Bei der zweiten, größeren Glocke könnte es sich um die jetzige Orate handeln, dies ist jedoch unsicher. Die im 13. Jahrhundert gegossene Orate als älteste Glocke des Magdeburger Stadtkreises war wegen einer abgeschlagenen Krone länger nicht läutbar und stand in der Tonsur-Kapelle. Nach dem Angießen einer neuen Krone und eines neuen Hängeeisens konnte sie 1994 in den Dachreiter gehängt werden.

##### „Schelle“

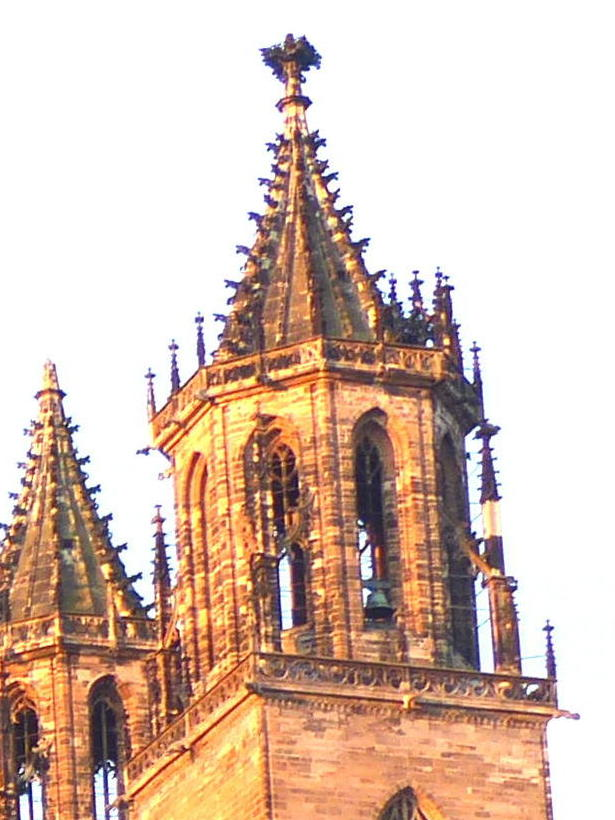
Nordturm mit der „Schelle“ zwischen den beiden nördlichen Oktogonpfeilern

Sie ist die älteste Domglocke, von der das Gussjahr (1396) genau bekannt ist. Ihre Inschrift weist darauf, dass sie von Anfang an als reine Uhrschlagglocke konzipiert war, hin. Dies lässt auf die Existenz einer Domuhr schon zu ihrer Gusszeit schließen. Sie ist eine der frühesten Uhrschlagglocken mit einer verkürzten Rippe. Das heißt, ihre Höhe ist im Verhältnis zum Durchmesser niedriger als bei normalen Läuteglocken, was für eine Funktion als Uhrschlagglocke ausreichend ist und Material sowie Kosten sparte. 1992 konnte erstmals eine genaue Klanganalyse aufgenommen werden. Diese schwer zugängliche Glocke wurde dabei gewogen und ihre Masse zu 1500 kg bestimmt. Bis dahin kursierten Gewichtsangaben von bis zu 80 Zentnern = 4000 kg für die „Schelle“; unter anderem nennt die anlässlich des 500-jährigen Domweihe-Jubiläums erschienene „Jubelschrift“ von 1863 immer noch dieses viel zu hohe Gewicht. Die „Schelle“ schlägt die Viertelstunden, ist starr zwischen den beiden nördlichen Oktogonsäulen des Nordturms aufgehängt und vom Domplatz zu sehen. Sie dürfte erst seit etwa 1500 an ihrem heutigen Platz hängen, sein, da der Nordturm zur Domweihe 1363 erst bis zum dritten Stockwerk errichtet war, dies anschließend während einer über 100 Jahre langen Bauunterbrechung blieb und erst im letzten Viertel des 15. Jahrhunderts weitergebaut sowie bis 1520 vollendet wurde.

#### 20. und 21. Jahrhundert
1926 wurden elektrische Antriebe eingebaut und die bis dahin für ein Vollgeläut der drei Nordturm-Läuteglocken erforderlichen 33 Personen überflüssig. Auch die in den 1990er Jahren ausgebauten Stahljoche stammen möglicherweise aus dieser Zeit. Die Glocken wurden im Zweiten Weltkrieg in die Kategorie „D“ eingestuft und blieben deshalb vom Einschmelzen ausgenommen.
Nach dem Zweiten Weltkrieg erwarb die Domgemeinde drei kleinere Glocken von Kirchen aus dem größeren Umkreis, unter anderem 1957 eine es1-Glocke aus der Thomaskirche Erfurt, um die historischen drei großen Glocken zu entlasten. Die dazu an den alten Domglocken vorgenommenen Klangmessungen waren jedoch fehlerhaft. Deshalb passten die anhand dieser Messungen ausgewählten Glocken klanglich schlecht zum Bestandsgeläut und wurden wieder verkauft.
Das Geläut überstand die DDR-Zeit mit vergleichsweise geringen Schäden: Zum einen hielt die Korrosion durch verschmutzte Luft, im Vergleich zu der in anderen DDR-Ballungsgebieten, sich noch in Grenzen, zum anderen unterblieben den Klang des Domgeläuts verstümmelnde Umbauten wie die in anderen Kirchen öfters praktizierte Aufhängung an gekröpften Stahljochen. Dringender Handlungsbedarf bestand jedoch bei der „Apostolica“, welche infolge der massiven Überbeanspruchung durch den überdimensionierten Klöppel von 1927/1928 Schaden zu nehmen drohte.
1992 erfolgten Schwingungsmessungen an den Domtürmen und wurde der durchgebrannte, von 1926 stammende Motor der „Susanne“ durch zwei neue Antriebe ersetzt. Die geraden, genieteten Stahljoche wurden 1992 („Apostolica“) und 1993 („Susanne“) gegen solche aus Eichenholz getauscht. Die Suche nach einem für das Joch der „Susanne“ geeignetem, abgelagertem Baumstamm war aufwendig, denn es wurde ein gewaltiger Balken mit einem Querschnitt von 60 cm Höhe und 52 cm Breite gebraucht. Die geänderte Geometrie der Aufhängung erforderte neue Klöppel. Die „Apostolica“ erhielt 1992 den dringend nötigen, neuen, im SKET geschmiedeten, nur noch 180 kg wiegenden und somit der Glocke angemessenen Klöppel. 1994 bekam auch die „Susanne“ einen neuen Klöppel, der einen weicheren und den Schlagton mehr hervorhebenden Anschlag erzeugte. Die Firma Rincker führte diese Arbeiten aus. Ab 1999 schwiegen „Susanne“ und „Apostolica“ aufgrund von Schäden am jahrhundertealten Glockenstuhl erneut. Zudem schlug der 1994 eingehängte Klöppel der „Susanne“ ungleichmäßig an und wurde ersetzt. Beide Glocken erklangen zu Weihnachten 2004 wieder. Der Klöppel der „Apostolica“ von 1992 wurde 2013 nochmals ersetzt, diesmal durch einen nach historischem Vorbild gefertigten. Ein 2020 mit Sensoren auf Glocken und Klöppeln genommener „musikalischer Fingerabdruck“ ergab, dass „Susanne“ und „Apostolica“ in Hinsicht auf das Schwingungsverhalten und die Beanspruchung nun unkritisch läuten.
| Nr. | Name (Funktion)                                   | Gussjahr | Gießer, Gussort           | Durchmesser (mm) | Masse (kg) | Schlagton (HT-1/16) | Turm                                                                         |
| 1   | „Susanne“ = „Osanna“                              | 1702     | Johann Jacobi, Berlin     | 2.464/2.470      | 8.800      | e0 +6               | Nordturm, 4. Stock                                                           |
| 2   | „Apostolica“ (dient auch als Stundenschlagglocke) | 1690     | Jacob Wenzel, Magdeburg   | 1.938/1.945      | 4.980      | b0 +5               | Nordturm, 4. Stock                                                           |
| 3   | „Dominica“                                        | 1575     | Eckhart Kucher, Magdeburg | 1.620            | 2.362      | h0 +8               | bis 5. Juni 2019 im Nordturm, 3. Stock; derzeit im Kirchenschiff ausgestellt |
| 4   | „Orate“                                           | 13. Jh.  | unbekannt                 | 665              | ≈200       | e2 +1               | Dachreiter (seit 1994)                                                       |
| –   | „Schelle“ (Viertelstundenschlag)                  | 1396     | unbekannt                 | 1.359            | ≈1.500     | f1 −1               | Nordturm, 5. Stock (im Oktogon, Nordseite), starr aufgehängt                 |

- Läuten der Susanne und der Apostolica auf YouTube (Aufnahme von ca. 2017 aus der Glockenkammer).
- Läuten der Susanne, Apostolica und Dominica auf YouTube (Außenaufnahme von 1993)

#### Geplantes Großgeläut
Bereits zur großen Dominstandsetzung 1826 bis 1834 gab es Bestrebungen, das rudimentäre Geläut in Nord- und Südturm wieder zu komplettieren. Ein 2018 gegründeter Verein kümmert sich nun um die finanzielle und technische Realisierung.
Beratungen aus dem Jahr 2015 sahen zunächst eine Erweiterung des vorhandenen Glockenbestandes auf ein zehnstimmiges Geläut mit einer c0-Glocke als Basis vor. Nun wird ein Geläut mit 12 Glocken realisiert. Geplant sind zusätzliche Glocken mit den Schlagtönen d0, g0, d1, e1, fis1, g1, a1 und h1. Die Bordunglocke (d0) „Credamus“ mit einem Gewicht von etwa 14 t und einem Durchmesser von etwa 2,83 m gilt als erforderlich, da der Ton der recht leichtrippigen „Susanne“ für ein Klangfundament als zu schwach gilt. Die g0-Glocke soll das große Intervall zwischen der „Susanne“ und der „Apostolica“ verkleinern. Das gesamte Geläut würde dann 42 Tonnen wiegen. Die Erweiterung des Magdeburger Domgeläuts gilt als das derzeit größte Glockenprojekt in Europa. Die „Credamus“ würde die Läuteglocke mit dem zweittiefsten Schlagton sein, nach der Petersglocke, und die einzige in Deutschland mit dem Schlagton d0. (Die vor dem Rathaus Bochum hängende Stahlglocke von 1867 hat den gleichen Schlagton und wiegt sogar 15 t, ist aber nicht läutbar.)
Die neuen Glocken werden auch eine dringend benötigte Entlastung des Altbestandes ermöglichen. Mitte 2021 waren für das Gesamtprojekt etwa 2,5 Millionen Euro eingeplant. Erschwerend ist der (seit 2018 auf fast das Doppelte) gestiegene Bronzepreis. Allein für die „Credamus“, ursprünglich mit etwa 350 000 Euro veranschlagt, wurde 2023 mit Kosten von einer halben Million Euro gerechnet.

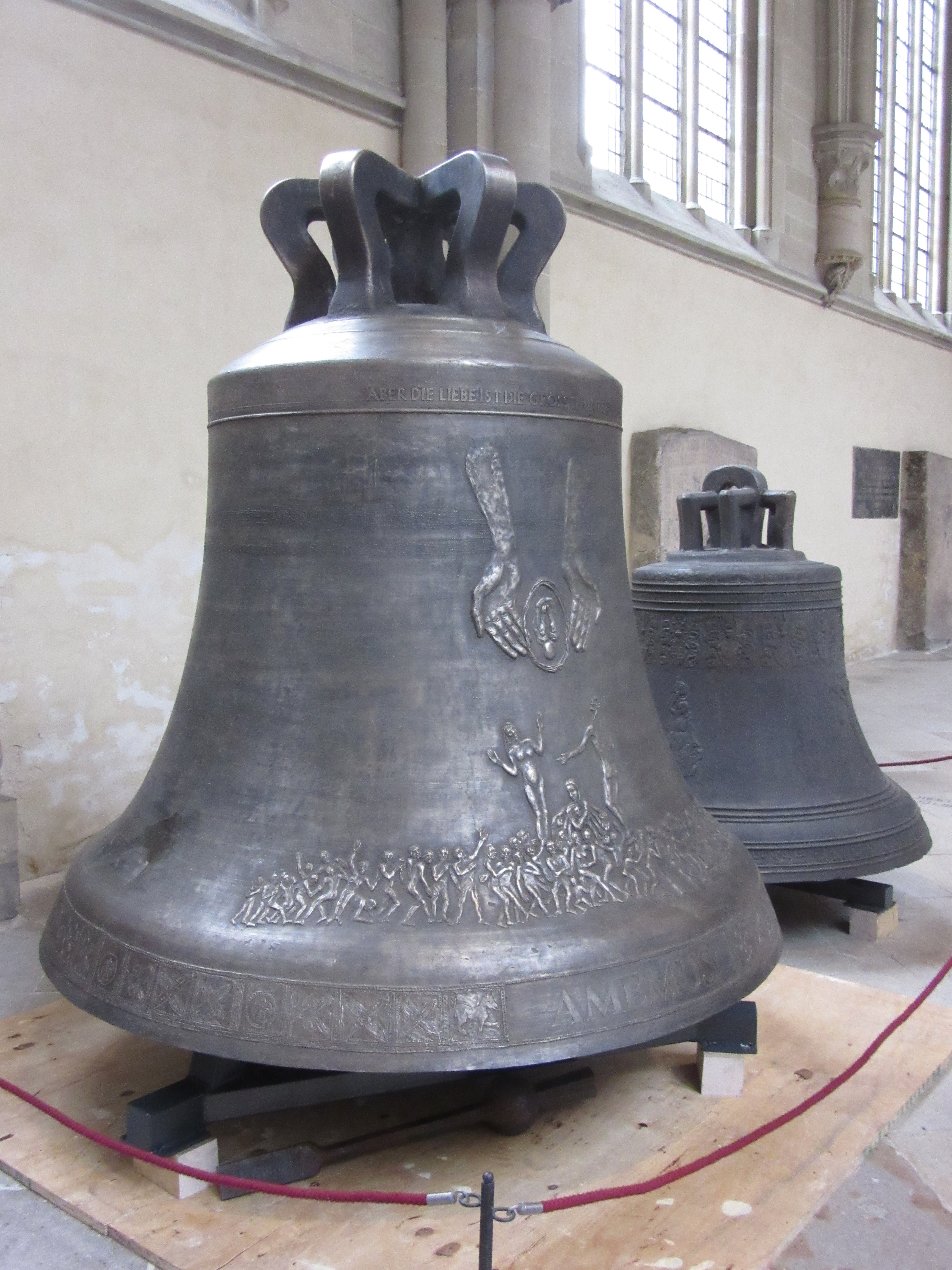
Die „Amemus“ steht seit Oktober 2022 im nördlichen Seitenschiff neben der „Dominica“.

##### Adaptierung der Türme
2017 vorgenommene, umfangreiche Schwingungsmessungen bescheinigten die grundsätzliche Eignung der Türme für diese Belastungen. Die dritte Oberschwingungsebene der Türme ist entscheidend. Die Schwingungsfrequenz jeder Glocke muss um 20 % von deren Frequenz abweichen, um Schäden an den Türmen zu vermeiden. Die im Südturm vorgesehene „Credamus“ gilt hierbei als weniger problematisch, während besonders die „Susanne“ den Nordturm in beachtenswertem Maße zu Schwingungen anregt und auch die Schwingungsfrequenz der „Amemus“ nahe an der des Nordturmes liegt.
In der seit Jahrhunderten leeren Glockenkammer des Südturmes wird ein neuer Glockenstuhl mit zwei Ebenen, der die neue Bordunglocke unten und laut dem ursprünglichen Konzept die sechs kleineren, 2022 und 2023 gegossenen Glocken in der oberen Ebene aufnehmen sollte, errichtet werden. Um ausreichend Platz für den neuen Glockenstuhl zu schaffen, muss der durch die Südturm-Glockenstube führende Fahrstuhl um ein entsprechendes Stück gekürzt werden.
Nach weiteren Untersuchungen und Beratungen zur Schwingungsbelastung der Türme würde die ursprüngliche Planung erheblich geändert:  Mit Stand Dezember 2024 werden nun „Apostolica“ und „Amemus“ anstelle der sechs kleinen Glocken über der „Credamus“ im Südturm aufgehängt. Die „Susanne“ wird, entgegen der bisher vorgesehenen Anordnung, nicht weiter an ihrem seit über 300 Jahren angestammten Platz bleiben, sondern im dritten Turmgeschoss, wo die „Dominica“ bis 2019 hing, untergebracht. Im freiwerdenden, barocken Glockenstuhl der „Susanne“ sollen dann, sofern der Platz reicht, die drei kleinsten neuen Glocken läuten, dies jedoch in Nord-Süd-Richtung, quer zur Ost-West-Pendelebene aller anderen Glocken. Auf dem Glockenstuhl der „Susanne“ wird ein Aufsatz für „Cantemus“, „Benedicamus“ und „Queramus“ errichtet, und die „Dominica“ kommt in den Glockenstuhl der „Apostolica“, der eigentlich die „Amemus“ aufnehmen sollte.
Die „Stiftung Dome und Schlösser in Sachsen-Anhalt“ als Eigentümerin der Kirche ist für die Ertüchtigung der Türme zur Aufnahme des Geläuts zuständig. Dies wird weitere etwa 6 Millionen Euro kosten.

##### Glockenguss
Der Domglockenverein erteilte, in Abstimmung mit Glockensachverständigen, der Gießerei Bachert den Auftrag für die neuen acht Domglocken, da diese Firma nach wie vor mit dem traditionellen Lehmformverfahren, das seit Jahrhunderten praktiziert wird und schon in Friedrich Schillers Dichtung „Das Lied von der Glocke“ beschrieben wurde, arbeitet. Zudem wurde dieser Firma als einziger deutscher Glockengießerei die Herstellung einer 14 t schweren Glocke in diesem Verfahren zugetraut.
Am 6. Mai 2022 begann Fa. Bachert mit dem Bau der Form der neuen Großglocke „Amemus“, am 2. September wurde sie gegossen. Mit g0 +14 war der Schlagton dieser Molloktavglocke unmittelbar nach dem Guss deutlich höher als gewünscht geraten und konnte durch Abtragen von Material im Glockeninneren auf g0 +6 heruntergebracht werden. Am 30. Oktober wurde sie in einer Feierstunde im Dom präsentiert.
Von den kleineren, neuen Glocken wurden die „Benedicamus“ (Schlagton e1) am 7. Oktober 2022 und die anderen fünf am 24. Februar 2023 bei Bachert gegossen. Am Ostermontag 2023 konnten nur fünf dieser neuen Glocken im Dom präsentiert werden, da der Ton der „Speremus“ zu tief ausfiel, sie deshalb nicht richtig zum Geläut passte und am 23. Juni 2023 noch einmal, diesmal erfolgreich, gegossen wurde.
Nachdem die Firma Bachert den Guss der „Credamus“ im Herbst 2024 absagte und Gießereien in Frankreich, Holland, Österreich und der Schweiz um Angebote gebeten wurden, bekam nun die Gießerei Grassmayr in Innsbruck, neben der als einzige weitere Firma noch die Gießerei Eijsbouts ein Angebot abgab, den Auftrag zur Anfertigung des 14 Tonnen schweren Klangkörpers. Grassmayr wird diese Glocke allerdings mit dem modernen Sandformverfahren herstellen. Auf ihrer Rückseite wird sie Abbildungen von neun Magdeburger Kirchen, die im Zweiten Weltkrieg beschädigt und zur DDR-Zeit abgerissen wurden, zeigen.
Die Anfertigung der Glockenzieren lag und liegt in den Händen von Gert und Edda Weber.
Die Namen aller zwölf Glocken (bei den vorhandenen Glocken ist das Gussjahr vermerkt) lauten bzw. werden lauten:
| Nr. | Name                     | Gussjahr        | Gießer, Gussort           | Masse (kg) | Durchmesser (mm) | Schlagton (HT-1/16) | Bibelzitate für die Glockenzier                             | Aufhängungsort            |
| 1   | CREDAMUS (Glauben)       |                 |                           | 14.000     |                  | d0 +6               | „Fürchte dich nicht, glaube nur!“ (Mk 5,36 )                | Südturm, 4. Stock, unten  |
| 2   | OSANNA = Susanne (Loben) | 1702            | Johann Jacobi, Berlin     | 8.800      | 2.464/2.470      | e0 +6               | „Lobe den Herrn, meine Seele!“ (Ps 103,1 )                  | Nordturm, 3. Stock unten  |
| 3   | AMEMUS (Lieben)          | 2022            | Bachert, Neunkirchen      | 6.525      | 2.147            | g0 +6               | „Aber die Liebe ist die Größte unter ihnen!“ (1 Kor 13,13 ) | Südturm, 4. Stock, oben   |
| 4   | APOSTOLICA (Vergeben)    | 1690            | Jacob Wenzel, Magdeburg   | 4.980      | 1.938/1.945      | b0 +5               | „Denn bei Gott ist Vergebung!“ (Ps 130,4 )                  | Südturm, 4. Stock, oben   |
| 5   | DOMINICA (Hinschauen)    | 1575            | Eckhart Kucher, Magdeburg | 2.362      | 1.620            | h0 +8               | „Schauet die Werke des Herrn!“ (Ps 46,9 )                   | Nordturm, 4. Stock, unten |
| 6   | CANTEMUS (Singen)        | 2023            | Bachert, Neunkirchen      | 1.720      | ca. 1393         | d1 +8               | „Singet dem Herrn ein neues Lied!“ (Ps 96,1 )               | Nordturm, 4. Stock, oben  |
| 7   | BENEDICAMUS (Segnen)     | 2022            | Bachert, Neunkirchen      | 1.280      | ca. 1.243        | e1 +8               | „Segnet, die Euch verfluchen!“ (Lk 6,6 )                    | Nordturm, 4. Stock, oben  |
| 8   | QUERAMUR (Klagen)        | 2023            | Bachert, Neunkirchen      | 892        | ca. 1146         | fis1 +8             | „Du hast meine Klage verwandelt in Reigen!“ (Ps 30,12 )     | Nordturm, 4. Stock, oben  |
| 9   | DUBITEMUS (Zweifeln)     | 2023            | Bachert, Neunkirchen      | 761        | ca. 1102         | g1 +10              | „Warum hast Du gezweifelt?“ (Mt 14,31 )                     | Nordturm, 4. Stock, unten |
| 10  | RESISTEMUS (Widerstehen) | 2023            | Bachert, Neunkirchen      | 580        | ca. 979          | a1 +8               | „Widerstehet, fest im Glauben!“ (1 Petr 5,9 )               | Nordturm, 4. Stock, unten |
| 11  | SPEREMUS (Hoffen)        | 2023            | Bachert, Neunkirchen      | 440        | ca. 887          | h1 +11              | „Auf ihn hoffet mein Herz!“ (Ps 28,7 )                      | Nordturm, 4. Stock, unten |
| 12  | ORATE (Beten)            | 13. Jahrhundert | unbekannt                 | 200        | 665              | e2 +1               | „Betet für die Stadt zum Herrn!“ (Jer 29,7 )                | Dachreiter                |

Der Stundenschlag erfolgt über Glocke Nr. 4 (Apostolica).

### Domuhr

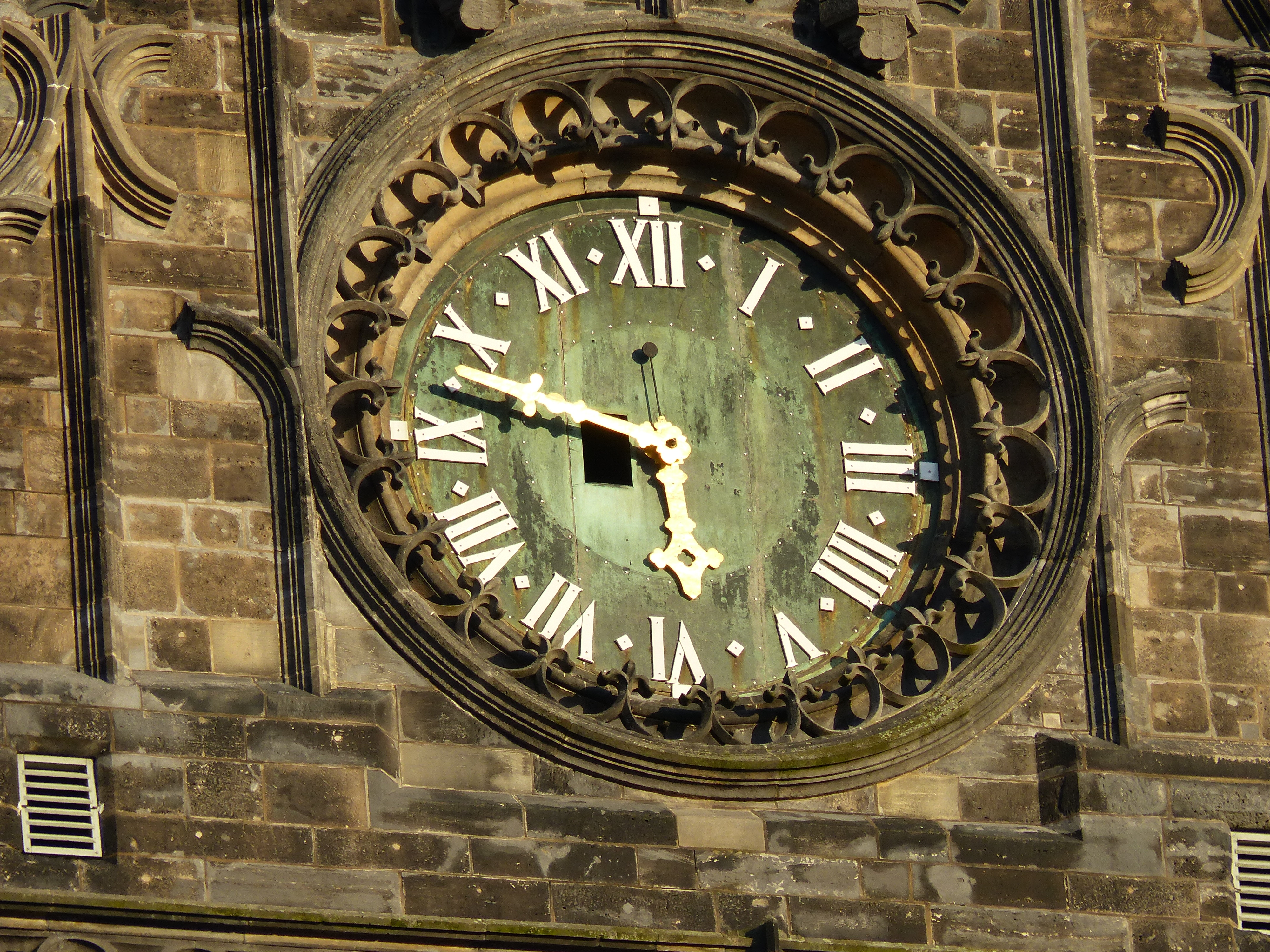
Uhr im Giebel der Westfassade

Zusammen mit der Viertelstundenschlagglocke, der „Schelle“ von 1396, erhielt der Dom sein erstes Uhrwerk. In der zweiten Hälfte des 17. Jahrhunderts entstand ein neues Uhrwerk. Dieses befand sich im obersten Bereich des zweiten Turmgeschosses, am oberen Ende der breiten Treppenanlage des Nordturms. Die ursprünglich in ihm eingebaute Unruhe wurde 1694 durch ein Pendel ersetzt. Eine Viertelstundenschlag-Funktion erhielt dieses Uhrwerk erst im Jahr 1716. Der Berliner Hofuhrmacher Möllinger baute es 1833 um und stellte es im Giebel des Turmzwischenbaus auf. Es treibt die Zeiger des im Giebeldreieck befindlichen Zifferblatts sowie der zum Domplatz zeigenden Uhr an. Es steuert auch den mit der Apostolica ausgeführten Stundenschlag sowie den Viertelstundenschlag der Schelle. Erst mit diesem Umbau von 1833 erhielt auch der Südturm eine Uhr, damit auch für die Bewohner des erst damals südlich des Doms errichteten Viertels eine Zeitanzeige existiert. Die Südturmuhr hatte zunächst nur einen Stundenzeiger. Ein Minutenzeiger kam erst 55 Jahre später hinzu. Das Uhrwerk musste, bis nach 1990 eine elektronische Aufzugvorrichtung installiert wurde, täglich von Hand aufgezogen werden. Als der Fahrstuhl im Südturm eingebaut wurde, war die Mechanik zwischen dem Uhrwerk und der Südturmuhr im Wege und wurde entfernt. Die Uhr des Südturms wird deshalb nun elektronisch gesteuert und kann somit ggf. von der Anzeige der anderen beiden Domuhren abweichen.

## Filme
- Jubiläum: 500 Jahre Magdeburger Dom (1). Fernseh-Reportage, Serie in vier Folgen, Deutschland, 2020, 3:24 Min., Bericht: Heiko Kunzmann, Karin Roxer, Kamera: Christian Uhlisch, O. Thomas, Produktion: MDR, Redaktion: MDR Sachsen-Anhalt heute, Erstsendung: 22. September 2020 bei MDR Fernsehen, Internet-Video von MDR, aufrufbar bis zum 22. September 2025.

- Magdeburger Dom feiert dieses Jahr Jubiläum (2). Fernseh-Reportage, Deutschland, 2020, 3:45 Min., Internet-Video von MDR, aufrufbar bis zum 23. September 2025.
- Jubiläum: 500 Jahre Magdeburger Dom (3). Fernseh-Reportage, Deutschland, 2020, 3:01 Min., Internet-Video von MDR, aufrufbar bis zum 24. September 2025.
- Jubiläum: 500 Jahre Magdeburger Dom (4). Fernseh-Reportage, Deutschland, 2020, 3:05 Min., Internet-Video von MDR, aufrufbar bis zum 25. September 2025.

- MDR vor Ort … feiert 500 Jahre der Fertigstellung des Magdeburger Doms. Fernseh-Reportage, Deutschland, 2020, 24:31 Min., Bericht: Heiko Kunzmann, Karin Roxer, André Strobel, Kamera: Philipp Bauer, Marcel Niehoff, Christian Uhlisch, Moderation: Susi Brandt, Produktion: MDR, Reihe: MDR vor Ort, Erstsendung: 6. Juni 2020 bei MDR Fernsehen, Inhaltsangabe von ARD.
- Das Singen im Dom zu Magdeburg. Konzertaufnahme, DDR, 1988, 20:42 Min., Regie: Peter Rocha, Produktion: DEFA-Studio für Dokumentarfilme, Internet-Video von DEFA-Filmwelt auf YouTube.